# クレヨンしんちゃんのアニメエピソード一覧 (2002年 - 2011年)
クレヨンしんちゃんのアニメエピソード一覧 (2002年 - 2011年)（クレヨンしんちゃんのアニメエピソードいちらん）では、テレビアニメ『クレヨンしんちゃん』で2002年 - 2011年に放送された放送タイトルを記述する。また、ここでは2本、または3本の話を1話としてまとめる。スペシャル版の話数カウントは双葉社『クレヨンしんちゃん大全』に準拠しているが、『クレヨンしんちゃん大全』に載っていないスペシャルは、番外と表記する。また、「TV版傑作選」と「スペシャル」に収録されているものを「DVD収録」とする。「TV版傑作選」と「スペシャル」に収録されていない話は「 - 」とする。ただし、「TV版傑作選」と「スペシャル」には収録されてないが、別のDVDや『クレヨンしんちゃんぶりぶりCLUB』（テレ朝動画）で収録（配信）されている話は、「○」とする。以下、時間帯は日本標準時、放送日はテレビ朝日基準の日付を示す。

## 2002年
| 話数            | DVD収録                                                                         | サブタイトル                                                                    | 脚本                                                                            | 絵コンテ                                                                        | 演出                                                                            | 作画監督                                                                        | 放送日   |
| --------------- | ------------------------------------------------------------------------------- | ------------------------------------------------------------------------------- | ------------------------------------------------------------------------------- | ------------------------------------------------------------------------------- | ------------------------------------------------------------------------------- | ------------------------------------------------------------------------------- | -------- |
| 第423話         | 第5期21                                                                         | 静かなひまわりは危険だゾ                                                        | 荻田寛子                                                                        | 義野利幸                                                                        | 池端たかし                                                                      | 原勝徳                                                                          | 1月11日  |
| 第423話         | 第5期21                                                                         | ななこおねいさんの着物姿だゾ                                                    | 翁妙子                                                                          | 義野利幸                                                                        | 池端たかし                                                                      | 小川博司                                                                        | 1月11日  |
| 第424話         | 第5期21                                                                         | よーかんを見つけるゾ                                                            | もとひら了                                                                      | 貞光紳也                                                                        | 貞光紳也                                                                        | 樋口善法                                                                        | 1月18日  |
| 第424話         | 第5期21                                                                         | マサオくんイメージチェンジだゾ                                                  | もとひら了                                                                      | 高橋順                                                                          | 貞光紳也                                                                        | 樋口善法                                                                        | 1月18日  |
| 第425話         | 第5期22                                                                         | アクション仮面の新必殺技だゾ                                                    | 阪口和久                                                                        | 義野利幸                                                                        | ささきひろゆき                                                                  | 末吉裕一郎                                                                      | 1月25日  |
| 第425話         | 第5期22                                                                         | 廊下でドタバタ大騒ぎだゾ                                                        | 荻田寛子                                                                        | ささきひろゆき                                                                  | ささきひろゆき                                                                  | 間々田益男                                                                      | 1月25日  |
| 第426話         | 第5期22                                                                         | ドアが壊れちゃったゾ                                                            | 荻田寛子                                                                        | 義野利幸                                                                        | 横山広行                                                                        | 大塚正実                                                                        | 2月1日   |
| 第426話         | 第5期22                                                                         | こっちのおイモが食べたいゾ                                                      | 阪口和久                                                                        | 横山広行                                                                        | 横山広行                                                                        | 小川博司                                                                        | 2月1日   |
| 第427話         | 第5期22                                                                         | サボテンの花が見たいゾ                                                          | もとひら了                                                                      | 義野利幸                                                                        | ムトウユージ                                                                    | 門脇孝一                                                                        | 2月8日   |
| 第427話         | 第5期22                                                                         | 試験の前は眠れないゾ                                                            | 翁妙子                                                                          | ムトウユージ                                                                    | ムトウユージ                                                                    | 針金屋英郎                                                                      | 2月8日   |
| 第428話         | 第5期22                                                                         | 雪の日の買物はたいへんだゾ                                                      | 阪口和久                                                                        | 高橋順                                                                          | 貞光紳也                                                                        | 樋口善法                                                                        | 2月22日  |
| 第428話         | 第5期22                                                                         | 張り込み刑事が来たゾ                                                            | 中弘子                                                                          | 貞光紳也                                                                        | 貞光紳也                                                                        | 樋口善法                                                                        | 2月22日  |
| 第429話         | 第5期22                                                                         | 運命の合格発表だゾ                                                              | 翁妙子                                                                          | 義野利幸                                                                        | 池端たかし                                                                      | 小川博司                                                                        | 3月1日   |
| 第429話         | 第5期22                                                                         | アパートに大集合だゾ                                                            | 翁妙子                                                                          | 義野利幸                                                                        | 池端たかし                                                                      | 大森孝敏                                                                        | 3月1日   |
| 第430話         | 第5期23                                                                         | 優ちゃんのオーディションだゾ                                                    | 荻田寛子                                                                        | ささきひろゆき                                                                  | ささきひろゆき                                                                  | 間々田益男 針金屋英郎                                                           | 3月8日   |
| 第431話         | ○                                                                               | メイクアップアーティストだゾ                                                    | 荻田寛子                                                                        | 横山広行                                                                        | 横山広行                                                                        | 大塚正実                                                                        | 3月15日  |
| 第431話         | 第5期23                                                                         | 晩ご飯は内緒だゾ                                                                | もとひら了                                                                      | 義野利幸                                                                        | 横山広行                                                                        | 小川博司                                                                        | 3月15日  |
| 第432話         | 第5期23                                                                         | 嫁には絶対やらないゾ                                                            | 中弘子                                                                          | 高橋順                                                                          | 貞光紳也                                                                        | 樋口善法                                                                        | 3月22日  |
| 第432話         | 第5期23                                                                         | 張り込みは忍耐だゾ                                                              | 荻田寛子                                                                        | 貞光紳也                                                                        | 貞光紳也                                                                        | 樋口善法                                                                        | 3月22日  |
| SPECIAL 32      | 傑作選③                                                                         | 大江戸ランド 火の巻だゾ（1994年）〈再〉                                         | 中弘子                                                                          | 寺東克己                                                                        | 寺東克己                                                                        | 小川博司                                                                        | 3月29日  |
| SPECIAL 32      | 傑作選③                                                                         | 大江戸ランド 水の巻だゾ（1994年）〈再〉                                         | 中弘子                                                                          | 寺東克己                                                                        | 寺東克己                                                                        | 小川博司                                                                        | 3月29日  |
| SPECIAL 32      | ○                                                                               | ヒミツのボーちゃんだゾ                                                          | 翁妙子                                                                          | 義野利幸                                                                        | ムトウユージ                                                                    | 門脇孝一                                                                        | 3月29日  |
| SPECIAL 32      | -                                                                               | ドライブはドキドキだゾ                                                          | もとひら了                                                                      | 義野利幸                                                                        | ムトウユージ                                                                    | 高倉佳彦                                                                        | 3月29日  |
| SPECIAL 32      | 第3期⑳                                                                          | 赤ズキンと紫ズキンだゾ（1997年）〈再〉                                          | 阪口和久                                                                        | ささきひろゆき                                                                  | ささきひろゆき                                                                  | 大森孝敏                                                                        | 3月29日  |
| SPECIAL（番外） | クレヨンしんちゃん 嵐を呼ぶ モーレツ!オトナ帝国の逆襲（2001年）（監督：原恵一） | クレヨンしんちゃん 嵐を呼ぶ モーレツ!オトナ帝国の逆襲（2001年）（監督：原恵一） | クレヨンしんちゃん 嵐を呼ぶ モーレツ!オトナ帝国の逆襲（2001年）（監督：原恵一） | クレヨンしんちゃん 嵐を呼ぶ モーレツ!オトナ帝国の逆襲（2001年）（監督：原恵一） | クレヨンしんちゃん 嵐を呼ぶ モーレツ!オトナ帝国の逆襲（2001年）（監督：原恵一） | クレヨンしんちゃん 嵐を呼ぶ モーレツ!オトナ帝国の逆襲（2001年）（監督：原恵一） | 4月12日  |
| SPECIAL 33      | スペシャル⑥                                                                     | SF殺人サイボーグだゾ（1997年）〈再〉                                            | 湯浅政明                                                                        | 湯浅政明                                                                        | 原恵一                                                                          | 堤規至                                                                          | 4月20日  |
| SPECIAL 33      | -                                                                               | 四郎君に恋人だゾ                                                                | 荻田寛子                                                                        | ムトウユージ                                                                    | ムトウユージ                                                                    | 松下佳弘                                                                        | 4月20日  |
| SPECIAL 33      | -                                                                               | またずれ荘のお花見だゾ                                                          | 阪口和久                                                                        | ムトウユージ                                                                    | ムトウユージ                                                                    | 小川博司                                                                        | 4月20日  |
| 第433話         | 第5期23                                                                         | ダメとヤダは禁止だゾ                                                            | 中弘子                                                                          | 池端たかし                                                                      | 池端たかし                                                                      | 門脇孝一                                                                        | 4月27日  |
| 第433話         | 第5期24                                                                         | いよいよお家が完成するゾ                                                        | 翁妙子                                                                          | 義野利幸                                                                        | 池端たかし                                                                      | 若松孝思                                                                        | 4月27日  |
| 第434話         | 第5期24                                                                         | リサ・アスピリンが帰って来たゾ                                                  | 荻田寛子                                                                        | ささきひろゆき                                                                  | ささきひろゆき                                                                  | 入江康智                                                                        | 5月4日   |
| 第434話         | 第5期24                                                                         | つゆかけご飯はおいしいゾ                                                        | 翁妙子                                                                          | ささきひろゆき                                                                  | ささきひろゆき                                                                  | 木村陽子                                                                        | 5月4日   |
| 第434話         | 第5期24                                                                         | ホシとデカが急接近だゾ                                                          | 荻田寛子                                                                        | ささきひろゆき                                                                  | ささきひろゆき                                                                  | 大塚正実                                                                        | 5月4日   |
| 第435話         | 第5期24                                                                         | スーパーモデルとお散歩だゾ                                                      | 荻田寛子                                                                        | 貞光紳也                                                                        | 貞光紳也                                                                        | 樋口善法                                                                        | 5月11日  |
| 第435話         | 第5期24                                                                         | 園長先生のマジックショーだゾ                                                    | 中弘子                                                                          | 筑紫大介                                                                        | 貞光紳也                                                                        | 樋口善法                                                                        | 5月11日  |
| 第435話         | 第5期24                                                                         | さよなら優ちゃんだゾ                                                            | もとひら了                                                                      | 貞光紳也                                                                        | 貞光紳也                                                                        | 樋口善法                                                                        | 5月11日  |
| 第436話         | 第5期24                                                                         | さらばまたずれ荘 またずれ大捜査線だゾ                                           | 荻田寛子                                                                        | 横山広行                                                                        | 横山広行                                                                        | 林静香 針金屋英郎 松下佳弘                                                      | 5月18日  |
| 第437話         | 第6期①                                                                          | 我が家に戻って来たゾ                                                            | 阪口和久                                                                        | ムトウユージ                                                                    | ムトウユージ                                                                    | 高倉佳彦                                                                        | 5月25日  |
| 第437話         | 第6期①                                                                          | シロもズーっと一緒だゾ                                                          | もとひら了                                                                      | 義野利幸                                                                        | ムトウユージ                                                                    | 小川博司                                                                        | 5月25日  |
| 第437話         | 第6期①                                                                          | 新しい家のスタートだゾ                                                          | 翁妙子                                                                          | ムトウユージ                                                                    | ムトウユージ                                                                    | 原勝徳                                                                          | 5月25日  |
| 第438話         | 第6期①                                                                          | 父ちゃんと一緒にお風呂だゾ                                                      | 荻田寛子                                                                        | 義野利幸                                                                        | ささきひろゆき                                                                  | 若松孝思                                                                        | 6月1日   |
| 第438話         | ○                                                                               | 先生たちの合コンだゾ                                                            | 中弘子                                                                          | ささきひろゆき                                                                  | ささきひろゆき                                                                  | 末吉裕一郎                                                                      | 6月1日   |
| 第438話         | 第6期①                                                                          | プレゼントが決まらないゾ                                                        | 翁妙子                                                                          | 義野利幸                                                                        | ささきひろゆき                                                                  | 大森孝敏                                                                        | 6月1日   |
| 第439話         | 第6期①                                                                          | 新しい家のひみつを発見だゾ                                                      | 中弘子                                                                          | 貞光紳也                                                                        | 貞光紳也                                                                        | 樋口善法                                                                        | 6月8日   |
| 第439話         | 第6期①                                                                          | ボーちゃんの一大事だゾ                                                          | 翁妙子                                                                          | 貞光紳也                                                                        | 貞光紳也                                                                        | 樋口善法                                                                        | 6月8日   |
| 第439話         | 第6期①                                                                          | 母ちゃんはオラが頼りだゾ                                                        | 翁妙子                                                                          | 高橋順                                                                          | 貞光紳也                                                                        | 樋口善法                                                                        | 6月8日   |
| 第440話         | 第6期②                                                                          | ヌパン4世登場だゾ                                                               | 阪口和久                                                                        | 義野利幸                                                                        | 池端たかし                                                                      | 門脇孝一                                                                        | 6月15日  |
| 第440話         | 第6期①                                                                          | 今度こそキレイにするゾ                                                          | 中弘子                                                                          | 義野利幸                                                                        | 池端たかし                                                                      | 小川博司                                                                        | 6月15日  |
| 第440話         | 第6期①                                                                          | 父ちゃんの保育参観日だゾ                                                        | もとひら了                                                                      | 池端たかし                                                                      | 池端たかし                                                                      | 間々田益男                                                                      | 6月15日  |
| 第441話         | 第6期②                                                                          | 今度こそ本当にキレイにするゾ                                                    | 中弘子                                                                          | 義野利幸                                                                        | 横山広行                                                                        | 松下佳弘                                                                        | 6月22日  |
| 第441話         | 第6期②                                                                          | マサオくんが駆け落ちするゾ                                                      | もとひら了                                                                      | 横山広行                                                                        | 横山広行                                                                        | 針金屋英郎                                                                      | 6月22日  |
| 第441話         | 第6期②                                                                          | 真夜中のフシギな味だゾ                                                          | 荻田寛子                                                                        | 横山広行                                                                        | 横山広行                                                                        | 大塚正実                                                                        | 6月22日  |
| 第442話         | 第6期②                                                                          | 怪しいオトコが現れたゾ                                                          | 翁妙子                                                                          | ムトウユージ                                                                    | ムトウユージ                                                                    | 高倉佳彦                                                                        | 7月6日   |
| 第442話         | 第6期②                                                                          | カエル取りに行くゾ                                                              | もとひら了                                                                      | 義野利幸                                                                        | ムトウユージ                                                                    | 大森孝敏                                                                        | 7月6日   |
| 第442話         | 第6期②                                                                          | 遊びに来た?ってカンジだゾ                                                       | 荻田寛子                                                                        | ムトウユージ                                                                    | ムトウユージ                                                                    | 末吉裕一郎                                                                      | 7月6日   |
| 第443話         | 第6期②                                                                          | 明日のピクニックは楽しみだゾ                                                    | もとひら了                                                                      | 貞光紳也                                                                        | 貞光紳也                                                                        | 樋口善法                                                                        | 7月13日  |
| 第443話         | 第6期②                                                                          | オラはおべんとうの達人だゾ                                                      | もとひら了                                                                      | 高橋順                                                                          | 貞光紳也                                                                        | 樋口善法                                                                        | 7月13日  |
| 第443話         | 第6期②                                                                          | ピクニックは大騒ぎだゾ                                                          | もとひら了                                                                      | 貞光紳也                                                                        | 貞光紳也                                                                        | 樋口善法                                                                        | 7月13日  |
| 第444話         | ○                                                                               | オラ達かすかべ歌劇団だゾ                                                        | 荻田寛子                                                                        | ささきひろゆき                                                                  | ささきひろゆき                                                                  | 大塚正実                                                                        | 7月20日  |
| 第444話         | 第6期③                                                                          | 家庭教師が来るゾ                                                                | 中弘子                                                                          | 義野利幸                                                                        | ささきひろゆき                                                                  | 間々田益男                                                                      | 7月20日  |
| 第444話         | 第6期③                                                                          | 父ちゃんのヒミツのメル友だゾ                                                    | 翁妙子                                                                          | 義野利幸                                                                        | ささきひろゆき                                                                  | 若松孝思                                                                        | 7月20日  |
| 第445話         | 第6期③                                                                          | 生け垣の手入れをするゾ                                                          | もとひら了                                                                      | 横山広行                                                                        | 横山広行                                                                        | 針金屋英郎                                                                      | 7月27日  |
| 第445話         | 第6期③                                                                          | 無人島のサバイバルだゾ                                                          | 翁妙子                                                                          | 横山広行                                                                        | 横山広行                                                                        | 林静香                                                                          | 7月27日  |
| 第445話         | 第6期③                                                                          | 真夜中のスイカ遊びだゾ                                                          | 阪口和久                                                                        | 義野利幸                                                                        | 横山広行                                                                        | 高倉佳彦                                                                        | 7月27日  |
| 第446話         | 第6期③                                                                          | 暑くて長い一日だゾ                                                              | もとひら了                                                                      | ムトウユージ                                                                    | ムトウユージ                                                                    | 門脇孝一                                                                        | 8月3日   |
| 第446話         | 第6期③                                                                          | シロとの散歩はハードだゾ                                                        | 翁妙子                                                                          | 義野利幸                                                                        | ムトウユージ                                                                    | 大森孝敏                                                                        | 8月3日   |
| 第446話         | 第6期③                                                                          | お泊まり保育はドキドキだゾ                                                      | 翁妙子                                                                          | ムトウユージ                                                                    | ムトウユージ                                                                    | 小川博司                                                                        | 8月3日   |
| 第447話         | 第6期③                                                                          | みんなをお迎えするゾ                                                            | 中弘子                                                                          | 貞光紳也                                                                        | 貞光紳也                                                                        | 樋口善法                                                                        | 8月10日  |
| 第447話         | 第6期③                                                                          | 夏はやっぱりかき氷だゾ                                                          | 阪口和久                                                                        | 貞光紳也                                                                        | 貞光紳也                                                                        | 樋口善法                                                                        | 8月10日  |
| 第447話         | 第6期④                                                                          | 道案内はおまかせだゾ                                                            | 荻田寛子                                                                        | 高橋順                                                                          | 貞光紳也                                                                        | 樋口善法                                                                        | 8月10日  |
| 第448話         | 第6期④                                                                          | 九州のじいちゃんは厳しいゾ                                                      | 翁妙子                                                                          | 義野利幸                                                                        | 池端たかし                                                                      | 若松孝思                                                                        | 8月17日  |
| 第448話         | 第6期④                                                                          | じいちゃんがお泊まりするゾ                                                      | 翁妙子                                                                          | 義野利幸                                                                        | 池端たかし                                                                      | 林静香                                                                          | 8月17日  |
| 第448話         | 第6期④                                                                          | どこへ行っても同じだゾ                                                          | 中弘子                                                                          | 義野利幸                                                                        | 池端たかし                                                                      | 原勝徳                                                                          | 8月17日  |
| 第449話         | 第6期④                                                                          | シロの結婚式だゾ                                                                | 荻田寛子                                                                        | ささきひろゆき                                                                  | ささきひろゆき                                                                  | 大森孝敏                                                                        | 8月31日  |
| 第449話         | 第6期④                                                                          | 台風の準備だゾ                                                                  | 荻田寛子                                                                        | ささきひろゆき                                                                  | ささきひろゆき                                                                  | 末吉裕一郎                                                                      | 8月31日  |
| 第449話         | 第6期④                                                                          | アルバイトも大変だゾ                                                            | 中弘子                                                                          | 義野利幸                                                                        | ささきひろゆき                                                                  | 針金屋英郎                                                                      | 8月31日  |
| 第450話         | 第6期④                                                                          | シロの予防注射だゾ                                                              | 阪口和久                                                                        | 横山広行                                                                        | 横山広行                                                                        | 大塚正実                                                                        | 9月7日   |
| 第450話         | 第6期④                                                                          | 母ちゃんもヒーロー好きだゾ                                                      | 荻田寛子                                                                        | 横山広行                                                                        | 横山広行                                                                        | 小川博司                                                                        | 9月7日   |
| 第450話         | 第6期④                                                                          | 着替える物が無くなっちゃったゾ                                                  | 阪口和久                                                                        | 横山広行                                                                        | 横山広行                                                                        | 間々田益男                                                                      | 9月7日   |
| 第451話         | 第6期⑤                                                                          | 何でも片づけちゃうゾ                                                            | 阪口和久                                                                        | 貞光紳也                                                                        | 貞光紳也                                                                        | 樋口善法                                                                        | 9月14日  |
| 第451話         | 第6期⑤                                                                          | シロとケンカだゾ                                                                | 中弘子                                                                          | 筑紫大介                                                                        | 貞光紳也                                                                        | 樋口善法                                                                        | 9月14日  |
| 第451話         | 第6期⑤                                                                          | カニはオトナのお味だゾ                                                          | 翁妙子                                                                          | 貞光紳也                                                                        | 貞光紳也                                                                        | 樋口善法                                                                        | 9月14日  |
| SPECIAL 34      | スペシャル⑩                                                                     | トレジャーハンターみさえ 酢乙女家の一族                                         | もとひら了                                                                      | ムトウユージ                                                                    | ムトウユージ                                                                    | 小川博司 門脇孝一 針金屋英郎 若松孝思 大森孝敏 高倉佳彦                         | 9月28日  |
| SPECIAL 34      | 第4期⑳                                                                          | 組長先生のイチゴケーキだゾ（1999年）〈再〉                                      | 阪口和久                                                                        | 池端たかし                                                                      | 池端たかし                                                                      | 大森孝敏                                                                        | 9月28日  |
| SPECIAL 34      | 第4期23                                                                         | 物まね上手のマサオくんだゾ（1999年）〈再〉                                      | もとひら了                                                                      | ささきひろゆき                                                                  | ささきひろゆき                                                                  | 間々田益男                                                                      | 9月28日  |
| SPECIAL 34      | スペシャル⑩                                                                     | プッチプチひまわり4                                                             | 荻田寛子                                                                        | 横山広行                                                                        | ムトウユージ                                                                    | 間々田益男 大塚正実                                                             | 9月28日  |
| SPECIAL 34      | 第3期⑳                                                                          | 草野球のトックンだゾ（1997年）〈再〉                                            | 荻田寛子                                                                        | ささきひろゆき                                                                  | ささきひろゆき                                                                  | 堤規至                                                                          | 9月28日  |
| SPECIAL 34      | 第3期⑳                                                                          | 電気マッサージ機で遊ぶゾ（1997年）〈再〉                                        | 阪口和久                                                                        | 原恵一                                                                          | 川崎逸朗                                                                        | 小村方宏治                                                                      | 9月28日  |
| SPECIAL 34      | 第4期⑰                                                                          | カンタムロボが壊れたゾ（1999年）〈再〉                                          | 阪口和久                                                                        | 横山広行                                                                        | ささきひろゆき                                                                  | 末吉裕一郎                                                                      | 9月28日  |
| 第452話         | 第6期⑤                                                                          | 久しぶりの紅さそり隊だゾ                                                        | もとひら了                                                                      | 義野利幸                                                                        | ささきひろゆき                                                                  | 若松孝思                                                                        | 11月2日  |
| 第452話         | 第6期⑤                                                                          | オラ太っちゃったゾ                                                              | 荻田寛子                                                                        | ささきひろゆき                                                                  | ささきひろゆき                                                                  | 橋本とよ子                                                                      | 11月2日  |
| 第452話         | 第6期⑤                                                                          | ヘアマニキュアをするゾ                                                          | 中弘子                                                                          | ささきひろゆき                                                                  | ささきひろゆき                                                                  | 門脇孝一                                                                        | 11月2日  |
| 第453話         | 第6期⑤                                                                          | お出かけの準備は大変だゾ                                                        | 荻田寛子                                                                        | 義野利幸                                                                        | 池端たかし                                                                      | 高倉佳彦                                                                        | 11月9日  |
| 第453話         | 第6期⑤                                                                          | ネネちゃんの告白だゾ                                                            | 阪口和久                                                                        | 義野利幸                                                                        | 池端たかし                                                                      | 林静香                                                                          | 11月9日  |
| 第453話         | 第6期⑤                                                                          | 昼寝がしたいゾ                                                                  | 中弘子                                                                          | 義野利幸                                                                        | 池端たかし                                                                      | 末吉裕一郎                                                                      | 11月9日  |
| 第454話         | 第6期⑥                                                                          | 九州のじいちゃん家は楽しいゾ                                                    | もとひら了                                                                      | 横山広行 義野利幸                                                               | 横山広行                                                                        | 橋本とよ子 松下佳弘 原勝徳                                                      | 11月16日 |
| 第455話         | ○                                                                               | クレしんアンバランスゾーン プチ悪魔                                             | 荻田寛子                                                                        | 貞光紳也                                                                        | 貞光紳也                                                                        | 樋口善法                                                                        | 11月23日 |
| 第455話         | 第6期⑤                                                                          | ひなびた温泉旅館に泊まるゾ                                                      | 翁妙子                                                                          | 貞光紳也                                                                        | 貞光紳也                                                                        | 樋口善法                                                                        | 11月23日 |
| 第455話         | 第6期⑥                                                                          | 携帯電話は便利だゾ                                                              | もとひら了                                                                      | 貞光紳也                                                                        | 貞光紳也                                                                        | 樋口善法                                                                        | 11月23日 |
| 第456話         | 第6期⑥                                                                          | ボーイスカウトに入ったゾ                                                        | 中弘子                                                                          | ささきひろゆき                                                                  | ささきひろゆき                                                                  | 針金屋英郎                                                                      | 11月30日 |
| 第456話         | 第6期⑥                                                                          | ボーイスカウトは楽しいゾ                                                        | 中弘子                                                                          | ささきひろゆき                                                                  | ささきひろゆき                                                                  | 大森孝敏                                                                        | 11月30日 |
| 第456話         | ○                                                                               | クレしんアンバランスゾーン 灼熱魔人                                             | 荻田寛子                                                                        | 義野利幸                                                                        | ささきひろゆき                                                                  | 末吉裕一郎                                                                      | 11月30日 |
| 第457話         | ○                                                                               | クレしんアンバランスゾーン オオオのしんのすけ                                   | 翁妙子                                                                          | 義野利幸                                                                        | 池端たかし                                                                      | 高倉佳彦                                                                        | 12月7日  |
| 第457話         | 第6期⑥                                                                          | 母ちゃんは料理の先生だゾ                                                        | 中弘子                                                                          | 義野利幸                                                                        | 池端たかし                                                                      | 小川博司                                                                        | 12月7日  |
| 第457話         | 第6期⑥                                                                          | まつざか先生の悩みだゾ                                                          | 阪口和久                                                                        | 義野利幸                                                                        | 池端たかし                                                                      | 大塚正実                                                                        | 12月7日  |
| SPECIAL 35      | 第6期⑥                                                                          | マサオ君の落とし物だゾ                                                          | 荻田寛子                                                                        | 貞光紳也                                                                        | 貞光紳也                                                                        | 樋口善法                                                                        | 12月21日 |
| SPECIAL 35      | 第6期⑥                                                                          | 有給休暇は疲れるゾ                                                              | 荻田寛子                                                                        | 貞光紳也                                                                        | 貞光紳也                                                                        | 樋口善法                                                                        | 12月21日 |
| SPECIAL 35      | 第6期⑦                                                                          | オラはゴルフのコーチだゾ                                                        | 翁妙子                                                                          | 高橋順                                                                          | 貞光紳也                                                                        | 樋口善法                                                                        | 12月21日 |
| SPECIAL 35      | スペシャル③                                                                     | 母ちゃんのヨガは危険だゾ（1994年）〈再〉                                        | 阪口和久                                                                        | 義野利幸                                                                        | 本郷みつる                                                                      | 大塚正実                                                                        | 12月21日 |
| SPECIAL 35      | 傑作選⑫                                                                         | 宅配便さんはご苦労だゾ（1994年）〈再〉                                          | もとひら了                                                                      | 湯浅政明                                                                        | 水島努                                                                          | 湯浅政明                                                                        | 12月21日 |
| SPECIAL 35      | 第4期⑧                                                                          | ホータイでしあわせ気分だゾ（1998年）〈再〉                                      | 翁妙子                                                                          | 義野利幸                                                                        | ムトウユージ                                                                    | 末吉裕一郎                                                                      | 12月21日 |

## 2003年
| 話数            | DVD収録                                                                         | サブタイトル                                                                    | 脚本                                                                            | 絵コンテ                                                                        | 演出                                                                            | 作画監督                                                                        | 放送日   |
| --------------- | ------------------------------------------------------------------------------- | ------------------------------------------------------------------------------- | ------------------------------------------------------------------------------- | ------------------------------------------------------------------------------- | ------------------------------------------------------------------------------- | ------------------------------------------------------------------------------- | -------- |
| 第458話         | ○                                                                               | これが!青春らしいゾ（第一話）                                                   | 中弘子                                                                          | 義野利幸                                                                        | ムトウユージ                                                                    | 門脇孝一                                                                        | 1月11日  |
| 第458話         | 第6期⑦                                                                          | 母ちゃんと車で買い物だゾ                                                        | 荻田寛子                                                                        | ムトウユージ                                                                    | ムトウユージ                                                                    | 松下佳弘                                                                        | 1月11日  |
| 第458話         | 第6期⑦                                                                          | スポーツカーが欲しいゾ                                                          | もとひら了                                                                      | ムトウユージ                                                                    | ムトウユージ                                                                    | 原勝徳                                                                          | 1月11日  |
| 第459話         | ○                                                                               | これが!青春らしいゾ（第二話）                                                   | 中弘子                                                                          | 義野利幸                                                                        | 横山広行                                                                        | 橋本とよ子                                                                      | 1月18日  |
| 第459話         | 第6期⑦                                                                          | シロをレンタルするゾ                                                            | 翁妙子                                                                          | 横山広行                                                                        | 横山広行                                                                        | 若松孝思                                                                        | 1月18日  |
| 第459話         | 第6期⑦                                                                          | おケイおばさんの家出だゾ                                                        | 翁妙子                                                                          | 横山広行                                                                        | 横山広行                                                                        | 間々田益男                                                                      | 1月18日  |
| 第460話         | 第6期⑦                                                                          | お手伝いでお腹がいっぱいだゾ                                                    | 翁妙子                                                                          | ささきひろゆき                                                                  | ささきひろゆき                                                                  | 針金屋英郎                                                                      | 1月25日  |
| 第460話         | 第6期⑦                                                                          | バードウォッチングで迷子だゾ                                                    | 荻田寛子                                                                        | ささきひろゆき                                                                  | ささきひろゆき                                                                  | 末吉裕一郎                                                                      | 1月25日  |
| 第460話         | ○                                                                               | これが!青春らしいゾ（第三話）                                                   | 中弘子                                                                          | 義野利幸                                                                        | ささきひろゆき                                                                  | 大森孝敏                                                                        | 1月25日  |
| 第461話         | 第6期⑦                                                                          | 灯油を買いに行くゾ                                                              | 阪口和久                                                                        | 義野利幸                                                                        | 池端たかし                                                                      | 若松孝思                                                                        | 2月1日   |
| 第461話         | 第6期⑦                                                                          | マサオ君とそり遊びだゾ                                                          | もとひら了                                                                      | 義野利幸                                                                        | 池端たかし                                                                      | 大塚正実                                                                        | 2月1日   |
| 第461話         | ○                                                                               | これが!青春らしいゾ（第四話）                                                   | 中弘子                                                                          | 義野利幸                                                                        | 池端たかし                                                                      | 間々田益男                                                                      | 2月1日   |
| 第462話         | 第6期⑦                                                                          | シャックリが止まらないゾ                                                        | 翁妙子                                                                          | 貞光紳也                                                                        | 貞光紳也                                                                        | 樋口善法                                                                        | 2月8日   |
| 第462話         | 第6期⑧                                                                          | おねだりはうまくいかないゾ                                                      | もとひら了                                                                      | 高橋順                                                                          | 貞光紳也                                                                        | 樋口善法                                                                        | 2月8日   |
| 第462話         | 第6期⑧                                                                          | 金魚を飼うゾ                                                                    | 中弘子                                                                          | 貞光紳也                                                                        | 貞光紳也                                                                        | 樋口善法                                                                        | 2月8日   |
| 第463話         | 第6期⑧                                                                          | 幻のヨーグルトだゾ                                                              | 翁妙子                                                                          | ムトウユージ                                                                    | ムトウユージ                                                                    | 林静香                                                                          | 2月15日  |
| 第463話         | 第6期⑧                                                                          | 応募券を交換するゾ                                                              | 阪口和久                                                                        | ムトウユージ                                                                    | ムトウユージ                                                                    | 松下佳弘                                                                        | 2月15日  |
| 第463話         | 第6期⑧                                                                          | お上品に読書をするゾ                                                            | 中弘子                                                                          | ムトウユージ                                                                    | ムトウユージ                                                                    | 針金屋英郎                                                                      | 2月15日  |
| SPECIAL 36      | スペシャル⑨                                                                     | だし取りしんちゃん                                                              | 翁妙子                                                                          | 横山広行                                                                        | 横山広行                                                                        | 大森孝敏 大塚正実                                                               | 2月22日  |
| SPECIAL 36      | ○                                                                               | ポケットティッシュをもらうゾ                                                    | 中弘子                                                                          | 横山広行                                                                        | 横山広行                                                                        | 門脇孝一                                                                        | 2月22日  |
| SPECIAL 36      | 第4期⑮                                                                          | 怒るとこわいネネちゃんだゾ（1998年）〈再〉                                      | 阪口和久                                                                        | 池端たかし                                                                      | 池端たかし                                                                      | 松下佳弘                                                                        | 2月22日  |
| SPECIAL 36      | ○                                                                               | シロがオラだったらだゾ（2000年）〈再〉                                          | 翁妙子                                                                          | 貞光紳也                                                                        | 貞光紳也                                                                        | 樋口善法                                                                        | 2月22日  |
| SPECIAL 36      | ○                                                                               | フタバエンジェル（2000年）〈再〉                                                | 阪口和久                                                                        | ささきひろゆき                                                                  | ささきひろゆき                                                                  | 原勝徳                                                                          | 2月22日  |
| SPECIAL 36      | 第5期⑬                                                                          | プッチプチひまわり1（2000年）〈再〉                                             | 阪口和久                                                                        | 貞光紳也                                                                        | 貞光紳也                                                                        | 樋口善法                                                                        | 2月22日  |
| SPECIAL 36      | 第5期⑬                                                                          | プッチプチひまわり2（2000年）〈再〉                                             | 阪口和久                                                                        | 水島努                                                                          | 横山広行                                                                        | 原勝徳                                                                          | 2月22日  |
| SPECIAL 36      | 第5期⑭                                                                          | プッチプチひまわり3（2001年）〈再〉                                             | 阪口和久                                                                        | 水島努                                                                          | ムトウユージ                                                                    | 大森孝敏                                                                        | 2月22日  |
| 第464話         | 第6期⑧                                                                          | 風間君は出世するゾ                                                              | もとひら了                                                                      | 貞光紳也                                                                        | 貞光紳也                                                                        | 樋口善法                                                                        | 3月8日   |
| 第464話         | 第6期⑧                                                                          | 今日は家庭訪問だゾ                                                              | 荻田寛子                                                                        | 高橋順                                                                          | 貞光紳也                                                                        | 樋口善法                                                                        | 3月8日   |
| 第464話         | 第6期⑧                                                                          | オラの隠れ家だゾ                                                                | 翁妙子                                                                          | 貞光紳也                                                                        | 貞光紳也                                                                        | 樋口善法                                                                        | 3月8日   |
| SPECIAL 37      | スペシャル⑩                                                                     | 流れ板しんのすけだゾ                                                            | 翁妙子                                                                          | 義野利幸                                                                        | 池端たかし                                                                      | 針金屋英郎 林静香                                                               | 4月12日  |
| SPECIAL 37      | ○                                                                               | 焼きそばを作るゾ                                                                | 中弘子                                                                          | 義野利幸                                                                        | 池端たかし                                                                      | 松下佳弘                                                                        | 4月12日  |
| SPECIAL 37      | 第4期⑦                                                                          | ライバル幼稚園に行くゾ（1998年）〈再〉                                          | もとひら了                                                                      | ささきひろゆき                                                                  | ささきひろゆき                                                                  | 松山正彦                                                                        | 4月12日  |
| SPECIAL 37      | 第4期⑧                                                                          | ライバル園児が偵察に来たゾ（1998年）〈再〉                                      | もとひら了                                                                      | ささきひろゆき                                                                  | ささきひろゆき                                                                  | 門脇孝一                                                                        | 4月12日  |
| SPECIAL 37      | 第4期⑧                                                                          | ライバル園児と対決するゾ（1998年）〈再〉                                        | もとひら了                                                                      | ささきひろゆき                                                                  | ささきひろゆき                                                                  | 針金屋英郎                                                                      | 4月12日  |
| 第465話         | 第6期⑧                                                                          | 綱引き大会だゾ                                                                  | 荻田寛子                                                                        | 義野利幸                                                                        | ささきひろゆき                                                                  | 小川博司                                                                        | 4月19日  |
| 第465話         | 第6期⑧                                                                          | のんびりお買い物だゾ                                                            | 荻田寛子                                                                        | ささきひろゆき                                                                  | ささきひろゆき                                                                  | 橋本とよ子                                                                      | 4月19日  |
| 第465話         | 第6期⑨                                                                          | バイキンをシャットアウトするゾ                                                  | 荻田寛子                                                                        | ささきひろゆき                                                                  | ささきひろゆき                                                                  | 間々田益男                                                                      | 4月19日  |
| 第466話         | 第6期⑨                                                                          | 園長先生の理想の顔だゾ                                                          | もとひら了                                                                      | ムトウユージ                                                                    | ムトウユージ                                                                    | 門脇孝一                                                                        | 4月26日  |
| 第466話         | 第6期⑨                                                                          | ゲージツを残すゾ                                                                | 中弘子                                                                          | ムトウユージ                                                                    | ムトウユージ                                                                    | 針金屋英郎                                                                      | 4月26日  |
| 第466話         | 第6期⑨                                                                          | オラは剣の達人だゾ                                                              | 荻田寛子                                                                        | ムトウユージ                                                                    | ムトウユージ                                                                    | 大塚正実                                                                        | 4月26日  |
| 第467話         | 第6期⑨                                                                          | ボーイズ・ビー・アンビシャスだゾ                                                | 荻田寛子                                                                        | 貞光紳也                                                                        | 貞光紳也                                                                        | 樋口善法                                                                        | 5月3日   |
| 第467話         | 第6期⑨                                                                          | 子連れまつざか先生だゾ                                                          | 荻田寛子                                                                        | 貞光紳也                                                                        | 貞光紳也                                                                        | 樋口善法                                                                        | 5月3日   |
| 第467話         | 第6期⑨                                                                          | タダで剣道を習うゾ                                                              | もとひら了                                                                      | 高橋順                                                                          | 貞光紳也                                                                        | 樋口善法                                                                        | 5月3日   |
| 第468話         | 第6期⑨                                                                          | マサオ君勇気だゾ                                                                | 阪口和久                                                                        | 義野利幸                                                                        | 横山広行                                                                        | 間々田益男                                                                      | 5月10日  |
| 第468話         | 第6期⑨                                                                          | 父ちゃんのおつまみだゾ                                                          | 翁妙子                                                                          | 横山広行                                                                        | 横山広行                                                                        | 小川博司                                                                        | 5月10日  |
| 第468話         | 第6期⑨                                                                          | 絶対バーゲンにいくゾ                                                            | 中弘子                                                                          | 横山広行                                                                        | 横山広行                                                                        | 橋本とよ子                                                                      | 5月10日  |
| 第469話         | 第6期⑩                                                                          | ギリギリ主婦みさえだゾ                                                          | 阪口和久                                                                        | ささきひろゆき                                                                  | ささきひろゆき                                                                  | 松下佳弘                                                                        | 5月17日  |
| 第469話         | 第6期⑩                                                                          | 四郎 恋の大作戦だゾ                                                             | もとひら了                                                                      | ささきひろゆき                                                                  | ささきひろゆき                                                                  | 針金屋英郎                                                                      | 5月17日  |
| 第469話         | 第6期⑩                                                                          | 剣の修行はきびしいゾ                                                            | 荻田寛子                                                                        | 義野利幸                                                                        | ささきひろゆき                                                                  | 門脇孝一                                                                        | 5月17日  |
| 第470話         | 第6期⑩                                                                          | ふしぎなメガネ                                                                  | もとひら了                                                                      | 池端たかし                                                                      | 池端たかし                                                                      | 小川博司                                                                        | 5月24日  |
| 第470話         | 第6期⑩                                                                          | 初めての剣道だゾ                                                                | 荻田寛子                                                                        | 義野利幸                                                                        | 池端たかし                                                                      | 松下佳弘                                                                        | 5月24日  |
| 第470話         | 第6期⑩                                                                          | ギリギリ社員ひろしだゾ                                                          | 阪口和久                                                                        | 横山広行                                                                        | 池端たかし                                                                      | 若松孝思                                                                        | 5月24日  |
| 第471話         | 第6期⑩                                                                          | かすかべ岳にモーレツアタックだゾ                                                | 翁妙子                                                                          | 貞光紳也                                                                        | 貞光紳也                                                                        | 樋口善法                                                                        | 5月31日  |
| 第472話         | 第6期⑩                                                                          | 武蔵野剣太 母ちゃんの剣道入門                                                   | 荻田寛子                                                                        | ムトウユージ                                                                    | ムトウユージ                                                                    | 門脇孝一                                                                        | 6月7日   |
| 第472話         | 第6期⑪                                                                          | たまごをお守りするゾ                                                            | 阪口和久                                                                        | ムトウユージ                                                                    | ムトウユージ                                                                    | 高倉佳彦                                                                        | 6月7日   |
| 第472話         | 第6期⑪                                                                          | 殴られウサギの逆襲だゾ                                                          | 中弘子                                                                          | ムトウユージ                                                                    | ムトウユージ                                                                    | 林静香                                                                          | 6月7日   |
| 第473話         | 第6期⑪                                                                          | ボーちゃんの宝の石だゾ                                                          | 中弘子                                                                          | 横山広行                                                                        | 横山広行                                                                        | 若松孝思                                                                        | 6月14日  |
| 第473話         | 第6期⑪                                                                          | ファミレスでストレスだゾ                                                        | 中弘子                                                                          | 横山広行                                                                        | 横山広行                                                                        | 大塚正実                                                                        | 6月14日  |
| 第473話         | 第6期⑪                                                                          | オラは絶対ビョーキだゾ                                                          | 翁妙子                                                                          | 横山広行                                                                        | 横山広行                                                                        | 間々田益男                                                                      | 6月14日  |
| 第474話         | 第6期⑪                                                                          | マサオくんとボーちゃんが絶交だゾ                                                | 中弘子                                                                          | ささきひろゆき                                                                  | ささきひろゆき                                                                  | 大森孝敏                                                                        | 6月28日  |
| 第474話         | 第6期⑪                                                                          | オラもベッドが欲しいゾ                                                          | 荻田寛子                                                                        | ささきひろゆき                                                                  | ささきひろゆき                                                                  | 針金屋英郎                                                                      | 6月28日  |
| 第474話         | 第6期⑪                                                                          | 母ちゃんのつもり貯金だゾ                                                        | 荻田寛子                                                                        | ささきひろゆき                                                                  | ささきひろゆき                                                                  | 原勝徳                                                                          | 6月28日  |
| 第475話         | ○                                                                               | 犬の惑星                                                                        | 阪口和久                                                                        | 貞光紳也                                                                        | 貞光紳也                                                                        | 樋口善法                                                                        | 7月5日   |
| 第475話         | 第6期⑫                                                                          | 散らかしちゃダメダメだゾ                                                        | 翁妙子                                                                          | 貞光紳也                                                                        | 貞光紳也                                                                        | 樋口善法                                                                        | 7月5日   |
| 第476話         | 第6期⑪                                                                          | 武蔵野剣太 ロベルトの剣道入門                                                   | もとひら了                                                                      | ムトウユージ                                                                    | ムトウユージ                                                                    | 門脇孝一 若松孝思                                                               | 7月12日  |
| 第476話         | 第6期⑫                                                                          | 風間くんのプレミアカードだゾ                                                    | 阪口和久                                                                        | ムトウユージ                                                                    | ムトウユージ                                                                    | 林静香                                                                          | 7月12日  |
| 第477話         | 第6期⑫                                                                          | なな子おねいさんと海水浴だゾ                                                    | 荻田寛子                                                                        | 義野利幸 池端たかし                                                             | 池端たかし                                                                      | 小川博司 松下佳弘 橋本とよ子                                                    | 7月19日  |
| 第478話         | 第6期⑫                                                                          | 田舎暮らしはサイコーだゾ                                                        | 荻田寛子                                                                        | 横山広行                                                                        | 横山広行                                                                        | 大塚正実                                                                        | 7月26日  |
| 第478話         | 第6期⑫                                                                          | 今夜はみんな眠れないゾ                                                          | 翁妙子                                                                          | 横山広行                                                                        | 横山広行                                                                        | 高倉佳彦                                                                        | 7月26日  |
| 第478話         | 第6期⑫                                                                          | 流れるランチだゾ                                                                | 翁妙子                                                                          | 横山広行                                                                        | 横山広行                                                                        | 針金屋英郎                                                                      | 7月26日  |
| 第479話         | 第6期⑫                                                                          | ギリギリ主婦みさえ 子連れでプール                                               | 中弘子                                                                          | 貞光紳也                                                                        | 貞光紳也                                                                        | 樋口善法                                                                        | 8月2日   |
| 第479話         | 第6期⑫                                                                          | ドコもあじぃ〜ゾ                                                                | 荻田寛子                                                                        | 高橋順                                                                          | 貞光紳也                                                                        | 樋口善法                                                                        | 8月2日   |
| 第479話         | 第7期①                                                                          | 存在感があるようで無いゾ                                                        | 中弘子                                                                          | 貞光紳也                                                                        | 貞光紳也                                                                        | 樋口善法                                                                        | 8月2日   |
| 第480話         | 第7期①                                                                          | 熱帯夜はうるさいゾ                                                              | 荻田寛子                                                                        | ささきひろゆき                                                                  | ささきひろゆき                                                                  | 間々田益男                                                                      | 8月16日  |
| 第480話         | 第7期①                                                                          | よしなが先生の夏休みだゾ                                                        | 翁妙子                                                                          | ささきひろゆき                                                                  | ささきひろゆき                                                                  | 大森孝敏                                                                        | 8月16日  |
| 第480話         | 第7期①                                                                          | 武蔵野剣太 紅さそり隊の道場破り                                                 | もとひら了                                                                      | 義野利幸                                                                        | ささきひろゆき                                                                  | 原勝徳                                                                          | 8月16日  |
| SPECIAL 38      | スペシャル⑪                                                                     | 土曜スペシャル 野原ひろし探検隊 -黄金の名刺伝説を追え!-                         | 翁妙子                                                                          | ムトウユージ                                                                    | ムトウユージ                                                                    | 高倉佳彦 間々田益男                                                             | 8月23日  |
| SPECIAL 38      | 第7期①                                                                          | ギリギリ主婦みさえ 旅行に行きたぁ〜い                                           | 中弘子                                                                          | ムトウユージ                                                                    | ムトウユージ                                                                    | 林静香                                                                          | 8月23日  |
| SPECIAL 38      | 第4期⑮                                                                          | アクション仮面のプレゼントだゾ（1998年）〈再〉                                  | 荻田寛子                                                                        | ムトウユージ                                                                    | ムトウユージ                                                                    | 大塚正実                                                                        | 8月23日  |
| SPECIAL 38      | 第4期⑱                                                                          | あき缶のアクション仮面だゾ（1999年）〈再〉                                      | 荻田寛子                                                                        | ムトウユージ                                                                    | ムトウユージ                                                                    | 松山正彦                                                                        | 8月23日  |
| SPECIAL 38      | 第5期⑥                                                                          | アクション仮面対父ちゃんだゾ（2000年）〈再〉                                    | 翁妙子                                                                          | 横山広行                                                                        | 横山広行                                                                        | 門脇孝一                                                                        | 8月23日  |
| SPECIAL 38      | 第5期22                                                                         | アクション仮面の新必殺技だゾ（2002年）〈再〉                                    | 阪口和久                                                                        | 義野利幸                                                                        | ささきひろゆき                                                                  | 末吉裕一郎                                                                      | 8月23日  |
| 第481話         | 第7期①                                                                          | ギリギリ主婦みさえ 温泉旅行でドキドキよ                                         | 中弘子                                                                          | ムトウユージ                                                                    | ムトウユージ                                                                    | 門脇孝一                                                                        | 8月30日  |
| 第481話         | 第7期①                                                                          | 武蔵野剣太VSカスカベ防衛隊                                                      | 荻田寛子                                                                        | 義野利幸                                                                        | ムトウユージ                                                                    | 橋本とよ子                                                                      | 8月30日  |
| 第481話         | 第7期①                                                                          | カーナビで迷子だゾ                                                              | もとひら了                                                                      | 義野利幸                                                                        | ムトウユージ                                                                    | 大塚正実                                                                        | 8月30日  |
| 第482話         | 第7期①                                                                          | 四郎さんSOSだゾ                                                                 | 翁妙子                                                                          | 義野利幸                                                                        | 池端たかし                                                                      | 松下佳弘                                                                        | 9月6日   |
| 第482話         | 第7期②                                                                          | 台風が来るゾ                                                                    | 翁妙子                                                                          | 池端たかし                                                                      | 池端たかし                                                                      | 小川博司                                                                        | 9月6日   |
| 第482話         | 第7期①                                                                          | 武蔵野剣太 竜子の一途な恋                                                       | もとひら了                                                                      | 義野利幸                                                                        | 池端たかし                                                                      | 若松孝思                                                                        | 9月6日   |
| 第483話         | 第7期②                                                                          | 世界で一人のマサオくんだゾ                                                      | 阪口和久                                                                        | 貞光紳也                                                                        | 貞光紳也                                                                        | 樋口善法                                                                        | 9月13日  |
| 第483話         | 第7期②                                                                          | ギリギリ主婦みさえ 私のミスはあなたのミス                                       | 中弘子                                                                          | 貞光紳也                                                                        | 貞光紳也                                                                        | 樋口善法                                                                        | 9月13日  |
| 第483話         | 第7期②                                                                          | なな子おねいさんをエスコートするゾ                                              | 翁妙子                                                                          | 高橋順                                                                          | 貞光紳也                                                                        | 樋口善法                                                                        | 9月13日  |
| SPECIAL 39      | スペシャル⑪                                                                     | エンピツしんちゃん 小学生でもしんのすけだゾ                                     | 荻田寛子                                                                        | ムトウユージ                                                                    | ムトウユージ                                                                    | 大塚正実                                                                        | 9月27日  |
| SPECIAL 39      | 第7期②                                                                          | 空き巣とタイケツだゾ                                                            | もとひら了                                                                      | 横山広行                                                                        | 横山広行                                                                        | 針金屋英郎 大森孝敏                                                             | 9月27日  |
| SPECIAL 39      | 第5期⑮                                                                          | バレーボールやるゾ（2001年）〈再〉                                              | 中弘子                                                                          | 横山広行                                                                        | 横山広行                                                                        | 末吉裕一郎 橋本とよ子 小川博司                                                  | 9月27日  |
| SPECIAL 39      | 第7期②                                                                          | ボーちゃんの恋心だゾ                                                            | 翁妙子                                                                          | 義野利幸                                                                        | ムトウユージ                                                                    | 小川博司                                                                        | 9月27日  |
| SPECIAL 39      | スペシャル⑩                                                                     | 土曜スペシャル 野原ひろし探検隊 -秘境に秘書だけの村を見た!-                     | 阪口和久                                                                        | ムトウユージ                                                                    | ムトウユージ                                                                    | 高倉佳彦                                                                        | 9月27日  |
| SPECIAL 39      | 第5期⑮                                                                          | サインは「ヘ」だゾ（2001年）〈再〉                                              | 中弘子                                                                          | 池端たかし 義野利幸                                                             | 池端たかし                                                                      | 松本朋之 大森孝敏 間々田益男                                                    | 9月27日  |
| SPECIAL 39      | 第4期①                                                                          | きょうは楽しい遠足だゾ（1997年）〈再〉                                          | 翁妙子                                                                          | 義野利幸                                                                        | 善聡一郎                                                                        | 小川博司                                                                        | 9月27日  |
| SPECIAL 39      | 第7期②                                                                          | ギリギリ主婦みさえ 習い事が見つからない                                         | 中弘子                                                                          | 横山広行                                                                        | 横山広行                                                                        | 林静香                                                                          | 9月27日  |
| SPECIAL（番外） | クレヨンしんちゃん 嵐を呼ぶ モーレツ!オトナ帝国の逆襲（2001年）（監督：原恵一） | クレヨンしんちゃん 嵐を呼ぶ モーレツ!オトナ帝国の逆襲（2001年）（監督：原恵一） | クレヨンしんちゃん 嵐を呼ぶ モーレツ!オトナ帝国の逆襲（2001年）（監督：原恵一） | クレヨンしんちゃん 嵐を呼ぶ モーレツ!オトナ帝国の逆襲（2001年）（監督：原恵一） | クレヨンしんちゃん 嵐を呼ぶ モーレツ!オトナ帝国の逆襲（2001年）（監督：原恵一） | クレヨンしんちゃん 嵐を呼ぶ モーレツ!オトナ帝国の逆襲（2001年）（監督：原恵一） | 10月18日 |
| 第484話         | 第7期②                                                                          | あいちゃんと駆け落ちだゾ                                                        | 中弘子                                                                          | ささきひろゆき                                                                  | ささきひろゆき                                                                  | 原勝徳                                                                          | 11月8日  |
| 第484話         | 第7期②                                                                          | シロのCMデビューだゾ                                                            | 翁妙子                                                                          | ささきひろゆき                                                                  | ささきひろゆき                                                                  | 松下佳弘                                                                        | 11月8日  |
| 第484話         | 第7期③                                                                          | 武蔵野剣太 極端流が来た!                                                        | 翁妙子                                                                          | 義野利幸                                                                        | ささきひろゆき                                                                  | 若松孝思                                                                        | 11月8日  |
| 第485話         | ○                                                                               | 母ちゃんがシナリオ教室に行くゾ                                                  | 中弘子                                                                          | 義野利幸                                                                        | 池端たかし                                                                      | 原勝徳                                                                          | 11月15日 |
| 第485話         | ○                                                                               | 母ちゃんが書いたシナリオだゾ                                                    | 中弘子                                                                          | 義野利幸                                                                        | 池端たかし                                                                      | 林静香                                                                          | 11月15日 |
| 第485話         | 第7期③                                                                          | おトイレマンはカッコいいゾ                                                      | もとひら了                                                                      | 池端たかし                                                                      | 池端たかし                                                                      | 間々田益男                                                                      | 11月15日 |
| 第486話         | 第7期③                                                                          | なな子お姉さんの婚約者だゾ                                                      | 翁妙子                                                                          | 横山広行                                                                        | 横山広行                                                                        | 若松孝思                                                                        | 11月22日 |
| 第486話         | 第7期③                                                                          | 母ちゃんがイケメン俳優にはまったゾ                                              | 阪口和久                                                                        | 横山広行                                                                        | 横山広行                                                                        | 小川博司                                                                        | 11月22日 |
| 第486話         | 第7期③                                                                          | 武蔵野剣太 剣道大会の特訓だゾ                                                   | 翁妙子                                                                          | 横山広行                                                                        | 横山広行                                                                        | 大森孝敏                                                                        | 11月22日 |
| 第487話         | 第7期③                                                                          | ただいま工事中だゾ                                                              | 荻田寛子                                                                        | ささきひろゆき                                                                  | ささきひろゆき                                                                  | 門脇孝一                                                                        | 11月29日 |
| 第487話         | 第7期③                                                                          | ボタンつけは得意だゾ                                                            | 翁妙子                                                                          | ささきひろゆき                                                                  | ささきひろゆき                                                                  | 松下佳弘                                                                        | 11月29日 |
| 第487話         | 第7期③                                                                          | 母ちゃんの英会話だゾ                                                            | 中弘子                                                                          | ささきひろゆき                                                                  | ささきひろゆき                                                                  | 大森孝敏                                                                        | 11月29日 |
| 第488話         | 第7期③                                                                          | タンスの裏にはナニカがあるゾ                                                    | 中弘子                                                                          | 義野利幸                                                                        | ムトウユージ                                                                    | 大塚正実                                                                        | 12月6日  |
| 第488話         | 第7期③                                                                          | 電車ごっこをするゾ                                                              | 翁妙子                                                                          | ムトウユージ                                                                    | ムトウユージ                                                                    | 原勝徳                                                                          | 12月6日  |
| 第488話         | 第7期④                                                                          | ネネちゃんのウサギがしゃべったゾ                                                | 中弘子                                                                          | ムトウユージ                                                                    | ムトウユージ                                                                    | 林静香                                                                          | 12月6日  |
| SPECIAL 40      | スペシャル⑪                                                                     | えんぴつしんちゃん 算数をするゾ                                                 | 中弘子                                                                          | 貞光紳也                                                                        | 貞光紳也                                                                        | 樋口善法                                                                        | 12月20日 |
| SPECIAL 40      | ○                                                                               | さよならあいちゃんだゾ                                                          | もとひら了                                                                      | 貞光紳也                                                                        | 貞光紳也                                                                        | 樋口善法                                                                        | 12月20日 |
| SPECIAL 40      | -                                                                               | 貯金はつかれるゾ                                                                | 翁妙子                                                                          | 貞光紳也                                                                        | 貞光紳也                                                                        | 樋口善法                                                                        | 12月20日 |

## 2004年
| 話数                   | DVD収録     | サブタイトル                                 | 脚本         | 絵コンテ          | 演出           | 作画監督                   | 放送日   |
| ---------------------- | ----------- | -------------------------------------------- | ------------ | ----------------- | -------------- | -------------------------- | -------- |
| 第489話                | 第7期④      | 思い出の写真を撮るゾ                         | 荻田寛子     | 横山広行          | 横山広行       | 間々田益男                 | 1月10日  |
| 第489話                | 第7期④      | 家中を大ソーサクだゾ                         | もとひら了   | 横山広行          | 横山広行       | 若松孝思                   | 1月10日  |
| 第489話                | 第7期④      | オラは剣豪しんのすけだゾ                     | もとひら了   | 横山広行          | 横山広行       | 針金屋英郎                 | 1月10日  |
| 第490話                | 第7期④      | 寒い日はやっぱりコタツだゾ                   | 荻田寛子     | ささきひろゆき    | ささきひろゆき | 原勝徳                     | 1月17日  |
| 第490話                | 第7期④      | 落し物を探すゾ                               | もとひら了   | ささきひろゆき    | ささきひろゆき | 間々田益男                 | 1月17日  |
| 第490話                | 第7期④      | 特訓!特訓!また特訓だゾ                       | 翁妙子       | ささきひろゆき    | ささきひろゆき | 若松孝思                   | 1月17日  |
| 第491話                | 第7期④      | 楽しいスキー教室だゾ                         | 翁妙子       | ムトウユージ      | ムトウユージ   | 大森孝敏 松下佳弘 原勝徳   | 1月24日  |
| 第492話                | 第7期⑤      | 対決!剣道大会ヘンなわざ大集合                | 中弘子       | 貞光紳也          | 貞光紳也       | 樋口善法                   | 1月31日  |
| SPECIAL 41             | スペシャル⑪ | 父ちゃんと母ちゃんが入れ替わったゾ           | もとひら了   | 貞光紳也          | 貞光紳也       | 樋口善法                   | 2月7日   |
| SPECIAL 41             | 第7期⑤      | テーブルマナーを身につけるゾ                 | 荻田寛子     | 横山広行          | 横山広行       | 大塚正実                   | 2月7日   |
| SPECIAL 41             | 第7期⑤      | マサオくんが入院だゾ                         | 荻田寛子     | 横山広行          | 横山広行       | 小川博司                   | 2月7日   |
| SPECIAL 41             | 第7期⑤      | アクション仮面対フラワー男爵                 | 阪口和久     | 横山広行          | 横山広行       | 林静香                     | 2月7日   |
| 第493話                | 第7期⑤      | お留守番はマサオくん家に限るゾ               | 阪口和久     | ささきひろゆき    | ささきひろゆき | 松下佳弘                   | 2月21日  |
| 第493話                | 第7期⑤      | シロに苦労をかけるゾ                         | 翁妙子       | ささきひろゆき    | ささきひろゆき | 大森孝敏                   | 2月21日  |
| 第493話                | 第7期⑤      | 父ちゃんは愛妻弁当だゾ                       | 荻田寛子     | 義野利幸          | ささきひろゆき | 門脇孝一                   | 2月21日  |
| 第494話                | 第7期⑤      | ドライヤーパニックだゾ                       | 中弘子       | ムトウユージ      | ムトウユージ   | 若松孝思                   | 2月28日  |
| 第494話                | 第7期⑥      | オラん家は絶対遅刻するゾ                     | もとひら了   | ムトウユージ      | ムトウユージ   | 林静香                     | 2月28日  |
| 第494話                | 第7期⑥      | 子供も相談したい年頃だゾ                     | 翁妙子       | ムトウユージ      | ムトウユージ   | 小川博司                   | 2月28日  |
| 第495話                | 第7期⑥      | ゴロゴロするのはつかれるゾ                   | 荻田寛子     | 横山広行          | 横山広行       | 橋本とよ子                 | 3月6日   |
| 第495話                | 第7期⑥      | ネネちゃんには気を使うゾ                     | 中弘子       | 横山広行          | 横山広行       | 間々田益男                 | 3月6日   |
| 第495話                | 第7期⑥      | 節約はおいしいゾ                             | もとひら了   | 横山広行          | 横山広行       | 大塚正実                   | 3月6日   |
| 第496話                | 第7期⑥      | 美女怪人ビューティーアクージョだゾ           | 中弘子       | 貞光紳也          | 貞光紳也       | 樋口善法                   | 3月13日  |
| 第496話                | 第7期⑥      | 風間くんを手伝うゾ                           | 翁妙子       | 貞光紳也          | 貞光紳也       | 樋口善法                   | 3月13日  |
| 第496話                | 第7期⑥      | 誘惑のケーキだゾ                             | 翁妙子       | 貞光紳也          | 貞光紳也       | 樋口善法                   | 3月13日  |
| SPECIAL 42             | スペシャル⑨ | だし取りしんちゃん（2003年）〈再〉           | 翁妙子       | 横山広行          | 横山広行       | 大森孝敏 大塚正実          | 4月3日   |
| SPECIAL 42             | 第7期⑥      | 一粒足りないゾ                               | 阪口和久     | 横山広行          | 横山広行       | 大塚正実                   | 4月3日   |
| SPECIAL 42             | 第7期⑥      | ほしいゾ!おチョコりん                        | 翁妙子       | 義野利幸          | 横山広行       | 小川博司                   | 4月3日   |
| SPECIAL 42             | 第7期⑦      | 行列ラーメンに並ぶゾ                         | もとひら了   | 横山広行          | 横山広行       | 松下佳弘                   | 4月3日   |
| SPECIAL 42             | 第5期⑬      | プッチプチひまわり（2000年）〈再〉           | 阪口和久     | 水島努            | ムトウユージ   | 大森孝敏                   | 4月3日   |
| 第497話 （SPECIAL 43） | 第7期⑦      | 荒野のカスカベウエスタンだゾ                 | ムトウユージ | ムトウユージ      | ムトウユージ   | 大塚正実 門脇孝一 若松孝思 | 5月1日   |
| 第498話                | 第7期⑦      | ななこおねいさんのアルバイトだゾ             | もとひら了   | ささきひろゆき    | ささきひろゆき | 間々田益男                 | 5月8日   |
| 第498話                | 第7期⑦      | クマさんハンカチをソーサクするゾ             | 中弘子       | ささきひろゆき    | ささきひろゆき | 門脇孝一                   | 5月8日   |
| 第498話                | 第7期⑦      | これがご近所づきあいだゾ                     | 荻田寛子     | 義野利幸          | ささきひろゆき | 若松孝思                   | 5月8日   |
| 第499話                | 第7期⑦      | オラ アマンジャクだゾ                        | 翁妙子       | 高橋順            | 貞光紳也       | 樋口善法                   | 5月15日  |
| 第499話                | 第7期⑦      | まつざか女の復讐だゾ                         | 中弘子       | 貞光紳也          | 貞光紳也       | 樋口善法                   | 5月15日  |
| 第499話                | 第7期⑦      | 図書館ではお静かにだゾ                       | 阪口和久     | 貞光紳也          | 貞光紳也       | 樋口善法                   | 5月15日  |
| 第500話                | 第7期⑦      | シワトレビアーンだゾ                         | 荻田寛子     | ささきひろゆき    | ささきひろゆき | 門脇孝一                   | 5月22日  |
| 第500話                | 第7期⑧      | 忍者でござるゾ                               | もとひら了   | ささきひろゆき    | ささきひろゆき | 松下佳弘                   | 5月22日  |
| 第500話                | 第7期⑧      | 父ちゃんとむりして遊ぶゾ                     | 中弘子       | ささきひろゆき    | ささきひろゆき | 若松孝思                   | 5月22日  |
| 第501話                | ○           | オーラッ!スペイン旅行だゾ                    | 荻田寛子     | 横山広行          | 横山広行       | 大塚正実 松下佳弘 大森孝敏 | 5月29日  |
| 第502話                | 第7期⑧      | オラのイチゴちゃんだゾ                       | 荻田寛子     | 高橋順            | 貞光紳也       | 樋口善法                   | 6月5日   |
| 第502話                | 第7期⑧      | タレントをめざすゾ                           | 翁妙子       | 貞光紳也          | 貞光紳也       | 樋口善法                   | 6月5日   |
| 第502話                | 第7期⑧      | ダンスの特訓だゾ                             | 翁妙子       | 貞光紳也          | 貞光紳也       | 樋口善法                   | 6月5日   |
| 第503話                | 第7期⑧      | 今買うとおトクだゾ                           | 中弘子       | ムトウユージ      | ムトウユージ   | 針金屋英郎                 | 6月12日  |
| 第503話                | 第7期⑧      | 変則リアルおままごとだゾ                     | 翁妙子       | ムトウユージ      | ムトウユージ   | 林静香                     | 6月12日  |
| 第503話                | 第7期⑧      | へーい!タクシーだゾ                          | 荻田寛子     | ムトウユージ      | ムトウユージ   | 高倉佳彦                   | 6月12日  |
| 第504話                | 第7期⑧      | お散歩はオイシイゾ                           | 翁妙子       | ささきひろゆき    | ささきひろゆき | 橋本とよ子 大森孝敏        | 6月19日  |
| 第504話                | 第7期⑧      | ウッドなデッキを作るゾ                       | 翁妙子       | ささきひろゆき    | ささきひろゆき | 末吉裕一郎                 | 6月19日  |
| 第504話                | 第7期⑨      | 最新ケータイは便利だゾ                       | 荻田寛子     | 義野利幸          | ささきひろゆき | 原勝徳                     | 6月19日  |
| 第505話                | 第7期⑨      | ララちゃんのママはドコ?だゾ                  | 中弘子       | 横山広行          | 横山広行       | 間々田益男                 | 7月10日  |
| 第505話                | 第7期⑨      | 座右のメエ〜だゾ                             | 荻田寛子     | 義野利幸          | 横山広行       | 門脇孝一                   | 7月10日  |
| 第505話                | 第7期⑨      | カップラーメンの恨みは怖いゾ                 | 中弘子       | 横山広行          | 横山広行       | 若松孝思                   | 7月10日  |
| 第506話                | 第7期⑨      | パパママプロジェクトだゾ                     | もとひら了   | 貞光紳也          | 貞光紳也       | 樋口善法                   | 7月17日  |
| 第506話                | 第7期⑨      | メガネってカッコいいゾ                       | もとひら了   | 貞光紳也          | 貞光紳也       | 樋口善法                   | 7月17日  |
| 第506話                | 第7期⑨      | 川口さんの恋を応援するゾ                     | もとひら了   | 貞光紳也          | 貞光紳也       | 樋口善法                   | 7月17日  |
| 第507話                | 第7期⑨      | やすいよそゆきを買うゾ                       | 翁妙子       | 横山広行          | 横山広行       | 原勝徳                     | 7月24日  |
| 第507話                | 第7期⑨      | ペーパーロボット対決!だゾ                    | もとひら了   | 横山広行          | 横山広行       | 小川博司                   | 7月24日  |
| 第507話                | 第7期⑨      | 海はムフフ...だゾ                            | 荻田寛子     | 横山広行          | 横山広行       | 高倉佳彦                   | 7月24日  |
| 第508話                | 第7期⑩      | みんなでプールに行くゾ                       | 翁妙子       | 貞光紳也          | 貞光紳也       | 樋口善法                   | 8月7日   |
| 第508話                | 第7期⑩      | 公園デビューのおともだゾ                     | 中弘子       | 貞光紳也          | 貞光紳也       | 樋口善法                   | 8月7日   |
| 第508話                | 第7期⑩      | 雨あがりのお散歩だゾ                         | 翁妙子       | 貞光紳也          | 貞光紳也       | 樋口善法                   | 8月7日   |
| SPECIAL 44             | 第7期⑩      | 風間くんちへ行くゾ                           | 中弘子       | ささきひろゆき    | ささきひろゆき | 間々田益男                 | 9月4日   |
| SPECIAL 44             | 第7期⑩      | 今度は風間くんが来たゾ                       | 中弘子       | 義野利幸          | ささきひろゆき | 末吉裕一郎                 | 9月4日   |
| SPECIAL 44             | 第7期⑩      | オラのりれきしょだゾ                         | 中弘子       | 横山広行          | 横山広行       | 大森孝敏                   | 9月4日   |
| SPECIAL 44             | 第7期⑩      | ミッチーの元カレ?だゾ                        | 荻田寛子     | 義野利幸          | ムトウユージ   | 大塚正実                   | 9月4日   |
| SPECIAL 44             | 第7期⑩      | オラのお昼はコレに決まりだゾ                 | 荻田寛子     | ムトウユージ      | ムトウユージ   | 門脇孝一                   | 9月4日   |
| SPECIAL 44             | 第7期⑩      | 突然シロの悲劇だゾ                           | 翁妙子       | ムトウユージ      | ムトウユージ   | 針金屋英郎                 | 9月4日   |
| SPECIAL 45             | 第6期⑥      | 九州のじいちゃん家は楽しいゾ（2002年）〈再〉 | もとひら了   | 横山広行 義野利幸 | 横山広行       | 橋本とよ子 松下佳弘 原勝徳 | 10月16日 |
| SPECIAL 45             | 第7期⑩      | ひま、お出入り禁止だゾ                       | 中弘子       | 横山広行          | 横山広行       | 林静香                     | 10月16日 |
| SPECIAL 45             | 第7期⑪      | 釣り堀あらし登場!だゾ                        | もとひら了   | 横山広行          | 横山広行       | 高倉佳彦                   | 10月16日 |
| SPECIAL 45             | 第7期⑪      | 降ったり、晴れたり、曇ったりだゾ             | 荻田寛子     | ささきひろゆき    | ささきひろゆき | 大森孝敏                   | 10月16日 |
| 第509話                | 第7期⑪      | ふりかけ人形セットだゾ                       | 中弘子       | ムトウユージ      | ムトウユージ   | 林静香                     | 10月22日 |
| 第509話                | 第7期⑪      | おニューの靴を買うゾ                         | もとひら了   | 義野利幸          | ムトウユージ   | 針金屋英郎                 | 10月22日 |
| 第510話                | 第7期⑪      | グレイトなおべんとうだゾ                     | 翁妙子       | 寺沢伸介          | 貞光紳也       | 樋口善法                   | 10月29日 |
| 第510話                | 第7期⑪      | 母ちゃんのステキな傘だゾ                     | 荻田寛子     | 貞光紳也          | 貞光紳也       | 樋口善法                   | 10月29日 |
| 第511話                | 第7期⑪      | ハガキが出せないゾ                           | 中弘子       | 義野利幸          | ムトウユージ   | 小川博司                   | 11月5日  |
| 第511話                | 第7期⑪      | おもいきって捨てるゾ                         | 荻田寛子     | ムトウユージ      | ムトウユージ   | 末吉裕一郎                 | 11月5日  |
| 第512話                | 第7期⑪      | トイレトレーニングだゾ                       | 中弘子       | ささきひろゆき    | ささきひろゆき | 針金屋英郎                 | 11月19日 |
| 第512話                | 第7期⑪      | かみしばいやさんになるゾ                     | 翁妙子       | 義野利幸          | ささきひろゆき | 若松孝思                   | 11月19日 |
| 第513話                | 第7期⑫      | 父ちゃんの24だゾ                             | 中弘子       | 横山広行          | 横山広行       | 原勝徳                     | 11月26日 |
| 第513話                | 第7期⑫      | ふたば幼稚園大運動会だゾ                     | もとひら了   | 義野利幸          | 横山広行       | 大森孝敏                   | 11月26日 |
| 第514話                | 第7期⑫      | おそるべし女の闘いだゾ                       | 翁妙子       | 義野利幸          | 義野利幸       | 樋口善法                   | 12月3日  |
| 第514話                | 第7期⑫      | 和服はビューティフォーだゾ                   | 荻田寛子     | 貞光紳也          | 貞光紳也       | 樋口善法                   | 12月3日  |
| 第515話                | 第7期⑫      | お子様映画はつらいゾ                         | 中弘子       | ムトウユージ      | ムトウユージ   | 林静香                     | 12月10日 |
| 第515話                | 第7期⑫      | 松坂先生もついに結婚?だゾ                    | もとひら了   | ムトウユージ      | ムトウユージ   | 大塚正実                   | 12月10日 |
| 第516話                | 第7期⑫      | オラカゼっぽいゾ                             | 荻田寛子     | ささきひろゆき    | ささきひろゆき | 末吉裕一郎                 | 12月17日 |
| 第516話                | 第7期⑫      | コッソリ直しちゃうゾ                         | 阪口和久     | 義野利幸          | ささきひろゆき | 間々田益男                 | 12月17日 |

## 2005年
| 話数       | DVD収録                                                                   | サブタイトル                                 | 脚本           | 絵コンテ                | 演出           | 作画監督                   | 放送日   |
| ---------- | ------------------------------------------------------------------------- | -------------------------------------------- | -------------- | ----------------------- | -------------- | -------------------------- | -------- |
| 第517話    | 第7期⑫                                                                    | お昼はコレが食べたいゾ                       | 荻田寛子       | 義野利幸                | 横山広行       | 大塚正実                   | 1月7日   |
| 第517話    | 第7期⑫                                                                    | お外でアソブとあったかいゾ                   | 翁妙子         | 横山広行                | 横山広行       | 高倉佳彦                   | 1月7日   |
| 第518話    | 第8期①                                                                    | マサオくんがやっちゃった!ゾ                  | 翁妙子         | 貞光紳也                | 貞光紳也       | 樋口善法                   | 1月14日  |
| 第518話    | 第8期①                                                                    | 準備はオッケーだゾ                           | 中弘子         | 貞光紳也                | 貞光紳也       | 樋口善法                   | 1月14日  |
| 第519話    | 第8期①                                                                    | マサオ君のカケモチ人生だゾ                   | 翁妙子         | ささきひろゆき          | ささきひろゆき | 門脇孝一                   | 1月21日  |
| 第519話    | 第8期①                                                                    | コタツの長い一日だゾ                         | 翁妙子         | 義野利幸                | ささきひろゆき | 針金屋英郎                 | 1月21日  |
| 第520話    | 第8期①                                                                    | みさえ刑事（デカ）純情派だゾ                 | 中弘子         | 横山広行                | 横山広行       | 末吉裕一郎                 | 1月28日  |
| 第520話    | 第8期①                                                                    | 燃えるオーディションだゾ                     | 荻田寛子       | 横山広行                | 横山広行       | 間々田益男                 | 1月28日  |
| 第521話    | 第8期①                                                                    | 子ネコを拾ったゾ                             | 荻田寛子       | 貞光紳也                | 貞光紳也       | 樋口善法                   | 2月4日   |
| 第521話    | 第8期①                                                                    | オラ美人になるゾ                             | 翁妙子         | 貞光紳也                | 貞光紳也       | 樋口善法                   | 2月4日   |
| 第522話    | 第8期①                                                                    | ハナ水が止まらないゾ                         | ささきひろゆき | ささきひろゆき          | ささきひろゆき | 若松孝思                   | 2月18日  |
| 第522話    | 第8期①                                                                    | 母ちゃんがケーキを作るゾ                     | 翁妙子         | 義野利幸                | ささきひろゆき | 大森孝敏                   | 2月18日  |
| 第523話    | 第8期②                                                                    | 合コンするゾ                                 | 翁妙子         | ささきひろゆき          | ささきひろゆき | 末吉裕一郎                 | 2月25日  |
| 第523話    | 第8期②                                                                    | かわいいひまにゴ用心!だゾ                    | 荻田寛子       | 義野利幸                | ささきひろゆき | 針金屋英郎                 | 2月25日  |
| 第524話    | 第8期②                                                                    | ありがた〜いお寿司だゾ                       | 翁妙子         | 横山広行                | 横山広行       | 高倉佳彦                   | 3月4日   |
| 第524話    | 第8期②                                                                    | 先生たちの健康診断だゾ                       | 荻田寛子       | 横山広行                | 横山広行       | 大塚正実                   | 3月4日   |
| 第525話    | 第8期②                                                                    | お弁当コンクールだゾ                         | 翁妙子         | 貞光紳也                | 貞光紳也       | 樋口善法                   | 3月11日  |
| 第525話    | 第8期②                                                                    | インタビューに答えるゾ                       | 荻田寛子       | 貞光紳也                | 貞光紳也       | 樋口善法                   | 3月11日  |
| SPECIAL 46 | -                                                                         | オラは犬です!だゾ                            | 翁妙子         | 義野利幸                | 横山広行       | 間々田益男                 | 4月2日   |
| SPECIAL 46 | 第7期③                                                                    | タンスの裏にはナニカがあるゾ（2003年）〈再〉 | 中弘子         | 義野利幸                | ムトウユージ   | 大塚正実                   | 4月2日   |
| SPECIAL 46 | -                                                                         | 父ちゃんのダイエットだゾ                     | 阪口和久       | 横山広行                | 横山広行       | 若松孝思                   | 4月2日   |
| 第526話    | 第8期②                                                                    | もてもてマサオくんだゾ                       | 中弘子         | 義野利幸                | ささきひろゆき | 松下佳弘                   | 4月22日  |
| 第526話    | 第8期②                                                                    | ムリして若返っちゃうゾ                       | 荻田寛子       | ささきひろゆき          | ささきひろゆき | 若松孝思                   | 4月22日  |
| 第527話    | 第8期②                                                                    | 明日からダイエットだゾ                       | 中弘子         | 貞光紳也                | 貞光紳也       | 樋口善法                   | 4月29日  |
| 第527話    | 第8期②                                                                    | テレビ朝日を見学するゾ                       | 阪口和久       | 貞光紳也                | 貞光紳也       | 樋口善法                   | 4月29日  |
| 第528話    | 第8期③                                                                    | ひろしのときめきの日々だゾ                   | 翁妙子         | 横山広行                | 横山広行       | 大塚正実                   | 5月6日   |
| 第528話    | 第8期③                                                                    | ふってふってふってだゾ                       | 翁妙子         | 横山広行                | 横山広行       | 大塚正実                   | 5月6日   |
| 第529話    | 第8期③                                                                    | アイ・ラブ・ミッチーだゾ                     | 翁妙子         | 貞光紳也                | 貞光紳也       | 樋口善法                   | 5月20日  |
| 第529話    | 第8期③                                                                    | あこがれのゴージャス・パフェだゾ             | 翁妙子         | 貞光紳也                | 貞光紳也       | 樋口善法                   | 5月20日  |
| 第530話    | 第8期③                                                                    | 父ちゃんとお散歩だゾ                         | 荻田寛子       | ささきひろゆき          | ささきひろゆき | 門脇孝一                   | 5月27日  |
| 第530話    | 第8期③                                                                    | ガレージが使えないゾ                         | 中弘子         | ささきひろゆき          | ささきひろゆき | 若松孝思                   | 5月27日  |
| 第531話    | 第8期③                                                                    | 父ちゃんは風船がお好き!?だゾ                 | 中弘子         | 横山広行                | 横山広行       | 大塚正実                   | 6月3日   |
| 第531話    | 第8期③                                                                    | 上尾先生がご指導するゾ                       | 荻田寛子       | 横山広行                | 横山広行       | 末吉裕一郎                 | 6月3日   |
| 第532話    | 第8期③                                                                    | グレてやる!?だゾ                             | 荻田寛子       | 貞光紳也                | 貞光紳也       | 樋口善法                   | 6月10日  |
| 第532話    | 第8期③                                                                    | ケータイの番をするゾ                         | 中弘子         | 貞光紳也                | 貞光紳也       | 樋口善法                   | 6月10日  |
| 第533話    | 第8期④                                                                    | 口笛はヒュ〜ゥだゾ                           | 荻田寛子       | 平井峰太郎              | 平井峰太郎     | 林静香                     | 6月17日  |
| 第533話    | 第8期④                                                                    | お好み焼きを作るゾ!                          | 田村安彦       | 義野利幸                | 平井峰太郎     | 原勝徳                     | 6月17日  |
| 第534話    | 第8期④                                                                    | もえPに大変身だゾ                            | 翁妙子         | ささきひろゆき          | ささきひろゆき | 大森孝敏                   | 6月24日  |
| 第534話    | 第8期④                                                                    | まつざか先生見ちゃいや〜んだゾ               | 阪口和久       | 義野利幸                | ささきひろゆき | 間々田益男                 | 6月24日  |
| 第535話    | 第8期④                                                                    | サインしちゃうゾ                             | 翁妙子         | 貞光紳也                | 貞光紳也       | 樋口善法                   | 7月8日   |
| 第535話    | 第8期④                                                                    | ひまわりが耳鼻科に行くゾ                     | 翁妙子         | 貞光紳也                | 貞光紳也       | 樋口善法                   | 7月8日   |
| 第536話    | 第8期④                                                                    | 母ちゃんを看病するゾ                         | 中弘子         | 横山広行                | 横山広行       | 若松孝思                   | 7月15日  |
| 第536話    | 第8期④                                                                    | 隠れ家レストランに行くゾ                     | 翁妙子         | 横山広行                | 横山広行       | 針金屋英郎                 | 7月15日  |
| 第537話    | 第8期④                                                                    | めんどうくさいゾ                             | 荻田寛子       | ムトウユージ            | 平井峰太郎     | 高倉佳彦                   | 7月29日  |
| 第537話    | 第8期④                                                                    | 竹馬作って乗っちゃうゾ                       | 荻田寛子       | 平井峰太郎              | 平井峰太郎     | 大塚正実                   | 7月29日  |
| 第538話    | 第8期⑤                                                                    | ジュースが飲みたいゾ                         | 田村安彦       | 貞光紳也                | 貞光紳也       | 樋口善法                   | 8月5日   |
| 第538話    | 第8期⑤                                                                    | ズッキンでドッキン!だゾ                      | 中弘子         | 貞光紳也                | 貞光紳也       | 樋口善法                   | 8月5日   |
| 第539話    | 第8期⑤                                                                    | CDショップへ行くゾ                           | 中弘子         | 義野利幸                | ささきひろゆき | 若松孝思                   | 8月12日  |
| 第539話    | 第8期⑤                                                                    | ゆかたで花火大会だゾ                         | 荻田寛子       | ささきひろゆき          | ささきひろゆき | 大森孝敏                   | 8月12日  |
| 第540話    | 第8期⑤                                                                    | オオクワガタを捕るゾ                         | 田村安彦       | 横山広行                | 横山広行       | 間々田益男 針金屋英郎      | 8月19日  |
| 第541話    | 第8期⑤                                                                    | あつくるしいゾ                               | 荻田寛子       | 平井峰太郎              | 平井峰太郎     | 門脇孝一                   | 8月26日  |
| 第541話    | 第8期⑤                                                                    | かたたたたき券だゾ                           | 翁妙子         | 平井峰太郎              | 平井峰太郎     | 高倉佳彦                   | 8月26日  |
| 第542話    | 第8期⑤                                                                    | あつくる先生、登場!だゾ                      | 翁妙子         | 貞光紳也                | 貞光紳也       | 樋口善法                   | 9月2日   |
| 第542話    | 第8期⑤                                                                    | ウォーキング・デートだゾ                     | 田村安彦       | 貞光紳也                | 貞光紳也       | 樋口善法                   | 9月2日   |
| 第543話    | 第8期⑥                                                                    | サッカーで勝負だゾ                           | 翁妙子         | 義野利幸                | ささきひろゆき | 若松孝思                   | 9月9日   |
| 第543話    | 第8期⑥                                                                    | ひまわりがのっけちゃうゾ                     | 中弘子         | ささきひろゆき          | ささきひろゆき | 針金屋英郎                 | 9月9日   |
| 第544話    | 第8期⑥                                                                    | エキスパンダーできたえるゾ                   | 田村安彦       | 義野利幸                | 平井峰太郎     | 高倉佳彦                   | 9月16日  |
| 第544話    | 第8期⑥                                                                    | アロマ〜な気分だゾ                           | 荻田寛子       | 平井峰太郎              | 平井峰太郎     | 門脇孝一                   | 9月16日  |
| 第545話    | 第8期⑥                                                                    | プチファイヤー ポだゾ                        | 翁妙子         | 貞光紳也                | 貞光紳也       | 樋口善法                   | 9月23日  |
| 第545話    | 第8期⑥                                                                    | アクセサリーをつくるゾ                       | 荻田寛子       | 貞光紳也                | 貞光紳也       | 樋口善法                   | 9月23日  |
| SPECIAL 47 | 第7期⑪                                                                    | ふりかけ人形セットだゾ（2004年）〈再〉       | 中弘子         | ムトウユージ            | ムトウユージ   | 林静香                     | 10月1日  |
| SPECIAL 47 | -                                                                         | 子守りはオラにおまかせだゾ                   | 翁妙子         | ムトウユージ            | ムトウユージ   | 大塚正実                   | 10月1日  |
| SPECIAL 47 | 第7期⑪                                                                    | おニューの靴を買うゾ（2004年）〈再〉         | もとひら了     | 義野利幸                | ムトウユージ   | 針金屋英郎                 | 10月1日  |
| SPECIAL 47 | クレヨンしんちゃん 嵐を呼ぶ アッパレ!戦国大合戦（2002年）（監督：原恵一） |                                              |                |                         |                |                            | 10月1日  |
| 第546話    | 第8期⑥                                                                    | ネネちゃんがおヘソを曲げちゃったゾ           | 荻田寛子       | 横山広行                | 横山広行       | 林静香                     | 10月28日 |
| 第546話    | 第8期⑥                                                                    | まつたけをもらったゾ                         | 翁妙子         | 横山広行                | 横山広行       | 大森孝敏                   | 10月28日 |
| 第546話    | -                                                                         | マシューが来たゾ                             | ムトウユージ   | ムトウユージ            | ムトウユージ   | 大森孝敏                   | 10月28日 |
| 第547話    | 第8期⑥                                                                    | 早起きは三文のトク!?だゾ                     | 中弘子         | ささきひろゆき          | ささきひろゆき | 間々田益男                 | 11月4日  |
| 第547話    | 第8期⑥                                                                    | 苦手をコクフクするゾ                         | 翁妙子         | ささきひろゆき          | ささきひろゆき | 大森孝敏                   | 11月4日  |
| 第548話    | 第8期⑦                                                                    | 運動会でファイヤーだゾ                       | 翁妙子         | 横山広行                | 横山広行       | 林静香                     | 11月11日 |
| 第548話    | 第8期⑦                                                                    | しいぞう先生やめないで!だゾ                  | 翁妙子         | 横山広行                | 横山広行       | 原勝徳                     | 11月11日 |
| 第549話    | 第8期⑦                                                                    | ギックリ腰でも食べたいゾ                     | 田村安彦       | 平井峰太郎              | 平井峰太郎     | 高倉佳彦                   | 11月18日 |
| 第549話    | 第8期⑦                                                                    | さよならファイヤー!だゾ                      | 翁妙子         | 平井峰太郎              | 平井峰太郎     | 針金屋英郎                 | 11月18日 |
| 第550話    | 第8期⑦                                                                    | ペンキを塗るゾ                               | 中弘子         | 貞光紳也                | 貞光紳也       | 樋口善法                   | 11月25日 |
| 第550話    | 第8期⑦                                                                    | ひまのお気に入り!だゾ                        | 翁妙子         | 水島努                  | 貞光紳也       | 樋口善法                   | 11月25日 |
| 第551話    | 第8期⑦                                                                    | 合コンデビューだゾ                           | 荻田寛子       | ささきひろゆき          | ささきひろゆき | 大森孝敏                   | 12月2日  |
| 第551話    | 第8期⑦                                                                    | 頼むからひとりにしてだゾ                     | 荻田寛子       | 義野利幸                | ささきひろゆき | 若松孝思                   | 12月2日  |
| 第552話    | 第8期⑦                                                                    | シロもおしゃれをするゾ                       | 翁妙子         | 横山広行                | 横山広行       | 間々田益男                 | 12月9日  |
| 第552話    | 第8期⑦                                                                    | 湯豆腐を食べたいゾ                           | 田村安彦       | 横山広行                | 横山広行       | 原勝徳                     | 12月9日  |
| SPECIAL 48 | スペシャル⑦                                                               | クレヨン大忠臣蔵（桜の巻）（1998年）〈再〉   | 阪口和久       | 水島努                  | 水島努         | 松山正彦                   | 12月16日 |
| SPECIAL 48 | スペシャル⑦                                                               | クレヨン大忠臣蔵（雪の巻）（1998年）〈再〉   | 阪口和久       | 水島努                  | 水島努         | 間々田益男                 | 12月16日 |
| SPECIAL 48 | 第8期⑧                                                                    | 迷子になったゾ                               | 翁妙子         | 貞光紳也                | 貞光紳也       | 樋口善法                   | 12月16日 |
| SPECIAL 48 | スペシャル⑪                                                               | 雨にも負けず風にも負けないゾ                 | もとひら了     | 義野利幸 ささきひろゆき | ささきひろゆき | 若松孝思 原勝徳 間々田益男 | 12月16日 |
| SPECIAL 48 | 第8期⑧                                                                    | 男たちの大和だゾ                             | 田村安彦       | 平井峰太郎              | 平井峰太郎     | 針金屋英郎                 | 12月16日 |

## 2006年
| 話数            | DVD収録                                                                                 | サブタイトル                                                                    | 脚本                                                                            | 絵コンテ                                                                        | 演出                                                                            | 作画監督                                                                        | 放送日   |
| --------------- | --------------------------------------------------------------------------------------- | ------------------------------------------------------------------------------- | ------------------------------------------------------------------------------- | ------------------------------------------------------------------------------- | ------------------------------------------------------------------------------- | ------------------------------------------------------------------------------- | -------- |
| SPECIAL 49      | スペシャル⑦                                                                             | 石像の恩返しだゾ（1998年）〈再〉                                                | 水島努                                                                          | 水島努                                                                          | 水島努                                                                          | 大塚正実                                                                        | 1月6日   |
| SPECIAL 49      | 傑作選23                                                                                | ペンギンの恩返しだゾ（1998年）〈再〉                                            | 阪口和久                                                                        | 川崎逸朗                                                                        | 寺川英和                                                                        | 荒川真嗣                                                                        | 1月6日   |
| SPECIAL 49      | スペシャル③                                                                             | マッチ売りのオラだゾ（1994年）〈再〉                                            | 阪口和久                                                                        | 義野利幸                                                                        | 本郷みつる                                                                      | 大森孝敏                                                                        | 1月6日   |
| SPECIAL 49      | 第8期⑧                                                                                  | ピザを食べるゾ                                                                  | 中弘子                                                                          | 平井峰太郎                                                                      | 平井峰太郎                                                                      | 高倉佳彦                                                                        | 1月6日   |
| SPECIAL 49      | 第8期⑧                                                                                  | タイムカプセルを埋めるゾ                                                        | 田村安彦                                                                        | 貞光紳也                                                                        | 貞光紳也                                                                        | 樋口善法                                                                        | 1月6日   |
| 第553話         | 第8期⑧                                                                                  | 食べ過ぎちゃったゾ                                                              | 荻田寛子                                                                        | ささきひろゆき                                                                  | ささきひろゆき                                                                  | 大森孝敏                                                                        | 1月13日  |
| 第553話         | 第8期⑧                                                                                  | オラの心はエリートだゾ                                                          | 田村安彦                                                                        | 義野利幸                                                                        | ささきひろゆき                                                                  | 若松孝思                                                                        | 1月13日  |
| 第554話         | 第8期⑧                                                                                  | かあちゃんは子育て中だゾ                                                        | 中弘子                                                                          | 横山広行                                                                        | 横山広行                                                                        | 原勝徳                                                                          | 1月20日  |
| 第554話         | 第8期⑧                                                                                  | また女子大に行ったゾ                                                            | 翁妙子                                                                          | 横山広行                                                                        | 横山広行                                                                        | 針金屋英郎                                                                      | 1月20日  |
| 第555話         | 第8期⑧                                                                                  | オラをスキーに連れてってだゾ                                                    | 中弘子                                                                          | 平井峰太郎                                                                      | 平井峰太郎                                                                      | 間々田益男 高倉佳彦                                                             | 1月27日  |
| 第556話         | 第8期⑨                                                                                  | しいぞう先生と雪遊びだゾ                                                        | 翁妙子                                                                          | 貞光紳也                                                                        | 貞光紳也                                                                        | 樋口善法                                                                        | 2月3日   |
| 第556話         | 第8期⑨                                                                                  | ひまわりはお姫さまだゾ                                                          | 翁妙子                                                                          | 義野利幸                                                                        | 貞光紳也                                                                        | 若松孝思                                                                        | 2月3日   |
| 第557話         | 第8期⑨                                                                                  | 行列のラーメン屋に行くゾ                                                        | 田村安彦                                                                        | ささきひろゆき                                                                  | ささきひろゆき                                                                  | 門脇孝一                                                                        | 2月10日  |
| 第557話         | 第8期⑨                                                                                  | まつざか先生に送ってもらうゾ                                                    | 田村安彦                                                                        | ささきひろゆき                                                                  | ささきひろゆき                                                                  | 大森孝敏                                                                        | 2月10日  |
| 第558話         | 第8期⑨                                                                                  | 人の話を聞きなさいだゾ                                                          | 織田裕子                                                                        | 貞光紳也                                                                        | 貞光紳也                                                                        | 樋口善法                                                                        | 2月17日  |
| 第558話         | 第8期⑨                                                                                  | ファミリースキーだゾ                                                            | 翁妙子                                                                          | 貞光紳也                                                                        | 貞光紳也                                                                        | 樋口善法                                                                        | 2月17日  |
| 第559話         | 第8期⑨                                                                                  | 母ちゃんはお掃除名人だゾ                                                        | 中弘子                                                                          | 平井峰太郎                                                                      | 平井峰太郎                                                                      | 若松孝思                                                                        | 3月3日   |
| 第559話         | 第8期⑨                                                                                  | 新車を買いに行くゾ                                                              | 田村安彦                                                                        | 義野利幸                                                                        | 平井峰太郎                                                                      | 針金屋英郎                                                                      | 3月3日   |
| 第560話         | 第8期⑨                                                                                  | ミニパトのおねいさんだゾ                                                        | 翁妙子                                                                          | 横山広行                                                                        | 横山広行                                                                        | 間々田益男                                                                      | 3月10日  |
| 第560話         | 第8期⑨                                                                                  | 父ちゃんの大事なシャツだゾ                                                      | 中弘子                                                                          | 横山広行                                                                        | 横山広行                                                                        | 高倉佳彦                                                                        | 3月10日  |
| 第561話         | 第8期⑩                                                                                  | おっきな公園に行くゾ                                                            | 中弘子                                                                          | 平井峰太郎                                                                      | 平井峰太郎                                                                      | 門脇孝一                                                                        | 3月17日  |
| 第561話         | 第8期⑩                                                                                  | おばちゃんが来たゾ                                                              | 翁妙子                                                                          | ささきひろゆき                                                                  | ささきひろゆき                                                                  | 大森孝敏                                                                        | 3月17日  |
| SPECIAL 50      | 1年目①                                                                                  | おつかいに行くゾ（1992年）〈再〉                                                | 翁妙子                                                                          | 本郷みつる                                                                      | 本郷みつる                                                                      | 小川博司                                                                        | 4月7日   |
| SPECIAL 50      | 1年目②                                                                                  | 子犬を拾ったゾ（1992年）〈再〉                                                  | 中弘子                                                                          | 原恵一                                                                          | 本郷みつる                                                                      | 小川博司                                                                        | 4月7日   |
| SPECIAL 50      | 1年目②                                                                                  | 名前はシロだゾ（1992年）〈再〉                                                  | 中弘子                                                                          | 原恵一                                                                          | 原恵一                                                                          | 小川博司                                                                        | 4月7日   |
| SPECIAL 50      | クレヨンしんちゃん 伝説を呼ぶブリブリ 3分ポッキリ大進撃（2005年）（監督：ムトウユージ） |                                                                                 |                                                                                 |                                                                                 |                                                                                 |                                                                                 | 4月7日   |
| SPECIAL 51      | スペシャル⑫                                                                             | 食玩集めてショックガーンだゾ                                                    | 田村安彦                                                                        | 横山広行                                                                        | 横山広行                                                                        | 若松孝思 間々田益男 木村陽子                                                    | 4月14日  |
| 第562話         | 第8期⑩                                                                                  | チョコビをかせぐゾ                                                              | 翁妙子                                                                          | ささきひろゆき                                                                  | ささきひろゆき                                                                  | 門脇孝一                                                                        | 4月21日  |
| 第562話         | 第8期⑩                                                                                  | 大変!今日から家族がふえたゾ                                                     | 翁妙子                                                                          | 義野利幸                                                                        | 平井峰太郎                                                                      | 大塚正実                                                                        | 4月21日  |
| 第563話         | 第8期⑩                                                                                  | 未知とのそーぐーだゾ                                                            | 中弘子                                                                          | 貞光紳也                                                                        | 貞光紳也                                                                        | 樋口善法                                                                        | 4月28日  |
| 第563話         | 第8期⑩                                                                                  | グータラ姉妹だゾ                                                                | 中弘子                                                                          | 貞光紳也                                                                        | 貞光紳也                                                                        | 樋口善法                                                                        | 4月28日  |
| 第564話         | 第8期⑩                                                                                  | 風間くんとシロのお散歩だゾ                                                      | 織田裕子                                                                        | ささきひろゆき                                                                  | ささきひろゆき                                                                  | 門脇孝一                                                                        | 5月5日   |
| 第564話         | 第8期⑩                                                                                  | 負けるな、むさえちゃん!だゾ                                                     | 田村安彦                                                                        | ささきひろゆき                                                                  | ささきひろゆき                                                                  | 若松孝思                                                                        | 5月5日   |
| 第565話         | 第8期⑩                                                                                  | むさえちゃんにお説教!だゾ                                                       | 翁妙子                                                                          | 貞光紳也                                                                        | 貞光紳也                                                                        | 樋口善法                                                                        | 5月12日  |
| 第565話         | 第8期⑩                                                                                  | 電車でおでかけだゾ                                                              | 翁妙子                                                                          | 貞光紳也                                                                        | 貞光紳也                                                                        | 樋口善法                                                                        | 5月12日  |
| 第566話         | 第8期⑪                                                                                  | 結成!新さいたま紅さそり隊だゾ                                                   | 田村安彦                                                                        | 横山広行                                                                        | 横山広行                                                                        | 大森孝敏 針金屋英郎                                                             | 5月19日  |
| 第567話         | 第8期⑪                                                                                  | お洗濯するゾ                                                                    | 中弘子                                                                          | ささきひろゆき                                                                  | ささきひろゆき                                                                  | 原勝徳                                                                          | 5月26日  |
| 第567話         | 第8期⑪                                                                                  | 未来のオラ達だゾ                                                                | 翁妙子                                                                          | ささきひろゆき                                                                  | ささきひろゆき                                                                  | 若松孝思                                                                        | 5月26日  |
| 第568話         | 第8期⑪                                                                                  | クリーニング屋さんにお使いだゾ                                                  | 翁妙子                                                                          | 貞光紳也                                                                        | 貞光紳也                                                                        | 樋口善法                                                                        | 6月2日   |
| 第568話         | 第8期⑪                                                                                  | お米をゲットするゾ                                                              | 翁妙子                                                                          | 貞光紳也                                                                        | 貞光紳也                                                                        | 樋口善法                                                                        | 6月2日   |
| 第569話         | 第8期⑪                                                                                  | 女3人寄っちゃったゾ                                                             | 翁妙子                                                                          | 平井峰太郎                                                                      | 平井峰太郎                                                                      | 間々田益男                                                                      | 6月9日   |
| 第569話         | 第8期⑪                                                                                  | ゴルフ練習場に行くゾ                                                            | 中弘子                                                                          | 義野利幸                                                                        | 平井峰太郎                                                                      | 高倉佳彦                                                                        | 6月9日   |
| 第570話         | 第8期⑪                                                                                  | ワールドカップで盛り上がるゾ                                                    | 田村安彦                                                                        | 義野利幸                                                                        | 横山広行                                                                        | 門脇孝一                                                                        | 6月16日  |
| 第570話         | 第8期⑪                                                                                  | サッカーで盛り上がるゾ                                                          | 織田裕子                                                                        | 横山広行                                                                        | 横山広行                                                                        | 針金屋英郎                                                                      | 6月16日  |
| 第571話         | 第8期⑫                                                                                  | むさえちゃんのお見合いだゾ                                                      | 翁妙子                                                                          | ささきひろゆき                                                                  | ささきひろゆき                                                                  | 大森孝敏                                                                        | 6月23日  |
| 第571話         | 第8期⑫                                                                                  | おためし英会話だゾ                                                              | 翁妙子                                                                          | ささきひろゆき                                                                  | ささきひろゆき                                                                  | 若松孝思                                                                        | 6月23日  |
| 第572話         | 第8期⑫                                                                                  | 迷子の友だゾ                                                                    | 中弘子                                                                          | 貞光紳也                                                                        | 貞光紳也                                                                        | 樋口善法                                                                        | 7月7日   |
| 第572話         | 第8期⑫                                                                                  | むさえちゃんと幼稚園に行くゾ                                                    | 翁妙子                                                                          | 貞光紳也                                                                        | 貞光紳也                                                                        | 樋口善法                                                                        | 7月7日   |
| 第573話         | -                                                                                       | ラブ★コンだゾ                                                                   | 翁妙子                                                                          | 義野利幸                                                                        | 平井峰太郎                                                                      | 針金屋英郎                                                                      | 7月14日  |
| 第573話         | 第8期⑫                                                                                  | むさえちゃん流生き方だゾ                                                        | 中弘子                                                                          | 平井峰太郎                                                                      | 平井峰太郎                                                                      | 間々田益男                                                                      | 7月14日  |
| 第574話         | 第8期⑫                                                                                  | 知らない人にはついていかないゾ                                                  | 翁妙子                                                                          | 横山広行                                                                        | 横山広行                                                                        | 高倉佳彦                                                                        | 7月21日  |
| 第574話         | 第8期⑫                                                                                  | コピーをとるゾ                                                                  | 中弘子                                                                          | 横山広行                                                                        | 横山広行                                                                        | 大森孝敏                                                                        | 7月21日  |
| 第575話         | 第8期⑫                                                                                  | 虫とり美少女だゾ                                                                | 翁妙子                                                                          | ささきひろゆき                                                                  | ささきひろゆき                                                                  | 若松孝思                                                                        | 7月28日  |
| 第575話         | 第8期⑫                                                                                  | 留守番はむさえちゃんにおまかせだゾ                                              | 翁妙子                                                                          | ささきひろゆき                                                                  | ささきひろゆき                                                                  | 門脇孝一                                                                        | 7月28日  |
| 第576話         | 第8期⑫                                                                                  | 甲子園にムチューだゾ                                                            | 田村安彦                                                                        | 義野利幸                                                                        | ムトウユージ                                                                    | 間々田益男                                                                      | 8月4日   |
| 第576話         | 第8期⑬                                                                                  | 女がふたり集まると...だゾ                                                       | 中弘子                                                                          | ムトウユージ                                                                    | ムトウユージ                                                                    | 原勝徳                                                                          | 8月4日   |
| SPECIAL 52      | -                                                                                       | オラがよゐこをプロデュースだゾ                                                  | 中弘子                                                                          | 貞光紳也                                                                        | 貞光紳也                                                                        | 樋口善法                                                                        | 8月11日  |
| SPECIAL 52      | 第6期⑫                                                                                  | なな子おねいさんと海水浴だゾ（2003年）〈再〉                                    | 荻田寛子                                                                        | 義野利幸 池端たかし                                                             | 池端たかし                                                                      | 小川博司 松下佳弘 橋本とよ子                                                    | 8月11日  |
| SPECIAL 52      | 第8期⑬                                                                                  | エアコンがこわれたゾ                                                            | 中弘子                                                                          | 貞光紳也                                                                        | 貞光紳也                                                                        | 樋口善法                                                                        | 8月11日  |
| 第577話         | 第8期⑬                                                                                  | ブリーフパンダだゾ                                                              | 阪口和久                                                                        | 横山広行 義野利幸                                                               | 横山広行                                                                        | 大森孝敏 若松孝思                                                               | 8月18日  |
| 第578話         | 第8期⑬                                                                                  | ここ一番に弱いゾ                                                                | 中弘子                                                                          | 義野利幸                                                                        | ムトウユージ                                                                    | 門脇孝一                                                                        | 8月25日  |
| 第578話         | 第8期⑬                                                                                  | なぐられうさぎたびたびだゾ                                                      | 中弘子                                                                          | ムトウユージ                                                                    | ムトウユージ                                                                    | 針金屋英郎                                                                      | 8月25日  |
| 第579話         | 第8期⑬                                                                                  | オラ2歳だゾ                                                                     | 中弘子                                                                          | ささきひろゆき                                                                  | ささきひろゆき                                                                  | 若松孝思                                                                        | 9月8日   |
| 第579話         | 第8期⑬                                                                                  | むさえちゃんVS秋田のじいちゃんだゾ                                              | 翁妙子                                                                          | ささきひろゆき                                                                  | ささきひろゆき                                                                  | 原勝徳                                                                          | 9月8日   |
| 第580話         | 第8期⑬                                                                                  | 初めての歯医者さんだゾ                                                          | 中弘子                                                                          | 貞光紳也                                                                        | 貞光紳也                                                                        | 樋口善法                                                                        | 9月15日  |
| 第580話         | 第8期⑬                                                                                  | 銀ちゃんの休日だゾ                                                              | 翁妙子                                                                          | 貞光紳也                                                                        | 貞光紳也                                                                        | 樋口善法                                                                        | 9月15日  |
| SPECIAL 53      | クレしんパラダイス!メイド・イン・埼玉（1999年）（監督：水島努）                         | クレしんパラダイス!メイド・イン・埼玉（1999年）（監督：水島努）                 | クレしんパラダイス!メイド・イン・埼玉（1999年）（監督：水島努）                 | クレしんパラダイス!メイド・イン・埼玉（1999年）（監督：水島努）                 | クレしんパラダイス!メイド・イン・埼玉（1999年）（監督：水島努）                 | クレしんパラダイス!メイド・イン・埼玉（1999年）（監督：水島努）                 | 9月22日  |
| SPECIAL 53      | 第6期②                                                                                  | 明日のピクニックは楽しみだゾ（2002年）〈再〉                                    | もとひら了                                                                      | 貞光紳也                                                                        | 貞光紳也                                                                        | 樋口善法                                                                        | 9月22日  |
| SPECIAL（番外） | クレヨンしんちゃん 嵐を呼ぶ モーレツ!オトナ帝国の逆襲（2001年）（監督：原恵一）         | クレヨンしんちゃん 嵐を呼ぶ モーレツ!オトナ帝国の逆襲（2001年）（監督：原恵一） | クレヨンしんちゃん 嵐を呼ぶ モーレツ!オトナ帝国の逆襲（2001年）（監督：原恵一） | クレヨンしんちゃん 嵐を呼ぶ モーレツ!オトナ帝国の逆襲（2001年）（監督：原恵一） | クレヨンしんちゃん 嵐を呼ぶ モーレツ!オトナ帝国の逆襲（2001年）（監督：原恵一） | クレヨンしんちゃん 嵐を呼ぶ モーレツ!オトナ帝国の逆襲（2001年）（監督：原恵一） | 9月29日  |
| SPECIAL 54      | -                                                                                       | 今年一年のふりかえりだゾ（1996年）〈再〉                                        | 翁妙子                                                                          | 貞光紳也                                                                        | 水島努                                                                          | 松下佳弘                                                                        | 10月6日  |
| SPECIAL 54      | -                                                                                       | ケータイ電話でバトルだゾ                                                        | 吉岡たかを                                                                      | 義野利幸                                                                        | 横山広行                                                                        | 門脇孝一                                                                        | 10月6日  |
| SPECIAL 54      | スペシャル⑫                                                                             | ロード・オブ・ザ・イカリング 第一部 旅の仲間だゾ                                | 吉岡たかを                                                                      | 横山広行                                                                        | 横山広行                                                                        | 大森孝敏                                                                        | 10月6日  |
| SPECIAL 54      | スペシャル⑫                                                                             | ロード・オブ・ザ・イカリング 第二部 2つの塔は知らないゾ                         | 吉岡たかを                                                                      | 横山広行                                                                        | 横山広行                                                                        | 針金屋英郎                                                                      | 10月6日  |
| SPECIAL 54      | スペシャル⑫                                                                             | ロード・オブ・ザ・イカリング 第三部 感動の完結編だゾ                            | 吉岡たかを                                                                      | 横山広行                                                                        | 横山広行                                                                        | 原勝徳                                                                          | 10月6日  |
| 第581話         | 第8期⑭                                                                                  | オラ、ラッキーボーイだゾ                                                        | 中弘子                                                                          | 義野利幸                                                                        | ささきひろゆき                                                                  | 若松孝思                                                                        | 10月20日 |
| 第581話         | 第8期⑭                                                                                  | イモ掘り対決だゾ                                                                | 田村安彦                                                                        | ささきひろゆき                                                                  | ささきひろゆき                                                                  | 間々田益男                                                                      | 10月20日 |
| 第582話         | 第8期⑭                                                                                  | おじょうさまとお呼び!だゾ                                                       | 翁妙子                                                                          | 貞光紳也                                                                        | 貞光紳也                                                                        | 樋口善法                                                                        | 10月27日 |
| 第582話         | 第8期⑭                                                                                  | 野原家三代だゾ                                                                  | 翁妙子                                                                          | 貞光紳也                                                                        | 貞光紳也                                                                        | 樋口善法                                                                        | 10月27日 |
| 第583話         | 第8期⑭                                                                                  | 温水プールはパラダイスだゾ                                                      | 田村安彦                                                                        | 義野利幸                                                                        | 平井峰太郎                                                                      | 林静香                                                                          | 11月3日  |
| 第583話         | 第8期⑭                                                                                  | シロがお薬をのまないゾ                                                          | 中弘子                                                                          | 義野利幸                                                                        | 平井峰太郎                                                                      | 針金屋英郎                                                                      | 11月3日  |
| 第584話         | 第8期⑭                                                                                  | 紅サソリ隊友情のアルバイトだゾ                                                  | 田村安彦                                                                        | 横山広行                                                                        | 横山広行                                                                        | 大森孝敏                                                                        | 11月10日 |
| 第584話         | 第8期⑭                                                                                  | おニューのスーツを買うゾ                                                        | 田村安彦                                                                        | 横山広行                                                                        | 横山広行                                                                        | 門脇孝一                                                                        | 11月10日 |
| 第585話         | 第8期⑭                                                                                  | 秋の遠足はパニックだゾ                                                          | 翁妙子                                                                          | 義野利幸 ささきひろゆき                                                         | ささきひろゆき                                                                  | 原勝徳 間々田益男                                                               | 11月17日 |
| 第586話         | 第8期⑮                                                                                  | ひまわりを寝かせるゾ                                                            | 中弘子                                                                          | 貞光紳也                                                                        | 貞光紳也                                                                        | 樋口善法                                                                        | 11月24日 |
| 第586話         | 第8期⑮                                                                                  | コタツを出すのは大変だゾ                                                        | 中弘子                                                                          | 貞光紳也                                                                        | 貞光紳也                                                                        | 樋口善法                                                                        | 11月24日 |
| 第587話         | 第8期⑮                                                                                  | ゴミは誰のもの!?だゾ                                                            | 中弘子                                                                          | 義野利幸                                                                        | 平井峰太郎                                                                      | 間々田益男                                                                      | 12月8日  |
| 第587話         | 第8期⑮                                                                                  | むさえちゃんの子守唄だゾ                                                        | 翁妙子                                                                          | 平井峰太郎                                                                      | 平井峰太郎                                                                      | 林静香                                                                          | 12月8日  |
| SPECIAL 55      | -                                                                                       | 父ちゃんは心配性だゾ                                                            | 田村安彦                                                                        | ささきひろゆき                                                                  | ささきひろゆき                                                                  | 門脇孝一                                                                        | 12月15日 |
| SPECIAL 55      | スペシャル⑫                                                                             | 食玩集めてショックガーンだゾ（2006年）〈再〉                                    | 田村安彦                                                                        | 横山広行                                                                        | 横山広行                                                                        | 若松孝思 間々田益男 木村陽子                                                    | 12月15日 |

## 2007年
| 話数       | DVD収録                                                                      | サブタイトル                                                                 | 脚本                                                                         | 絵コンテ                                                                     | 演出                                                                         | 作画監督                                                                     | 放送日   |
| ---------- | ---------------------------------------------------------------------------- | ---------------------------------------------------------------------------- | ---------------------------------------------------------------------------- | ---------------------------------------------------------------------------- | ---------------------------------------------------------------------------- | ---------------------------------------------------------------------------- | -------- |
| 第588話    | 第8期⑮                                                                       | みんなでアミアミだゾ                                                         | 翁妙子                                                                       | 義野利幸                                                                     | 横山広行                                                                     | 大森孝敏                                                                     | 1月12日  |
| 第588話    | 第8期⑮                                                                       | 自転車はどこ?だゾ                                                            | 中弘子                                                                       | 横山広行                                                                     | 横山広行                                                                     | 針金屋英郎                                                                   | 1月12日  |
| 第589話    | 第8期⑮                                                                       | 心配がイッパイだゾ                                                           | 中弘子                                                                       | 貞光紳也                                                                     | 貞光紳也                                                                     | 樋口善法                                                                     | 1月19日  |
| 第589話    | 第8期⑮                                                                       | 働く四郎さんを応援するゾ                                                     | 翁妙子                                                                       | 貞光紳也                                                                     | 貞光紳也                                                                     | 樋口善法                                                                     | 1月19日  |
| 第590話    | 第8期⑮                                                                       | キライなものはキライだゾ                                                     | 阪口和久                                                                     | 平井峰太郎                                                                   | 平井峰太郎                                                                   | 原勝徳                                                                       | 1月26日  |
| 第590話    | 第8期⑮                                                                       | ふとんカバーを取り替えるゾ                                                   | 中弘子                                                                       | 義野利幸                                                                     | 平井峰太郎                                                                   | 末吉裕一郎                                                                   | 1月26日  |
| 第591話    | 第8期⑯                                                                       | 父ちゃんの出張をおいかけるゾ                                                 | 阪口和久                                                                     | 横山広行 義野利幸                                                            | 横山広行                                                                     | 針金屋英郎 大森孝敏                                                          | 2月2日   |
| 第592話    | 第8期⑯                                                                       | わすれられたお散歩だゾ                                                       | 翁妙子                                                                       | ささきひろゆき                                                               | ささきひろゆき                                                               | 若松孝思                                                                     | 2月9日   |
| 第592話    | 第8期⑯                                                                       | 初めてのおわかれだゾ                                                         | 中弘子                                                                       | 義野利幸                                                                     | ささきひろゆき                                                               | 間々田益男                                                                   | 2月9日   |
| 第593話    | 第8期⑯                                                                       | あ〜した天気にするゾ                                                         | 阪口和久                                                                     | 貞光紳也                                                                     | 貞光紳也                                                                     | 樋口善法                                                                     | 2月16日  |
| 第593話    | 第8期⑯                                                                       | むさえちゃんのヤキニクロードだゾ                                             | 田村安彦                                                                     | 貞光紳也                                                                     | 貞光紳也                                                                     | 樋口善法                                                                     | 2月16日  |
| 第594話    | 第8期⑯                                                                       | マサオくんにはえちゃったゾ                                                   | 翁妙子                                                                       | 山本秀世                                                                     | 雄谷将仁                                                                     | 松林唯人                                                                     | 2月23日  |
| 第594話    | 第8期⑯                                                                       | いい湯だゾ                                                                   | 中弘子                                                                       | 義野利幸                                                                     | 平井峰太郎                                                                   | 門脇孝一                                                                     | 2月23日  |
| 第595話    | 第8期⑯                                                                       | オラ流世界水泳だゾ                                                           | 阪口和久                                                                     | 平井峰太郎                                                                   | 平井峰太郎                                                                   | 針金屋英郎                                                                   | 3月9日   |
| 第595話    | 第8期⑯                                                                       | 一家そろって発熱だゾ 〜むさえちゃんが看病するゾ〜                            | 翁妙子                                                                       | 松林唯人                                                                     | 雄谷将仁                                                                     | 松林唯人                                                                     | 3月9日   |
| 第596話    | 第8期⑰                                                                       | 三日坊主かーちゃんだゾ                                                       | 中弘子                                                                       | 横山広行                                                                     | 横山広行                                                                     | 若松孝思                                                                     | 3月16日  |
| 第596話    | 第8期⑰                                                                       | さがしものをなくしたゾ                                                       | 中弘子                                                                       | 横山広行                                                                     | 横山広行                                                                     | 大森孝敏                                                                     | 3月16日  |
| 特別番組   | しんちゃん300秒スペシャル                                                    | しんちゃん300秒スペシャル                                                    | しんちゃん300秒スペシャル                                                    | しんちゃん300秒スペシャル                                                    | しんちゃん300秒スペシャル                                                    | しんちゃん300秒スペシャル                                                    | 3月23日  |
| SPECIAL 56 | クレヨンしんちゃん 伝説を呼ぶ 踊れ!アミーゴ!（2006年）（監督：ムトウユージ） | クレヨンしんちゃん 伝説を呼ぶ 踊れ!アミーゴ!（2006年）（監督：ムトウユージ） | クレヨンしんちゃん 伝説を呼ぶ 踊れ!アミーゴ!（2006年）（監督：ムトウユージ） | クレヨンしんちゃん 伝説を呼ぶ 踊れ!アミーゴ!（2006年）（監督：ムトウユージ） | クレヨンしんちゃん 伝説を呼ぶ 踊れ!アミーゴ!（2006年）（監督：ムトウユージ） | クレヨンしんちゃん 伝説を呼ぶ 踊れ!アミーゴ!（2006年）（監督：ムトウユージ） | 4月20日  |
| SPECIAL 57 | スペシャル⑫                                                                  | ぼく野原シロのすけです                                                       | 阪口和久                                                                     | 横山広行 平井峰太郎                                                          | 横山広行 平井峰太郎                                                          | 若松孝思 木村陽子 入江康智 門脇孝一                                          | 4月27日  |
| 第597話    | 第8期⑰                                                                       | マサオくんをこっそり応援するゾ                                               | 中弘子                                                                       | 貞光紳也                                                                     | 貞光紳也                                                                     | 樋口善法                                                                     | 5月11日  |
| 第597話    | 第8期⑰                                                                       | ひまわりのCMオーディションだゾ                                               | 田村安彦                                                                     | 貞光紳也                                                                     | 貞光紳也                                                                     | 樋口善法                                                                     | 5月11日  |
| 第598話    | 第8期⑰                                                                       | 幼稚園をお助けするゾ                                                         | 翁妙子                                                                       | ささきひろゆき                                                               | ささきひろゆき                                                               | 門脇孝一                                                                     | 5月18日  |
| 第598話    | 第8期⑰                                                                       | オラお寿司屋さんだゾ                                                         | 中弘子                                                                       | 義野利幸                                                                     | ささきひろゆき                                                               | 間々田益男                                                                   | 5月18日  |
| 第599話    | 第8期⑰                                                                       | 幼稚園にニューフェイスだゾ                                                   | 翁妙子                                                                       | 貞光紳也                                                                     | 貞光紳也                                                                     | 樋口善法                                                                     | 5月25日  |
| 第600話    | 第8期⑰                                                                       | ヒーローでおかたづけだゾ                                                     | 翁妙子                                                                       | ささきひろゆき                                                               | ささきひろゆき                                                               | 木村陽子                                                                     | 6月1日   |
| 第600話    | 第8期⑰                                                                       | あいちゃんとゴーカなおままごとだゾ                                           | 翁妙子                                                                       | ささきひろゆき                                                               | ささきひろゆき                                                               | 若松孝思                                                                     | 6月1日   |
| 第601話    | 第8期⑰                                                                       | オラがオラになった日だゾ                                                     | 中弘子                                                                       | 横山広行                                                                     | 横山広行                                                                     | 針金屋英郎                                                                   | 6月8日   |
| 第601話    | 第8期⑰                                                                       | ご町内をパトロールするゾ                                                     | 中弘子                                                                       | 横山広行                                                                     | 横山広行                                                                     | 林静香                                                                       | 6月8日   |
| 第602話    | 第8期⑰                                                                       | ひとりぼっちのオラだゾ                                                       | 平井峰太郎                                                                   | 平井峰太郎                                                                   | 平井峰太郎                                                                   | 大塚正実                                                                     | 6月15日  |
| 第602話    | 第8期⑰                                                                       | マッサージは疲れるゾ                                                         | 中弘子                                                                       | 平井峰太郎                                                                   | 平井峰太郎                                                                   | 高倉佳彦                                                                     | 6月15日  |
| 第603話    | 第8期⑰                                                                       | おとしものですよぉ!だゾ                                                      | 翁妙子                                                                       | 貞光紳也                                                                     | 貞光紳也                                                                     | 樋口善法                                                                     | 6月22日  |
| 第603話    | 第8期⑰                                                                       | ネネちゃんの一大事だゾ                                                       | 翁妙子                                                                       | 貞光紳也                                                                     | 貞光紳也                                                                     | 樋口善法                                                                     | 6月22日  |
| 第604話    | 第8期⑰                                                                       | シュミを楽しむゾ                                                             | 翁妙子                                                                       | ささきひろゆき                                                               | ささきひろゆき                                                               | 間々田益男                                                                   | 7月6日   |
| 第604話    | 第8期⑰                                                                       | 父ちゃんにプレゼントだゾ                                                     | 阪口和久                                                                     | ささきひろゆき                                                               | ささきひろゆき                                                               | 大森孝敏                                                                     | 7月6日   |
| 第605話    | 第8期⑰                                                                       | 宇宙飛行士になるゾ                                                           | 中弘子                                                                       | 横山広行                                                                     | 横山広行                                                                     | 門脇孝一                                                                     | 7月13日  |
| 第605話    | 第8期⑰                                                                       | 夏といえば水泳大会だゾ                                                       | 翁妙子                                                                       | 義野利幸                                                                     | 横山広行                                                                     | 原勝徳                                                                       | 7月13日  |
| 第606話    | 第8期⑲                                                                       | 紙袋はすっごく大事だゾ                                                       | 中弘子                                                                       | 石田暢                                                                       | 平井峰太郎                                                                   | 大塚正実                                                                     | 7月20日  |
| 第606話    | 第8期⑲                                                                       | オラんちのピーマンだゾ                                                       | 平井峰太郎                                                                   | 義野利幸                                                                     | 平井峰太郎                                                                   | 林静香                                                                       | 7月20日  |
| 第607話    | 第8期⑲                                                                       | 涼しくすごすゾ                                                               | 阪口和久                                                                     | 貞光紳也                                                                     | 貞光紳也                                                                     | 樋口善法                                                                     | 7月27日  |
| 第607話    | 第8期⑲                                                                       | なくなるお届け物だゾ                                                         | 翁妙子                                                                       | 貞光紳也                                                                     | 貞光紳也                                                                     | 樋口善法                                                                     | 7月27日  |
| SPECIAL 58 | -                                                                            | かき氷がキーンだゾ                                                           | 富永淳一                                                                     | ささきひろゆき                                                               | ささきひろゆき                                                               | 針金屋英郎                                                                   | 8月3日   |
| SPECIAL 58 | 第8期⑤                                                                       | オオクワガタを捕るゾ（2005年）〈再〉                                         | 田村安彦                                                                     | 横山広行                                                                     | 横山広行                                                                     | 間々田益男 針金屋英郎                                                        | 8月3日   |
| SPECIAL 58 | ○                                                                            | 仮面ライダー電王VSしん王だゾ                                                 | ムトウユージ                                                                 | ムトウユージ                                                                 | 横山広行                                                                     | 高倉佳彦                                                                     | 8月3日   |
| 第608話    | 第8期⑲                                                                       | 行列のできるドーナッツ屋さんだゾ                                             | 中弘子                                                                       | 貞光紳也                                                                     | 貞光紳也                                                                     | 樋口善法                                                                     | 8月10日  |
| 第608話    | 第8期⑲                                                                       | シロのしあわせだゾ                                                           | 翁妙子                                                                       | ささきひろゆき                                                               | ささきひろゆき                                                               | 若松孝思                                                                     | 8月10日  |
| 第609話    | 第8期⑲                                                                       | おもいスイカちゃんだゾ                                                       | 翁妙子                                                                       | 横山広行                                                                     | 横山広行                                                                     | 間々田益男                                                                   | 8月17日  |
| 第609話    | 第8期⑲                                                                       | 雨宿りしませませだゾ                                                         | 阪口和久                                                                     | 貞光紳也                                                                     | 貞光紳也                                                                     | 樋口善法                                                                     | 8月17日  |
| 第610話    | 第8期⑲                                                                       | オラとカッパと夏のおわりだゾ                                                 | 中弘子                                                                       | 義野利幸                                                                     | 石田暢                                                                       | 林静香 門脇孝一                                                              | 8月31日  |
| 第611話    | 第8期⑳                                                                       | 九州のじいちゃんが来たゾ                                                     | 翁妙子                                                                       | 横山広行                                                                     | 横山広行                                                                     | 若松孝思 大森孝敏 間々田益男                                                 | 9月14日  |
| 第612話    | 第8期⑳                                                                       | やる気になってみたゾ                                                         | 中弘子                                                                       | ささきひろゆき                                                               | ささきひろゆき                                                               | 針金屋英郎                                                                   | 9月21日  |
| 第612話    | 第8期⑳                                                                       | 今夜はバーベキューだゾ                                                       | 翁妙子                                                                       | 義野利幸                                                                     | ささきひろゆき                                                               | 原勝徳                                                                       | 9月21日  |
| 第613話    | 第8期⑳                                                                       | ゴルフで勝負だゾ                                                             | 阪口和久                                                                     | 貞光紳也                                                                     | 貞光紳也                                                                     | 樋口善法                                                                     | 10月26日 |
| 第613話    | 第8期⑳                                                                       | ケッサクを撮りまくるゾ                                                       | 翁妙子                                                                       | 貞光紳也                                                                     | 貞光紳也                                                                     | 樋口善法                                                                     | 10月26日 |
| 第614話    | 第8期⑳                                                                       | マッサージでくたくただゾ                                                     | 田村安彦                                                                     | 石田暢                                                                       | 石田暢                                                                       | 林静香                                                                       | 11月2日  |
| 第614話    | 第8期⑳                                                                       | イソーローにイソーローだゾ                                                   | 翁妙子                                                                       | 義野利幸                                                                     | 石田暢                                                                       | 間々田益男                                                                   | 11月2日  |
| 第615話    | 第8期⑳                                                                       | 日曜日のオランちだゾ                                                         | 中弘子                                                                       | 横山広行                                                                     | 横山広行                                                                     | 若松孝思                                                                     | 11月16日 |
| 第615話    | 第8期⑳                                                                       | ラッキーガールネネちゃんだゾ                                                 | 阪口和久                                                                     | 義野利幸                                                                     | 横山広行                                                                     | 大森孝敏                                                                     | 11月16日 |
| 第616話    | 第8期21                                                                      | ハナカミ王子だゾ                                                             | 中弘子                                                                       | 義野利幸                                                                     | ささきひろゆき                                                               | 間々田益男                                                                   | 11月30日 |
| 第616話    | 第8期21                                                                      | アルバイトしてみたゾ                                                         | 翁妙子                                                                       | ささきひろゆき                                                               | ささきひろゆき                                                               | 針金屋英郎                                                                   | 11月30日 |
| SPECIAL 59 | スペシャル⑬                                                                  | 野原四十郎                                                                   | 阪口和久                                                                     | ささきひろゆき                                                               | ささきひろゆき                                                               | 間々田益男 針金屋英郎                                                        | 12月14日 |
| SPECIAL 59 | クレヨンしんちゃん 嵐を呼ぶジャングル（2000年）（監督：原恵一）              |                                                                              |                                                                              |                                                                              |                                                                              |                                                                              | 12月14日 |
| 傑作選SP   | 第8期⑩                                                                       | 大変!今日から家族がふえたゾ（2006年）〈再）                                  | 翁妙子                                                                       | 義野利幸                                                                     | 平井峰太郎                                                                   | 大塚正実                                                                     | 12月30日 |
| 傑作選SP   | 第8期⑩                                                                       | 負けるな、むさえちゃん!だゾ（2006年）〈再〉                                  | 織田裕子                                                                     | ささきひろゆき                                                               | ささきひろゆき                                                               | 門脇孝一                                                                     | 12月30日 |
| 傑作選SP   | 第8期⑪                                                                       | 女3人寄っちゃったゾ（2006年）〈再〉                                          | 翁妙子                                                                       | 平井峰太郎                                                                   | 平井峰太郎                                                                   | 間々田益男                                                                   | 12月30日 |
| 傑作選SP   | 第8期⑳                                                                       | 九州のじいちゃんが来たゾ（2007年）〈再〉                                     | 翁妙子                                                                       | 横山広行                                                                     | 横山広行                                                                     | 若松孝思 大森孝敏 間々田益男                                                 | 12月30日 |
| 傑作選SP   | ○                                                                            | 仮面ライダー電王VSしん王だゾ（2007年）〈再〉                                 | ムトウユージ                                                                 | ムトウユージ                                                                 | 横山広行                                                                     | 高倉佳彦                                                                     | 12月30日 |
| 傑作選SP   | スペシャル⑫                                                                  | ぼく野原シロのすけです（2007年）〈再〉                                       | 阪口和久                                                                     | 横山広行 平井峰太郎                                                          | 横山広行 平井峰太郎                                                          | 若松孝思 木村陽子 入江康智 門脇孝一                                          | 12月30日 |

## 2008年
| 話数       | DVD収録     | サブタイトル                                        | 脚本         | 絵コンテ       | 演出           | 作画監督                              | 放送日   |
| ---------- | ----------- | --------------------------------------------------- | ------------ | -------------- | -------------- | ------------------------------------- | -------- |
| 第617話    | 第8期21     | 秋田に里帰りだゾ                                    | 中弘子       | 平井峰太郎     | 平井峰太郎     | 高倉佳彦 原勝徳                       | 1月11日  |
| 第618話    | 第8期21     | 祝!!ナント!青春の旅立ちだゾ                         | 翁妙子       | 平井峰太郎     | 平井峰太郎     | 高倉佳彦 門脇孝一                     | 1月18日  |
| 第619話    | 第8期21     | 父ちゃんと遊んであげるゾ                            | 翁妙子       | 貞光紳也       | 貞光紳也       | 樋口善法                              | 1月25日  |
| 第619話    | 第8期21     | おかえり、むさえちゃん!だゾ                         | 翁妙子       | 貞光紳也       | 貞光紳也       | 樋口善法                              | 1月25日  |
| 第620話    | 第8期21     | 目指せ世界チャンピオンだゾ                          | 田村安彦     | 貞光紳也       | 貞光紳也       | 樋口善法                              | 2月1日   |
| 第620話    | 第8期21     | 母ちゃん大革命だゾ                                  | 中弘子       | 貞光紳也       | 貞光紳也       | 樋口善法                              | 2月1日   |
| 第621話    | 第8期22     | 風間くんとお留守番だゾ                              | 阪口和久     | 横山広行       | 横山広行       | 大森孝敏                              | 2月8日   |
| 第621話    | 第8期22     | 忘れ物に気を付けるゾ                                | 中弘子       | 横山広行       | 横山広行       | 若松孝思                              | 2月8日   |
| 第622話    | 第8期22     | お見合い写真を撮るゾ                                | 中弘子       | 横山広行       | 横山広行       | 大森孝敏                              | 2月15日  |
| 第622話    | 第8期22     | マサオくんを手伝うゾ                                | 翁妙子       | 横山広行       | 横山広行       | 門脇孝一                              | 2月15日  |
| 第623話    | 第8期22     | こども美容室だゾ                                    | 翁妙子       | 平井峰太郎     | 平井峰太郎     | 若松孝思                              | 2月22日  |
| 第623話    | 第8期22     | エコ!でいくゾ                                       | 翁妙子       | 平井峰太郎     | 平井峰太郎     | 間々田益男                            | 2月22日  |
| 第624話    | 第8期22     | ハシゴの下で大変だゾ                                | 阪口和久     | 貞光紳也       | 貞光紳也       | 樋口善法                              | 2月29日  |
| 第624話    | 第8期22     | 冷蔵庫が壊れちゃったゾ                              | 中弘子       | 貞光紳也       | 貞光紳也       | 樋口善法                              | 2月29日  |
| 第625話    | 第8期22     | ネネちゃんのモウソウだゾ                            | 翁妙子       | ささきひろゆき | ささきひろゆき | 門脇孝一                              | 3月14日  |
| 第625話    | 第8期22     | 芸術はおえかきだゾ                                  | 浜崎達也     | ささきひろゆき | ささきひろゆき | 若松孝思                              | 3月14日  |
| SPECIAL 60 | スペシャル⑬ | ちょー嵐を呼ばない園児だゾ                          | 中弘子       | 平井峰太郎     | 平井峰太郎     | 若松孝思 入江康智 間々田益男 高倉佳彦 | 4月18日  |
| 第626話    | -           | スシ王子!だゾ                                       | 中弘子       | 横山広行       | 横山広行       | 大塚正実 林静香                       | 4月25日  |
| 第627話    | 第8期23     | お店屋さんごっこだゾ                                | 翁妙子       | 横山広行       | 横山広行       | 間々田益男                            | 5月2日   |
| 第627話    | 第8期23     | ウォーキングだゾ                                    | 翁妙子       | 横山広行       | 横山広行       | 大森孝敏                              | 5月2日   |
| 第628話    | 第8期23     | オラ、ボディーガードになるゾ                        | 中弘子       | 貞光紳也       | 貞光紳也       | 樋口善法                              | 5月9日   |
| 第628話    | 第8期23     | 新茶をもらったゾ                                    | 翁妙子       | 貞光紳也       | 貞光紳也       | 樋口善法                              | 5月9日   |
| 第629話    | 第8期23     | ヒミツのキャラクター弁当だゾ                        | 浜崎達也     | 平井峰太郎     | 平井峰太郎     | 橋本とよ子                            | 5月16日  |
| 第629話    | 第8期23     | オラたちが決めるゾ                                  | 中弘子       | 平井峰太郎     | 平井峰太郎     | 門脇孝一                              | 5月16日  |
| 第630話    | 第8期23     | そしてみんな犯人になったゾ                          | 阪口和久     | 貞光紳也       | 貞光紳也       | 樋口善法                              | 5月23日  |
| 第630話    | 第8期23     | 靴下を探せ!だゾ                                     | 阪口和久     | 貞光紳也       | 貞光紳也       | 樋口善法                              | 5月23日  |
| 第631話    | 第8期23     | 詰めホーダイに弱いゾ                                | 翁妙子       | ささきひろゆき | ささきひろゆき | 大森孝敏                              | 5月30日  |
| 第631話    | 第8期23     | 父ちゃんが出てったゾ                                | 翁妙子       | ささきひろゆき | ささきひろゆき | 末吉裕一郎                            | 5月30日  |
| 第632話    | 第8期24     | 恋するネネちゃんだゾ                                | 翁妙子       | 平井峰太郎     | 平井峰太郎     | 若松孝思                              | 6月6日   |
| 第632話    | 第8期24     | ヤキトリ屋さんに行ったゾ                            | 翁妙子       | ムトウユージ   | 平井峰太郎     | 門脇孝一                              | 6月6日   |
| 第632話    | -           | たまには言ってみたゾ                                | ムトウユージ | ムトウユージ   | 平井峰太郎     | 若松孝思                              | 6月6日   |
| 第633話    | 第8期24     | シロのお散歩は大変!だゾ                             | 翁妙子       | 横山広行       | 横山広行       | 針金屋英郎                            | 6月13日  |
| 第633話    | 第8期24     | 母ちゃんは遅いゾ                                    | 中弘子       | 横山広行       | 横山広行       | 大塚正実                              | 6月13日  |
| 第633話    | -           | やっと買ったゾ                                      | ムトウユージ | ムトウユージ   | ムトウユージ   | 針金屋英郎                            | 6月13日  |
| 第634話    | 第8期24     | 紅さそり隊の保育園だゾ                              | 中弘子       | 貞光紳也       | 貞光紳也       | 樋口善法                              | 6月20日  |
| 第634話    | 第8期24     | ひまわりのおツメを切るゾ                            | 中弘子       | 貞光紳也       | 貞光紳也       | 樋口善法                              | 6月20日  |
| 第634話    | -           | くすぐったいのはイャ〜ンだゾ                        | ムトウユージ | ムトウユージ   | ムトウユージ   | 針金屋英郎                            | 6月20日  |
| 第635話    | 第8期24     | アポなしでお誕生会だゾ                              | 翁妙子       | ささきひろゆき | ささきひろゆき | 原勝徳                                | 7月11日  |
| 第635話    | 第8期24     | ガソリンぎりぎりだゾ                                | 阪口和久     | ささきひろゆき | ささきひろゆき | 大森孝敏                              | 7月11日  |
| 第635話    | -           | 風間くんも聞いてほしいゾ                            | ムトウユージ | ムトウユージ   | ムトウユージ   | 針金屋英郎                            | 7月11日  |
| 第636話    | 第8期24     | 組長のヒミツの愛だゾ                                | 中弘子       | 横山広行       | 横山広行       | 末吉裕一郎                            | 7月18日  |
| 第636話    | 第8期24     | たたたた宝クジが!だゾ                               | 翁妙子       | 横山広行       | 横山広行       | 林静香                                | 7月18日  |
| 第636話    | -           | 怒ってなんかいないゾ                                | ムトウユージ | ムトウユージ   | ムトウユージ   | 針金屋英郎                            | 7月18日  |
| 第637話    | 第9期①      | 旅に出るとおいしいゾ                                | 中弘子       | 義野利幸       | ムトウユージ   | 高倉佳彦                              | 7月25日  |
| 第637話    | 第9期①      | 雨の日曜日だゾ                                      | 翁妙子       | ムトウユージ   | ムトウユージ   | 間々田益男                            | 7月25日  |
| 第637話    | 第9期①      | あじつけを教わるゾ                                  | ムトウユージ | ムトウユージ   | ムトウユージ   | 針金屋英郎                            | 7月25日  |
| 第638話    | 第9期①      | 合コンでシクヨロだゾ                                | 翁妙子       | 貞光紳也       | 貞光紳也       | 樋口善法                              | 8月1日   |
| 第638話    | 第9期①      | 昆虫ハンターひろしだゾ                              | 浜崎達也     | 貞光紳也       | 貞光紳也       | 樋口善法                              | 8月1日   |
| 第638話    | 第9期①      | うさぎもイッパイ飲みたいゾ                          | ムトウユージ | ムトウユージ   | ムトウユージ   | 針金屋英郎                            | 8月1日   |
| 第639話    | 第9期①      | 鵜飼いを見るゾ                                      | 翁妙子       | 横山広行       | 横山広行       | 若松孝思 門脇孝一                     | 8月8日   |
| 第639話    | 第9期①      | ヤツの心を読むゾ                                    | ムトウユージ | ムトウユージ   | ムトウユージ   | 針金屋英郎                            | 8月8日   |
| 第640話    | 第9期①      | なんちゃってキャンプだゾ                            | 阪口和久     | ささきひろゆき | ささきひろゆき | 針金屋英郎                            | 8月15日  |
| 第640話    | 第9期①      | ジョリジョリが気持ちいいゾ                          | 翁妙子       | ささきひろゆき | ささきひろゆき | 大森孝敏                              | 8月15日  |
| 第640話    | 第9期①      | ウンチク語っちゃうゾ                                | ムトウユージ | ムトウユージ   | ムトウユージ   | 針金屋英郎                            | 8月15日  |
| 第641話    | 第9期①      | カミナリゴロゴロだゾ                                | 翁妙子       | 義野利幸       | ムトウユージ   | 高倉佳彦                              | 8月22日  |
| 第641話    | 第9期①      | 日焼け父ちゃんだゾ                                  | 阪口和久     | 義野利幸       | ムトウユージ   | 間々田益男                            | 8月22日  |
| 第641話    | 第9期①      | シュミを見てほしいゾ                                | ムトウユージ | ムトウユージ   | ムトウユージ   | 針金屋英郎                            | 8月22日  |
| 第642話    | 第9期②      | 今日はとことんツイてないゾ                          | 翁妙子       | 貞光紳也       | 貞光紳也       | 樋口善法                              | 8月29日  |
| 第642話    | 第9期②      | わたしもとことんツイてないわだゾ                    | 翁妙子       | 貞光紳也       | 貞光紳也       | 樋口善法                              | 8月29日  |
| 第642話    | 第9期②      | やっぱりとことんツイてないゾ                        | ムトウユージ | ムトウユージ   | ムトウユージ   | 針金屋英郎                            | 8月29日  |
| 第643話    | 第9期②      | 母ちゃんが家出したゾ                                | 中弘子       | 横山広行       | 横山広行       | 林静香 若松孝思                       | 9月12日  |
| 第643話    | 第9期②      | 家出のつづきだゾ                                    | ムトウユージ | ムトウユージ   | ムトウユージ   | 針金屋英郎                            | 9月12日  |
| 第644話    | 第9期②      | 仲直りしたら?だゾ                                   | 中弘子       | 横山広行       | 横山広行       | 針金屋英郎 林静香                     | 9月19日  |
| 第644話    | 第9期②      | 地デジはいいゾ                                      | ムトウユージ | ムトウユージ   | ムトウユージ   | 針金屋英郎                            | 9月19日  |
| SPECIAL 61 | ○           | 父ちゃんとポイントゲットだゾ                        | 阪口和久     | 義野利幸       | 平井峰太郎     | 間々田益男                            | 9月26日  |
| SPECIAL 61 | 第8期⑥      | まつたけをもらったゾ（2005年）〈再〉                | 翁妙子       | 横山広行       | 横山広行       | 大森孝敏                              | 9月26日  |
| SPECIAL 61 | -           | オラ応援団になったゾ!! 〜帝京中学校・帝京高等学校〜 | -            | -              | -              | -                                     | 9月26日  |
| SPECIAL 61 | 第8期⑦      | ギックリ腰でも食べたいゾ（2005年）〈再〉            | 田村安彦     | 平井峰太郎     | 平井峰太郎     | 高倉佳彦                              | 9月26日  |
| SPECIAL 61 | -           | フレフレ少女だゾ                                    | 中弘子       | 平井峰太郎     | 平井峰太郎     | 末吉裕一郎                            | 9月26日  |
| 第645話    | 第9期②      | ロード・トゥ・運動会だゾ                            | 浜崎達也     | 貞光紳也       | 貞光紳也       | 樋口善法                              | 10月17日 |
| 第645話    | 第9期②      | 朝からいるゾ                                        | 中弘子       | 貞光紳也       | 貞光紳也       | 樋口善法                              | 10月17日 |
| 第645話    | 第9期②      | 夜でもいるゾ                                        | ムトウユージ | ムトウユージ   | ムトウユージ   | 針金屋英郎                            | 10月17日 |
| 第646話    | 第9期②      | お風呂でシュワッとするゾ                            | 田村安彦     | ささきひろゆき | ささきひろゆき | 原勝徳                                | 10月31日 |
| 第646話    | 第9期②      | ゴミを分別するゾ                                    | 浜崎達也     | ささきひろゆき | ささきひろゆき | 大森孝敏                              | 10月31日 |
| 第646話    | 第9期②      | 戦いはむなしいゾ                                    | ムトウユージ | ムトウユージ   | ムトウユージ   | 針金屋英郎                            | 10月31日 |
| 第647話    | 第9期③      | 幼稚園のおかたづけだゾ                              | 翁妙子       | 横山広行       | 横山広行       | 門脇孝一                              | 11月7日  |
| 第647話    | 第9期③      | ひまのおもちゃだゾ                                  | 翁妙子       | 横山広行       | 横山広行       | 大森孝敏                              | 11月7日  |
| 第647話    | 第9期③      | 間がわるいゾ                                        | ムトウユージ | ムトウユージ   | ムトウユージ   | 針金屋英郎                            | 11月7日  |
| 第648話    | 第9期③      | しわよせの黄色いハンカチだゾ                        | 翁妙子       | 義野利幸       | 平井峰太郎     | 間々田益男                            | 11月14日 |
| 第648話    | -           | 桜田のそにょだゾ                                    | 中弘子       | 平井峰太郎     | 平井峰太郎     | 原勝徳                                | 11月14日 |
| 第649話    | 第9期③      | ご本のおつかいだゾ                                  | 阪口和久     | ささきひろゆき | ささきひろゆき | 若松孝思                              | 11月21日 |
| 第649話    | 第9期③      | マサオくんのアシスタントだゾ                        | 翁妙子       | ささきひろゆき | ささきひろゆき | 針金屋英郎                            | 11月21日 |
| 第649話    | 第9期③      | 相談を聞いてほしいゾ                                | ムトウユージ | ムトウユージ   | ムトウユージ   | 針金屋英郎                            | 11月21日 |
| 第650話    | 第9期③      | 笑う?園長先生だゾ                                   | 浜崎達也     | 貞光紳也       | 貞光紳也       | 樋口善法                              | 11月28日 |
| 第650話    | 第9期③      | アルバイト母ちゃんだゾ                              | 田村安彦     | 貞光紳也       | 貞光紳也       | 樋口善法                              | 11月28日 |
| 第650話    | 第9期③      | 見ちゃいや〜んだゾ                                  | ムトウユージ | ムトウユージ   | ムトウユージ   | 針金屋英郎                            | 11月28日 |
| 第651話    | 第9期③      | お歌でお悩みだゾ                                    | 中弘子       | 横山広行       | 横山広行       | 針金屋英郎                            | 12月5日  |
| 第651話    | 第9期③      | 謎のしんこちゃんだゾ                                | 中弘子       | 横山広行       | 横山広行       | 門脇孝一                              | 12月5日  |
| 第652話    | 第9期③      | 風間くんのお見舞いだゾ                              | 翁妙子       | ささきひろゆき | ささきひろゆき | 若松孝思                              | 12月12日 |
| 第652話    | 第9期④      | 手作りベビー服だゾ                                  | 浜崎達也     | ささきひろゆき | ささきひろゆき | 大森孝敏                              | 12月12日 |
| 第653話    | 第9期④      | フリマで稼いじゃうゾ                                | 田村安彦     | 貞光紳也       | 貞光紳也       | 樋口善法                              | 12月19日 |
| 第653話    | 第9期④      | 父ちゃんとシロの散歩だゾ                            | 阪口和久     | 貞光紳也       | 貞光紳也       | 樋口善法                              | 12月19日 |
| 第653話    | 第9期④      | 新婚でラブラブだゾ                                  | ムトウユージ | ムトウユージ   | ムトウユージ   | 針金屋英郎                            | 12月19日 |

## 2009年
| 話数       | DVD収録                                                                         | サブタイトル                                                                    | 脚本                                                                            | 絵コンテ                                                                        | 演出                                                                            | 作画監督                                                                        | 放送日   |
| ---------- | ------------------------------------------------------------------------------- | ------------------------------------------------------------------------------- | ------------------------------------------------------------------------------- | ------------------------------------------------------------------------------- | ------------------------------------------------------------------------------- | ------------------------------------------------------------------------------- | -------- |
| 第654話    | 第9期④                                                                          | みんなで熊本だゾ                                                                | 翁妙子                                                                          | 横山広行                                                                        | 横山広行                                                                        | 林静香 針金屋英郎                                                               | 1月9日   |
| 第654話    | 第9期④                                                                          | 気が合う三人だゾ                                                                | ムトウユージ                                                                    | ムトウユージ                                                                    | ムトウユージ                                                                    | 針金屋英郎                                                                      | 1月9日   |
| 第655話    | 第9期④                                                                          | 熊本でお見合いだゾ                                                              | 翁妙子                                                                          | 平井峰太郎                                                                      | 平井峰太郎                                                                      | 大森孝敏                                                                        | 1月16日  |
| 第655話    | 第9期④                                                                          | 野原家オープンゴルフだゾ                                                        | 田村安彦                                                                        | 平井峰太郎                                                                      | 平井峰太郎                                                                      | 間々田益男                                                                      | 1月16日  |
| 第655話    | 第9期④                                                                          | しみじみ飲んじゃうゾ                                                            | ムトウユージ                                                                    | ムトウユージ                                                                    | ムトウユージ                                                                    | 針金屋英郎                                                                      | 1月16日  |
| 第656話    | 第9期④                                                                          | どこでも見つけちゃうゾ                                                          | 浜崎達也                                                                        | 横山広行                                                                        | 横山広行                                                                        | 若松孝思                                                                        | 1月23日  |
| 第656話    | 第9期④                                                                          | また!しんこちゃんだゾ                                                           | 中弘子                                                                          | ムトウユージ                                                                    | ムトウユージ                                                                    | 門脇孝一                                                                        | 1月23日  |
| 第656話    | 第9期④                                                                          | 持たせて安心だゾ                                                                | ムトウユージ                                                                    | ムトウユージ                                                                    | ムトウユージ                                                                    | 針金屋英郎                                                                      | 1月23日  |
| 第657話    | 第9期④                                                                          | ママサミットだゾ                                                                | 中弘子                                                                          | 貞光紳也                                                                        | 貞光紳也                                                                        | 樋口善法                                                                        | 2月13日  |
| 第657話    | 第9期⑤                                                                          | ちょっぴりの雪だゾ                                                              | 翁妙子                                                                          | 貞光紳也                                                                        | 貞光紳也                                                                        | 樋口善法                                                                        | 2月13日  |
| 第657話    | 第9期⑤                                                                          | 気分はメルヘンだゾ                                                              | ムトウユージ                                                                    | ムトウユージ                                                                    | ムトウユージ                                                                    | 針金屋英郎                                                                      | 2月13日  |
| 第658話    | 第9期⑤                                                                          | 師匠のさがし物だゾ                                                              | 阪口和久                                                                        | ささきひろゆき                                                                  | ささきひろゆき                                                                  | 入江康智                                                                        | 2月20日  |
| 第658話    | 第9期⑤                                                                          | ラップでお掃除だゾ                                                              | 中弘子                                                                          | ささきひろゆき                                                                  | ささきひろゆき                                                                  | 大森孝敏                                                                        | 2月20日  |
| 第658話    | 第9期⑤                                                                          | ケータイは禁止だゾ                                                              | ムトウユージ                                                                    | ムトウユージ                                                                    | ムトウユージ                                                                    | 針金屋英郎                                                                      | 2月20日  |
| 第659話    | 第9期⑤                                                                          | メールは一日にしてならずだゾ                                                    | 田村安彦                                                                        | 平井峰太郎                                                                      | 平井峰太郎                                                                      | 若松孝思                                                                        | 2月27日  |
| 第659話    | 第9期⑤                                                                          | またまたしんこちゃんだゾ                                                        | 中弘子                                                                          | 平井峰太郎                                                                      | 平井峰太郎                                                                      | 間々田益男                                                                      | 2月27日  |
| 第660話    | 第9期⑤                                                                          | あいちゃんがダイエットだゾ                                                      | 翁妙子                                                                          | 貞光紳也                                                                        | 貞光紳也                                                                        | 樋口善法                                                                        | 3月13日  |
| 第660話    | 第9期⑤                                                                          | オラ、旅立つゾ                                                                  | 中弘子                                                                          | 貞光紳也                                                                        | 貞光紳也                                                                        | 樋口善法                                                                        | 3月13日  |
| 第661話    | 第9期⑤                                                                          | さすらいのハスラーだゾ                                                          | 阪口和久                                                                        | 横山広行                                                                        | 横山広行                                                                        | 木村陽子                                                                        | 4月3日   |
| 第661話    | 第9期⑤                                                                          | さいごの? しんこちゃんだゾ                                                      | 中弘子                                                                          | 横山広行                                                                        | 横山広行                                                                        | 門脇孝一                                                                        | 4月3日   |
| SPECIAL 62 | スペシャル⑬                                                                     | オラはライオンでキングだゾ                                                      | 阪口和久                                                                        | 平井峰太郎                                                                      | 平井峰太郎                                                                      | 入江康智 間々田益男                                                             | 4月24日  |
| SPECIAL 62 | 第8期22                                                                         | 芸術はおえかきだゾ（2008年）〈再〉                                              | 浜崎達也                                                                        | ささきひろゆき                                                                  | ささきひろゆき                                                                  | 若松考思                                                                        | 4月24日  |
| SPECIAL 62 | 第8期22                                                                         | エコ!でいくゾ（2008年）〈再〉                                                   | 翁妙子                                                                          | 平井峰太郎                                                                      | 平井峰太郎                                                                      | 間々田益男                                                                      | 4月24日  |
| 第662話    | 第9期⑤                                                                          | オラのラディッシュちゃんだゾ                                                    | 翁妙子                                                                          | 貞光紳也                                                                        | 貞光紳也                                                                        | 樋口善法                                                                        | 5月1日   |
| 第662話    | 第9期⑥                                                                          | かくれてかくすゾ                                                                | 田村安彦                                                                        | 貞光紳也                                                                        | 貞光紳也                                                                        | 樋口善法                                                                        | 5月1日   |
| 第663話    | 第9期⑥                                                                          | ななこおねいさんとお留守番だゾ                                                  | ささきひろゆき                                                                  | ささきひろゆき                                                                  | ささきひろゆき                                                                  | 若松孝思                                                                        | 5月8日   |
| 第663話    | 第9期⑥                                                                          | 父ちゃんと棚をつくるゾ                                                          | 阪口和久                                                                        | ささきひろゆき                                                                  | ささきひろゆき                                                                  | 木村陽子                                                                        | 5月8日   |
| 第664話    | 第9期⑥                                                                          | あいちゃんの家出だゾ                                                            | 翁妙子                                                                          | 横山広行                                                                        | 横山広行                                                                        | 門脇孝一                                                                        | 5月15日  |
| 第664話    | 第9期⑥                                                                          | 迷子を捕まえろ!だゾ                                                             | 阪口和久                                                                        | 横山広行                                                                        | 横山広行                                                                        | 大森孝敏                                                                        | 5月15日  |
| 第665話    | 第9期⑥                                                                          | シロのおとまりだゾ                                                              | 翁妙子                                                                          | 貞光紳也                                                                        | 貞光紳也                                                                        | 樋口善法                                                                        | 5月22日  |
| 第665話    | 第9期⑥                                                                          | いいところなのに...だゾ                                                         | 石橋大助                                                                        | 貞光紳也                                                                        | 貞光紳也                                                                        | 樋口善法                                                                        | 5月22日  |
| 第665話    | 第9期⑥                                                                          | ま・ほー少女もえP「地デジがみたい」の巻                                         | ムトウユージ                                                                    | ムトウユージ                                                                    | ムトウユージ                                                                    | 林静香                                                                          | 5月22日  |
| 第666話    | 第9期⑥                                                                          | 粘土をコネコネするゾ                                                            | 中弘子                                                                          | 平井峰太郎                                                                      | 平井峰太郎                                                                      | 高倉佳彦                                                                        | 5月29日  |
| 第666話    | 第9期⑥                                                                          | それはヒミツ!だゾ                                                               | 翁妙子                                                                          | 平井峰太郎                                                                      | 平井峰太郎                                                                      | 林静香                                                                          | 5月29日  |
| 第666話    | 第9期⑥                                                                          | まだつづいてたゾ                                                                | ムトウユージ                                                                    | ムトウユージ                                                                    | ムトウユージ                                                                    | 若松孝思                                                                        | 5月29日  |
| 第667話    | 第9期⑥                                                                          | まつざか先生がハマッたゾ                                                        | 青木由香                                                                        | 横山広行                                                                        | 横山広行                                                                        | 大塚正実                                                                        | 6月5日   |
| 第667話    | 第9期⑦                                                                          | ひまわりをあずけるゾ                                                            | 翁妙子                                                                          | 横山広行                                                                        | 横山広行                                                                        | 大森孝敏                                                                        | 6月5日   |
| 第667話    | 第9期⑦                                                                          | あずかりたくないゾ                                                              | ムトウユージ                                                                    | ムトウユージ                                                                    | ムトウユージ                                                                    | 針金屋英郎                                                                      | 6月5日   |
| 第668話    | 第9期⑦                                                                          | 結婚式でノリノリだゾ                                                            | 中弘子                                                                          | ささきひろゆき                                                                  | ささきひろゆき                                                                  | 若松孝思                                                                        | 6月12日  |
| 第668話    | 第9期⑦                                                                          | 真夜中のドライブだゾ                                                            | 田村安彦                                                                        | ささきひろゆき                                                                  | ささきひろゆき                                                                  | 針金屋英郎                                                                      | 6月12日  |
| 第668話    | 第9期⑦                                                                          | かっこいいトオルちゃんだゾ                                                      | ムトウユージ                                                                    | ムトウユージ                                                                    | ムトウユージ                                                                    | 針金屋英郎                                                                      | 6月12日  |
| 第669話    | 第9期⑦                                                                          | ラブレター大作戦だゾ                                                            | 翁妙子                                                                          | 義野利幸                                                                        | 平井峰太郎                                                                      | 原勝徳                                                                          | 6月19日  |
| 第669話    | 第9期⑦                                                                          | ゴムをとりかえるゾ                                                              | 中弘子                                                                          | 平井峰太郎                                                                      | 平井峰太郎                                                                      | 間々田益男                                                                      | 6月19日  |
| 第669話    | 第9期⑦                                                                          | リアルな話をしたいゾ                                                            | ムトウユージ                                                                    | ムトウユージ                                                                    | ムトウユージ                                                                    | 針金屋英郎                                                                      | 6月19日  |
| 第670話    | 第9期⑦                                                                          | 親指さん、こんにちはだゾ                                                        | 田村安彦                                                                        | 貞光紳也                                                                        | 貞光紳也                                                                        | 樋口善法                                                                        | 7月3日   |
| 第670話    | 第9期⑦                                                                          | ザリガニ大脱走だゾ                                                              | 中弘子                                                                          | 貞光紳也                                                                        | 貞光紳也                                                                        | 樋口善法                                                                        | 7月3日   |
| 第670話    | 第9期⑦                                                                          | 大事なおやゆびちゃんだゾ                                                        | ムトウユージ                                                                    | ムトウユージ                                                                    | ムトウユージ                                                                    | 針金屋英郎                                                                      | 7月3日   |
| 第671話    | 第9期⑦                                                                          | 犯人はダレだ!だゾ                                                               | 阪口和久                                                                        | 髙橋渉                                                                          | 髙橋渉                                                                          | 間々田益男                                                                      | 7月10日  |
| 第671話    | 第9期⑦                                                                          | ぎゃるり野原だゾ                                                                | 中弘子                                                                          | ムトウユージ                                                                    | 高橋渉                                                                          | 高倉佳彦                                                                        | 7月10日  |
| 第671話    | 第9期⑦                                                                          | この皿は!!だゾ                                                                  | ムトウユージ                                                                    | ムトウユージ                                                                    | ムトウユージ                                                                    | 針金屋英郎                                                                      | 7月10日  |
| 第672話    | 第9期⑧                                                                          | 弁当男子だゾ                                                                    | 中弘子                                                                          | 横山広行                                                                        | 横山広行                                                                        | 若松孝思                                                                        | 7月17日  |
| 第672話    | 第9期⑦                                                                          | ひまのプール日記だゾ                                                            | 中弘子                                                                          | 横山広行                                                                        | 横山広行                                                                        | 林静香                                                                          | 7月17日  |
| 第672話    | 第9期⑧                                                                          | がんばれ川口のヤツ!だゾ                                                         | ムトウユージ                                                                    | ムトウユージ                                                                    | ムトウユージ                                                                    | 針金屋英郎                                                                      | 7月17日  |
| 第673話    | 第9期⑧                                                                          | お留守番でおそうじだゾ                                                          | 翁妙子                                                                          | ささきひろゆき                                                                  | ささきひろゆき                                                                  | 原勝徳                                                                          | 7月24日  |
| 第673話    | 第9期⑧                                                                          | 週刊埼玉県庁だゾ                                                                | 阪口和久                                                                        | ささきひろゆき                                                                  | ささきひろゆき                                                                  | 大森孝敏                                                                        | 7月24日  |
| 第673話    | 第9期⑧                                                                          | ユメを語るゾ                                                                    | ムトウユージ                                                                    | ムトウユージ                                                                    | ムトウユージ                                                                    | 針金屋英郎                                                                      | 7月24日  |
| 第674話    | 第9期⑧                                                                          | Dr.カザマだゾ                                                                   | 中弘子                                                                          | 貞光紳也                                                                        | 貞光紳也                                                                        | 樋口善法                                                                        | 7月31日  |
| 第674話    | 第9期⑧                                                                          | 銀行ではお静かにだゾ                                                            | 田村安彦                                                                        | 貞光紳也                                                                        | 貞光紳也                                                                        | 樋口善法                                                                        | 7月31日  |
| 第675話    | 第9期⑧                                                                          | 屈底母娘の家出だゾ                                                              | 中弘子                                                                          | 義野利幸                                                                        | ムトウユージ                                                                    | 針金屋英郎                                                                      | 8月7日   |
| 第675話    | 第9期⑧                                                                          | 石が気持ちを伝えるゾ                                                            | 翁妙子                                                                          | 義野利幸                                                                        | ムトウユージ                                                                    | 林静香                                                                          | 8月7日   |
| 第676話    | 第9期⑧                                                                          | ツルの恩返しだゾ                                                                | 翁妙子                                                                          | 貞光紳也                                                                        | 貞光紳也                                                                        | 樋口善法                                                                        | 8月14日  |
| 第676話    | 第9期⑧                                                                          | 伝説の軍扇をさがせだゾ1                                                         | 阪口和久                                                                        | 横山広行                                                                        | 横山広行                                                                        | 間々田益男                                                                      | 8月14日  |
| 第677話    | 第9期⑨                                                                          | シロが夏バテだゾ                                                                | 翁妙子                                                                          | 貞光紳也                                                                        | 貞光紳也                                                                        | 樋口善法                                                                        | 8月21日  |
| 第677話    | 第9期⑧                                                                          | 伝説の軍扇をさがせだゾ2                                                         | 阪口和久                                                                        | 横山広行                                                                        | 横山広行                                                                        | 若松孝思                                                                        | 8月21日  |
| 第678話    | 第9期⑨                                                                          | 夜の鉄棒だゾ                                                                    | 阪口和久                                                                        | ささきひろゆき                                                                  | ささきひろゆき                                                                  | 門脇孝一                                                                        | 8月28日  |
| 第678話    | 第9期⑨                                                                          | 天下を取るゾ                                                                    | 中弘子                                                                          | 義野利幸                                                                        | ささきひろゆき                                                                  | 大森孝敏                                                                        | 8月28日  |
| 第679話    | -                                                                               | 戦国しんちゃん シリーズ 最終章 恋の戦国メモリーだゾ                             | 田村安彦                                                                        | ムトウユージ                                                                    | ムトウユージ                                                                    | 針金屋英郎                                                                      | 9月4日   |
| 第679話    | -                                                                               | 戦国しちゃうゾ                                                                  | ムトウユージ                                                                    | ムトウユージ                                                                    | ムトウユージ                                                                    | 針金屋英郎                                                                      | 9月4日   |
| 第680話    | 第9期⑨                                                                          | ネネちゃんの相手は大変だゾ                                                      | 翁妙子                                                                          | 横山広行                                                                        | 横山広行                                                                        | 林静香                                                                          | 9月18日  |
| 第680話    | 第9期⑨                                                                          | 鍵をなくしたゾ                                                                  | 阪口和久                                                                        | 横山広行                                                                        | 横山広行                                                                        | 間々田益男                                                                      | 9月18日  |
| 第681話    | 第9期⑨                                                                          | コンカツだゾ                                                                    | 中弘子                                                                          | 貞光紳也                                                                        | 貞光紳也                                                                        | 樋口善法                                                                        | 10月16日 |
| 第681話    | 第9期⑨                                                                          | ホームランをねらうゾ                                                            | 田村安彦                                                                        | 貞光紳也                                                                        | 貞光紳也                                                                        | 樋口善法                                                                        | 10月16日 |
| 第681話    | 第9期⑨                                                                          | コンカツを企画するゾ                                                            | ムトウユージ                                                                    | ムトウユージ                                                                    | ムトウユージ                                                                    | 針金屋英郎                                                                      | 10月16日 |
| 第682話    | 第9期⑨                                                                          | 四葉のクローバーだゾ                                                            | 田村安彦                                                                        | ささきひろゆき                                                                  | ささきひろゆき                                                                  | 若松孝思                                                                        | 10月23日 |
| 第682話    | 第9期⑨                                                                          | おイモをもらったゾ                                                              | 翁妙子                                                                          | 義野利幸                                                                        | ささきひろゆき                                                                  | 大森孝敏                                                                        | 10月23日 |
| 第683話    | 第9期⑨                                                                          | しんこちゃんたびたびだゾ                                                        | 中弘子                                                                          | 横山広行                                                                        | ムトウユージ                                                                    | 門脇孝一                                                                        | 10月30日 |
| 第683話    | 第9期⑩                                                                          | 母ちゃんVSひまわりだゾ                                                          | 翁妙子                                                                          | 義野利幸                                                                        | ムトウユージ                                                                    | 原勝徳                                                                          | 10月30日 |
| 第683話    | 第9期⑩                                                                          | ひまがやっちゃうゾ                                                              | 翁妙子                                                                          | 義野利幸                                                                        | ムトウユージ                                                                    | 橋本とよ子                                                                      | 10月30日 |
| 第683話    | 第9期⑨                                                                          | 正体は!だゾ                                                                     | ムトウユージ                                                                    | ムトウユージ                                                                    | ムトウユージ                                                                    | 若松孝思                                                                        | 10月30日 |
| 第684話    | 第9期⑩                                                                          | スースーが苦手だゾ                                                              | 中弘子                                                                          | ムトウユージ 小倉宏文                                                           | 小倉宏文                                                                        | 針金屋英郎                                                                      | 11月6日  |
| 第684話    | 第9期⑩                                                                          | 書道はたのしいゾ                                                                | 中村能子                                                                        | 義野利幸                                                                        | 小倉宏文                                                                        | 高倉佳彦                                                                        | 11月6日  |
| 第684話    | 第9期⑩                                                                          | 5歳児におそわるゾ                                                               | ムトウユージ                                                                    | ムトウユージ                                                                    | ムトウユージ                                                                    | 若松孝思                                                                        | 11月6日  |
| 第685話    | 第9期⑩                                                                          | 移動動物園が来たゾ                                                              | 阪口和久                                                                        | 貞光紳也                                                                        | 貞光紳也                                                                        | 樋口善法                                                                        | 11月13日 |
| 第685話    | 第9期⑩                                                                          | 箸の持ち方を気にするゾ                                                          | 翁妙子                                                                          | 貞光紳也                                                                        | 貞光紳也                                                                        | 樋口善法                                                                        | 11月13日 |
| 第685話    | 第9期⑩                                                                          | 作詞がブームだゾ                                                                | ムトウユージ                                                                    | ムトウユージ                                                                    | ムトウユージ                                                                    | 入江康智                                                                        | 11月13日 |
| 第686話    | 第9期⑩                                                                          | ネネちゃんにお手紙だゾ                                                          | 翁妙子                                                                          | 横山広行                                                                        | 横山広行                                                                        | 間々田益男                                                                      | 11月20日 |
| 第686話    | 第9期⑩                                                                          | 仲良くして!だゾ                                                                 | 中弘子                                                                          | 横山広行                                                                        | 横山広行                                                                        | 原勝徳                                                                          | 11月20日 |
| 第686話    | 第9期⑩                                                                          | またまた正体は!だゾ                                                             | ムトウユージ                                                                    | ムトウユージ                                                                    | ムトウユージ                                                                    | 大森孝敏                                                                        | 11月20日 |
| 第687話    | 第9期⑩                                                                          | つけまつげでパワーアップだゾ                                                    | 中村能子                                                                        | ささきひろゆき                                                                  | ささきひろゆき                                                                  | 大森孝敏                                                                        | 11月27日 |
| 第687話    | 第9期⑩                                                                          | ワンワンカレンダーに出るゾ                                                      | 中村能子                                                                        | ささきひろゆき                                                                  | ささきひろゆき                                                                  | 門脇孝一                                                                        | 11月27日 |
| 第687話    | 第9期⑩                                                                          | カレンダーがくやしいゾ                                                          | ムトウユージ                                                                    | ムトウユージ                                                                    | ムトウユージ                                                                    | 木村陽子                                                                        | 11月27日 |
| 第688話    | 第9期⑩                                                                          | 上尾先生の秘密の週末だゾ                                                        | 中弘子                                                                          | 高橋渉                                                                          | 高橋渉                                                                          | 針金屋英郎                                                                      | 12月4日  |
| 第688話    | 第9期⑩                                                                          | 幼稚園でバザーだゾ                                                              | 阪口和久                                                                        | 平井峰太郎                                                                      | 平井峰太郎                                                                      | 高倉佳彦                                                                        | 12月4日  |
| 第688話    | 第9期⑩                                                                          | マフラーがほしいゾ                                                              | ムトウユージ                                                                    | ムトウユージ                                                                    | ムトウユージ                                                                    | 門脇孝一                                                                        | 12月4日  |
| SPECIAL 63 | クレヨンしんちゃん 嵐を呼ぶ モーレツ!オトナ帝国の逆襲（2001年）（監督：原恵一） | クレヨンしんちゃん 嵐を呼ぶ モーレツ!オトナ帝国の逆襲（2001年）（監督：原恵一） | クレヨンしんちゃん 嵐を呼ぶ モーレツ!オトナ帝国の逆襲（2001年）（監督：原恵一） | クレヨンしんちゃん 嵐を呼ぶ モーレツ!オトナ帝国の逆襲（2001年）（監督：原恵一） | クレヨンしんちゃん 嵐を呼ぶ モーレツ!オトナ帝国の逆襲（2001年）（監督：原恵一） | クレヨンしんちゃん 嵐を呼ぶ モーレツ!オトナ帝国の逆襲（2001年）（監督：原恵一） | 12月18日 |
| SPECIAL 63 | -                                                                               | スノープリンスだゾ                                                              | 中弘子                                                                          | ムトウユージ                                                                    | ムトウユージ                                                                    | 針金屋英郎                                                                      | 12月18日 |

## 2010年
| 話数            | DVD収録                                                            | サブタイトル                                                       | 脚本                                                               | 絵コンテ                                                           | 演出                                                               | 作画監督                                                           | 放送日   |
| --------------- | ------------------------------------------------------------------ | ------------------------------------------------------------------ | ------------------------------------------------------------------ | ------------------------------------------------------------------ | ------------------------------------------------------------------ | ------------------------------------------------------------------ | -------- |
| 第689話         | 第9期⑪                                                             | 園長先生の災難だゾ                                                 | 中弘子                                                             | 貞光紳也                                                           | 貞光紳也                                                           | 樋口善法                                                           | 1月8日   |
| 第689話         | 第9期⑪                                                             | 高級チョコをもらったゾ                                             | 翁妙子                                                             | 貞光紳也                                                           | 貞光紳也                                                           | 樋口善法                                                           | 1月8日   |
| 第689話         | -                                                                  | 将来は!?だゾ                                                       | ムトウユージ                                                       | ムトウユージ                                                       | ムトウユージ                                                       | 入江康智                                                           | 1月8日   |
| 第690話         | 第9期⑪                                                             | しんこちゃんまたまた!だゾ                                          | 中弘子                                                             | 横山広行                                                           | 横山広行                                                           | 若松孝思                                                           | 1月15日  |
| 第690話         | 第9期⑪                                                             | 段ボール箱を片づけるゾ                                             | 中弘子                                                             | 横山広行                                                           | 横山広行                                                           | 大森孝敏                                                           | 1月15日  |
| 第690話         | -                                                                  | 将来は!?だゾ2                                                      | ムトウユージ                                                       | ムトウユージ                                                       | ムトウユージ                                                       | 針金屋英郎                                                         | 1月15日  |
| 第691話         | 第9期⑪                                                             | チョコビの工場見学だゾ                                             | 中弘子                                                             | 平井峰太郎                                                         | 平井峰太郎                                                         | 高倉佳彦                                                           | 1月22日  |
| 第691話         | 第9期⑪                                                             | アクション仮面タオルだゾ                                           | 翁妙子                                                             | 平井峰太郎                                                         | 平井峰太郎                                                         | 間々田益男                                                         | 1月22日  |
| 第691話         | -                                                                  | 将来は!?だゾ3                                                      | ムトウユージ                                                       | ムトウユージ                                                       | ムトウユージ                                                       | 針金屋英郎                                                         | 1月22日  |
| 第692話         | 第9期⑪                                                             | 思い出のパース旅行だゾ                                             | 田村安彦                                                           | 横山広行                                                           | 横山広行                                                           | 大森孝敏 間々田益男                                                | 1月29日  |
| 第692話         | -                                                                  | 将来は!?だゾ4                                                      | ムトウユージ                                                       | ムトウユージ                                                       | ムトウユージ                                                       | 針金屋英郎                                                         | 1月29日  |
| 第693話         | 第9期⑪                                                             | カスカベ大連合だゾ                                                 | 田村安彦                                                           | ささきひろゆき                                                     | ささきひろゆき                                                     | 若松孝思                                                           | 2月5日   |
| 第693話         | 第9期⑫                                                             | 家事代行屋さんは見た!だゾ                                          | 中村能子                                                           | ささきひろゆき                                                     | ささきひろゆき                                                     | 門脇孝一                                                           | 2月5日   |
| 第694話         | 第9期⑫                                                             | コートの下は...だゾ                                                | 中弘子                                                             | 平井峰太郎                                                         | 平井峰太郎                                                         | 門脇孝一                                                           | 2月19日  |
| 第694話         | 第9期⑫                                                             | 流れ星にお願いするゾ                                               | 中村能子                                                           | 平井峰太郎                                                         | 平井峰太郎                                                         | 橋本とよ子                                                         | 2月19日  |
| 第695話         | 第9期⑫                                                             | 出たとこドライブだゾ                                               | 翁妙子                                                             | 貞光紳也                                                           | 貞光紳也                                                           | 樋口善法                                                           | 3月12日  |
| 第695話         | 第9期⑫                                                             | どーしてもヤキイモが食べたいゾ                                     | 翁妙子                                                             | 貞光紳也                                                           | 貞光紳也                                                           | 樋口善法                                                           | 3月12日  |
| 第696話         | 第9期⑫                                                             | 春我部タイムパトロール隊 オラの花嫁がみたいゾ                      | 中弘子 阪口和久                                                    | ムトウユージ 横山広行                                              | ムトウユージ                                                       | 間々田益男 入江康智                                                | 3月26日  |
| SPECIAL（番外） | クレヨンしんちゃん オタケベ!カスカベ野生王国（監督：しぎのあきら） | クレヨンしんちゃん オタケベ!カスカベ野生王国（監督：しぎのあきら） | クレヨンしんちゃん オタケベ!カスカベ野生王国（監督：しぎのあきら） | クレヨンしんちゃん オタケベ!カスカベ野生王国（監督：しぎのあきら） | クレヨンしんちゃん オタケベ!カスカベ野生王国（監督：しぎのあきら） | クレヨンしんちゃん オタケベ!カスカベ野生王国（監督：しぎのあきら） | 4月9日   |
| SPECIAL 64      | スペシャル⑬                                                        | カスカベタイムパトロール隊 オラ誕生のヒミツだゾ                    | 中弘子                                                             | 平井峰太郎                                                         | 平井峰太郎                                                         | 木村陽子 若松孝思                                                  | 4月16日  |
| SPECIAL 64      | 第8期⑬                                                             | 初めての歯医者さんだゾ（2006年）〈再〉                             | 中弘子                                                             | 貞光紳也                                                           | 貞光紳也                                                           | 樋口善法                                                           | 4月16日  |
| SPECIAL 64      | 第8期⑪                                                             | 未来のオラ達だゾ（2006年）〈再〉                                   | 翁妙子                                                             | ささきひろゆき                                                     | ささきひろゆき                                                     | 若松考思                                                           | 4月16日  |
| 第697話         | 第9期⑫                                                             | 懸賞に応募するゾ                                                   | 阪口和久                                                           | 貞光紳也                                                           | 貞光紳也                                                           | 樋口善法                                                           | 4月23日  |
| 第697話         | 第9期⑫                                                             | まつざか先生、ついにだゾ                                           | 中村能子                                                           | 貞光紳也                                                           | 貞光紳也                                                           | 樋口善法                                                           | 4月23日  |
| 第698話         | 第9期⑫                                                             | 帰ってきたサラリーマンしんのすけだゾ                               | 阪口和久                                                           | 横山広行                                                           | 横山広行                                                           | 門脇孝一                                                           | 4月30日  |
| 第698話         | 第10期①                                                            | シロがゆくえふめいだゾ                                             | 翁妙子                                                             | 横山広行                                                           | 横山広行                                                           | 橋本とよ子                                                         | 4月30日  |
| 第699話         | 第10期①                                                            | 夢のサイン会だゾ                                                   | 田村安彦                                                           | 貞光紳也                                                           | 貞光紳也                                                           | 樋口善法                                                           | 5月7日   |
| 第699話         | 第10期①                                                            | ボーちゃんとひまわりだゾ                                           | 翁妙子                                                             | 貞光紳也                                                           | 貞光紳也                                                           | 樋口善法                                                           | 5月7日   |
| 第699話         | -                                                                  | 将来は!?だゾ5                                                      | ムトウユージ                                                       | ムトウユージ                                                       | ムトウユージ                                                       | 入江康智                                                           | 5月7日   |
| 第700話         | 第10期①                                                            | すごろくは遠いゾ                                                   | 中弘子                                                             | ささきひろゆき                                                     | ささきひろゆき                                                     | 若松孝思                                                           | 5月14日  |
| 第700話         | 第10期①                                                            | フィットネス父ちゃんだゾ                                           | 阪口和久                                                           | ささきひろゆき                                                     | ささきひろゆき                                                     | 間々田益男                                                         | 5月14日  |
| 第701話         | 第10期①                                                            | ベビーカーをデコるゾ                                               | 中弘子                                                             | 橋本昌和                                                           | 平井峰太郎                                                         | 高倉佳彦                                                           | 5月21日  |
| 第701話         | 第10期①                                                            | ネネちゃんをエスコートだゾ                                         | 翁妙子                                                             | 平井峰太郎                                                         | 平井峰太郎                                                         | 林静香                                                             | 5月21日  |
| 第701話         | 第10期①                                                            | デコるゾ                                                           | ムトウユージ                                                       | ムトウユージ                                                       | ムトウユージ                                                       | 門脇孝一                                                           | 5月21日  |
| 第702話         | 第10期①                                                            | お留守番がドキドキだゾ（ちょっと怖いゾ編）                         | 中村能子                                                           | 貞光紳也                                                           | 貞光紳也                                                           | 樋口善法                                                           | 5月28日  |
| 第702話         | 第10期①                                                            | ひまのイベントに行くゾ                                             | 翁妙子                                                             | 貞光紳也                                                           | 貞光紳也                                                           | 樋口善法                                                           | 5月28日  |
| 第702話         | 第10期①                                                            | グチるゾ                                                           | ムトウユージ                                                       | ムトウユージ                                                       | ムトウユージ                                                       | 門脇孝一                                                           | 5月28日  |
| 第703話         | 第10期①                                                            | 風間くんの髪が...だゾ                                              | 中弘子                                                             | 横山広行                                                           | 横山広行                                                           | 大森孝敏                                                           | 6月4日   |
| 第703話         | 第10期②                                                            | ファミレスは最高だゾ                                               | 中弘子                                                             | 横山広行                                                           | 横山広行                                                           | 針金屋英郎                                                         | 6月4日   |
| 第703話         | 第10期②                                                            | 知らないうちに...だゾ                                              | ムトウユージ                                                       | ムトウユージ                                                       | ムトウユージ                                                       | 針金屋英郎                                                         | 6月4日   |
| 第704話         | 第10期②                                                            | ロック魂だゾ                                                       | 翁妙子                                                             | 平井峰太郎                                                         | 平井峰太郎                                                         | 原勝徳                                                             | 6月11日  |
| 第704話         | 第10期②                                                            | サッカー太郎の鬼退治だゾ                                           | 阪口和久                                                           | 平井峰太郎                                                         | 平井峰太郎                                                         | 大塚正実                                                           | 6月11日  |
| 第705話         | 第10期②                                                            | うるさい歩数計だゾ                                                 | 阪口和久                                                           | ささきひろゆき                                                     | ささきひろゆき                                                     | 若松孝思                                                           | 7月2日   |
| 第705話         | 第10期②                                                            | デカすぎるゾ                                                       | 翁妙子                                                             | 義野利幸                                                           | ささきひろゆき                                                     | 間々田益男                                                         | 7月2日   |
| 第705話         | 第10期②                                                            | 一日5000歩だゾ                                                     | ムトウユージ                                                       | ムトウユージ                                                       | ムトウユージ                                                       | 門脇孝一                                                           | 7月2日   |
| 第706話         | 第10期②                                                            | 恋する四郎さんだゾ                                                 | 阪口和久                                                           | 貞光紳也                                                           | 貞光紳也                                                           | 樋口善法                                                           | 7月9日   |
| 第706話         | 第10期②                                                            | カーペットを守るゾ                                                 | 中弘子                                                             | 貞光紳也                                                           | 貞光紳也                                                           | 樋口善法                                                           | 7月9日   |
| 第706話         | 第10期②                                                            | 恋とは!?だゾ                                                       | ムトウユージ                                                       | ムトウユージ                                                       | ムトウユージ                                                       | 門脇孝一                                                           | 7月9日   |
| 第707話         | 第10期②                                                            | シールをもらうゾ                                                   | 翁妙子                                                             | 横山広行                                                           | 横山広行                                                           | 大森孝敏                                                           | 7月16日  |
| 第707話         | 第10期②                                                            | ひまとお留守番はドキドキだゾ                                       | 中村能子                                                           | 横山広行                                                           | 横山広行                                                           | 林静香                                                             | 7月16日  |
| 第708話         | 第10期③                                                            | さよならミッチーヨシリンだゾ                                       | 中弘子                                                             | 平井峰太郎                                                         | 平井峰太郎                                                         | 高倉佳彦 間々田益男                                                | 7月30日  |
| 第709話         | 第10期②                                                            | タコさんはたくさんだゾ                                             | 静谷伊佐夫                                                         | ささきひろゆき                                                     | ささきひろゆき                                                     | 針金屋英郎                                                         | 8月6日   |
| 第709話         | 第10期③                                                            | 金魚すくいで勝負だゾ                                               | 阪口和久                                                           | 義野利幸                                                           | ささきひろゆき                                                     | 若松孝思                                                           | 8月6日   |
| 第710話         | 第10期③                                                            | ボーちゃんのほしいものだゾ                                         | 中弘子                                                             | 貞光紳也                                                           | 貞光紳也                                                           | 樋口善法                                                           | 8月13日  |
| 第710話         | 第10期③                                                            | 水まきするゾ                                                       | 翁妙子                                                             | 貞光紳也                                                           | 貞光紳也                                                           | 樋口善法                                                           | 8月13日  |
| 第711話         | 第10期③                                                            | 五千円のジュースだゾ                                               | 阪口和久                                                           | 横山広行                                                           | 横山広行                                                           | 原勝徳                                                             | 8月20日  |
| 第711話         | 第10期③                                                            | チョコビワールドだゾ                                               | 中弘子                                                             | 横山広行                                                           | 横山広行                                                           | 大森孝敏                                                           | 8月20日  |
| 第712話         | 第10期③                                                            | ちゃぶ台鬼だゾ                                                     | 阪口和久                                                           | 平井峰太郎                                                         | 平井峰太郎                                                         | 高倉佳彦                                                           | 8月27日  |
| 第712話         | 第10期③                                                            | シロの一日だゾ                                                     | 翁妙子                                                             | 義野利幸                                                           | 平井峰太郎                                                         | 林静香                                                             | 8月27日  |
| 第713話         | 第10期③                                                            | 線の上を歩くゾ                                                     | 静谷伊佐夫                                                         | 義野利幸                                                           | ささきひろゆき                                                     | 間々田益男                                                         | 9月10日  |
| 第713話         | 第10期④                                                            | 初コインランドリーだゾ                                             | 中村能子                                                           | ささきひろゆき                                                     | ささきひろゆき                                                     | 針金屋英郎                                                         | 9月10日  |
| 第713話         | -                                                                  | 地デジ                                                             | ムトウユージ                                                       | ムトウユージ                                                       | ムトウユージ                                                       | 木村陽子                                                           | 9月10日  |
| 第714話         | 第10期④                                                            | おウチでお弁当だゾ                                                 | 中弘子                                                             | 貞光紳也                                                           | 貞光紳也                                                           | 樋口善法                                                           | 9月17日  |
| 第714話         | 第10期④                                                            | 父ちゃんの秘密の夜だゾ                                             | 阪口和久                                                           | 貞光紳也                                                           | 貞光紳也                                                           | 樋口善法                                                           | 9月17日  |
| 第714話         | -                                                                  | 20周年!だゾ                                                        | ムトウユージ                                                       | ムトウユージ                                                       | ムトウユージ                                                       | 若松孝思                                                           | 9月17日  |
| 第715話         | 第10期④                                                            | 組長イメチェン大作戦だゾ                                           | 中弘子                                                             | 横山広行                                                           | 横山広行                                                           | 門脇孝一                                                           | 10月15日 |
| 第715話         | 第10期④                                                            | 秋田のじいちゃんがまた来たゾ                                       | 中村能子                                                           | 横山広行                                                           | 横山広行                                                           | 大森孝敏                                                           | 10月15日 |
| 第716話         | 第10期④                                                            | もらった服のゆううつだゾ                                           | 中弘子                                                             | 平井峰太郎                                                         | 平井峰太郎                                                         | 若松孝思                                                           | 10月22日 |
| 第716話         | 第10期④                                                            | 高級ケーキ屋さんだゾ                                               | 翁妙子                                                             | 平井峰太郎                                                         | 平井峰太郎                                                         | 原勝徳                                                             | 10月22日 |
| 第717話         | 第10期④                                                            | ワケあり商品だゾ                                                   | うえのきみこ                                                       | ささきひろゆき                                                     | ささきひろゆき                                                     | 間々田益男                                                         | 10月29日 |
| 第717話         | 第10期④                                                            | 父ちゃんの子守りだゾ                                               | 阪口和久                                                           | 義野利幸                                                           | ささきひろゆき                                                     | 門脇孝一                                                           | 10月29日 |
| 第717話         | -                                                                  | クレヨンしんちゃん20周年特別企画                                   | -                                                                  | -                                                                  | -                                                                  | 高倉佳彦                                                           | 10月29日 |
| 第718話         | 第10期④                                                            | 悪役はかっこいいゾ                                                 | 翁妙子                                                             | 貞光紳也                                                           | 貞光紳也                                                           | 樋口善法                                                           | 11月12日 |
| 第718話         | 第10期⑤                                                            | キノコ狩りへ行くゾ                                                 | 阪口和久                                                           | 貞光紳也                                                           | 貞光紳也                                                           | 樋口善法                                                           | 11月12日 |
| 第718話         | -                                                                  | クレヨンしんちゃん20周年プロジェクト                               | -                                                                  | -                                                                  | -                                                                  | 木村陽子                                                           | 11月12日 |
| 第719話         | 第10期⑤                                                            | 子ども買いだゾ                                                     | うえのきみこ                                                       | 横山広行                                                           | 横山広行                                                           | 若松孝思                                                           | 11月19日 |
| 第719話         | 第10期⑤                                                            | ななこおねいさんを追いかけるゾ                                     | 翁妙子                                                             | 横山広行                                                           | 横山広行                                                           | 高倉佳彦                                                           | 11月19日 |
| SPECIAL 65      | 1年目①                                                             | おつかいに行くゾ（1992年）〈再〉                                   | 翁妙子                                                             | 本郷みつる                                                         | 本郷みつる                                                         | 小川博司                                                           | 11月26日 |
| SPECIAL 65      | スペシャル⑭                                                        | SHIN-MEN ヒーロー登場!                                             | きむらひでふみ                                                     | 湯浅政明                                                           | 湯浅政明                                                           | 湯浅政明                                                           | 11月26日 |
| SPECIAL 65      | -                                                                  | 湿布を貼るのは大変だゾ                                             | 静谷伊佐夫                                                         | ささきひろゆき                                                     | ささきひろゆき                                                     | 間々田益男                                                         | 11月26日 |
| 第720話         | 第10期⑤                                                            | うさぎが家にやってきたゾ                                           | うえのきみこ                                                       | 平井峰太郎                                                         | 平井峰太郎                                                         | 林静香                                                             | 12月3日  |
| 第720話         | 第10期⑤                                                            | お弁当箱の戦いだゾ                                                 | 中弘子                                                             | 義野利幸                                                           | 平井峰太郎                                                         | 大森孝敏                                                           | 12月3日  |
| 第721話         | 第10期⑤                                                            | シネコンに行くゾ                                                   | 翁妙子                                                             | 平井峰太郎                                                         | 平井峰太郎                                                         | 門脇孝一                                                           | 12月10日 |
| 第721話         | 第10期⑤                                                            | 勝手にランキングだゾ                                               | うえのきみこ                                                       | 平井峰太郎                                                         | 平井峰太郎                                                         | 若松孝思                                                           | 12月10日 |

## 2011年
| 話数       | DVD収録                                                                      | サブタイトル                                     | 脚本           | 絵コンテ       | 演出           | 作画監督            | 放送日   |
| ---------- | ---------------------------------------------------------------------------- | ------------------------------------------------ | -------------- | -------------- | -------------- | ------------------- | -------- |
| 第722話    | 第10期⑤                                                                      | 枯れ葉よ〜、だゾ                                 | 中弘子         | 横山広行       | 横山広行       | 原勝徳              | 1月14日  |
| 第722話    | 第10期⑤                                                                      | 試練のあいちゃんだゾ                             | 中弘子         | 横山広行       | 横山広行       | 高倉佳彦            | 1月14日  |
| 第723話    | 第10期⑤                                                                      | 先生のお手伝いだゾ                               | 阪口和久       | 貞光紳也       | 貞光紳也       | 樋口善法            | 1月21日  |
| 第723話    | 第10期⑥                                                                      | リモコンがいっぱいだゾ                           | 翁妙子         | 貞光紳也       | 貞光紳也       | 樋口善法            | 1月21日  |
| 第723話    | -                                                                            | スパイって何?だゾ                                | ムトウユージ   | ムトウユージ   | ムトウユージ   | 若松孝思            | 1月21日  |
| 第724話    | 第10期⑥                                                                      | もえPの誕生日だゾ                                | 中弘子         | 義野利幸       | ささきひろゆき | 大森孝敏            | 1月28日  |
| 第724話    | スペシャル⑭                                                                  | SHIN-MEN カンのヒミツ                            | きむらひでふみ | 湯浅政明       | ムトウユージ   | 針金屋英郎          | 1月28日  |
| 第725話    | 第10期⑥                                                                      | おモチつきだゾ                                   | 翁妙子         | 義野利幸       | ささきひろゆき | 大森孝敏            | 2月4日   |
| 第725話    | 第10期⑥                                                                      | 名前をつけるゾ                                   | 静谷伊佐夫     | ささきひろゆき | ささきひろゆき | 間々田益男          | 2月4日   |
| 第726話    | 第10期⑥                                                                      | 秘密の部屋はパラダイスだゾ                       | 中弘子         | 貞光紳也       | 貞光紳也       | 樋口善法            | 2月18日  |
| 第726話    | 第10期⑥                                                                      | きれいな部屋は苦しいゾ                           | 中弘子         | 貞光紳也       | 貞光紳也       | 樋口善法            | 2月18日  |
| 第727話    | 第10期⑥                                                                      | シロとおつかいだゾ                               | 翁妙子         | 平井峰太郎     | 平井峰太郎     | 若松孝思            | 2月25日  |
| 第727話    | スペシャル⑭                                                                  | SHIN-MEN ヒューの恋                              | きむらひでふみ | 湯浅政明       | 湯浅政明       | 三原三千夫          | 2月25日  |
| 第728話    | 第10期⑥                                                                      | ばら組をスパイするゾ                             | 阪口和久       | 貞光紳也       | 貞光紳也       | 樋口善法            | 3月25日  |
| 第728話    | 第10期⑥                                                                      | 自転車通勤するゾ                                 | 静谷伊佐夫     | 義野利幸       | ささきひろゆき | 間々田益男          | 3月25日  |
| SPECIAL 66 | ○                                                                            | スパイ一族ノハーラだゾ                           | 中弘子         | 横山広行       | 横山広行       | 門脇孝一            | 4月8日   |
| SPECIAL 66 | ○                                                                            | スーパースパイミサエだゾ                         | 中弘子         | 平井峰太郎     | 平井峰太郎     | 若松孝思            | 4月8日   |
| SPECIAL 66 | クレヨンしんちゃん 超時空!嵐を呼ぶオラの花嫁（2010年）（監督：しぎのあきら） |                                                  |                |                |                |                     | 4月8日   |
| SPECIAL 67 | -                                                                            | エージェント父ちゃんだゾ                         | 阪口和久       | 横山広行       | 横山広行       | 木村陽子 間々田益男 | 4月22日  |
| SPECIAL 67 | ○                                                                            | 仮面ライダー電王VSしん王だゾ（2007年）〈再〉     | ムトウユージ   | ムトウユージ   | 横山広行       | 高倉佳彦            | 4月22日  |
| SPECIAL 67 | -                                                                            | 隣のおばさんをお助けするゾ                       | 中弘子         | 横山広行       | 横山広行       | 林静香              | 4月22日  |
| 第729話    | 第10期⑥                                                                      | きょうだいが欲しいゾ                             | 翁妙子         | 平井峰太郎     | 平井峰太郎     | 門脇孝一            | 4月29日  |
| 第729話    | 第10期⑦                                                                      | 母ちゃんの日記だゾ                               | 中弘子         | 横山広行       | 横山広行       | 高倉佳彦            | 4月29日  |
| 第730話    | 第10期⑦                                                                      | 風間くんのパパが帰ってくるゾ                     | 田村安彦       | ささきひろゆき | ささきひろゆき | 大森孝敏            | 5月6日   |
| 第730話    | 第10期⑦                                                                      | 妄想するゾ                                       | 中弘子         | 貞光紳也       | 貞光紳也       | 樋口善法            | 5月6日   |
| 第731話    | 第10期⑦                                                                      | スケバンママだゾ                                 | 中弘子         | 平井峰太郎     | 平井峰太郎     | 木村陽子            | 5月13日  |
| 第731話    | 第10期⑦                                                                      | 読み聞かせだゾ                                   | うえのきみこ   | 横山広行       | 横山広行       | 入江康智            | 5月13日  |
| 第732話    | 第10期⑦                                                                      | 花いっぱい大作戦だゾ                             | 翁妙子         | 貞光紳也       | 貞光紳也       | 樋口善法            | 5月20日  |
| 第732話    | 第10期⑦                                                                      | 名刺を作るゾ                                     | 翁妙子         | 貞光紳也       | 貞光紳也       | 樋口善法            | 5月20日  |
| 第733話    | 第10期⑦                                                                      | 大物を釣るゾ                                     | 田村安彦       | 義野利幸       | ささきひろゆき | 門脇孝一            | 5月27日  |
| 第733話    | スペシャル⑭                                                                  | SHIN-MEN スィと女王様                            | きむらひでふみ | 湯浅政明       | 湯浅政明       | 湯浅政明            | 5月27日  |
| 第733話    | -                                                                            | まだまだやってるゾ                               | [ 注 20 ]      | [ 注 20 ]      | [ 注 20 ]      | [ 注 20 ]           | 5月27日  |
| 第734話    | 第10期⑦                                                                      | 犬の飼い方教えるゾ                               | 中弘子         | 貞光紳也       | 貞光紳也       | 樋口善法            | 6月3日   |
| 第734話    | 第10期⑦                                                                      | お金をひろったゾ                                 | 翁妙子         | 貞光紳也       | 貞光紳也       | 樋口善法            | 6月3日   |
| 第734話    | スペシャル②                                                                  | 冬の国の冒険だゾ（1993年）〈再〉                 | 本郷みつる     | 片渕須直       | 本郷みつる     | 松山正彦            | 6月3日   |
| 第735話    | 第10期⑧                                                                      | パイレーツオブアリビアンだゾ                     | うえのきみこ   | 平井峰太郎     | 平井峰太郎     | 末吉裕一郎          | 6月10日  |
| 第735話    | 第10期⑧                                                                      | ヒップホップダンスだゾ                           | うえのきみこ   | 平井峰太郎     | 平井峰太郎     | 間々田益男          | 6月10日  |
| 第735話    | 第10期⑧                                                                      | 小さいオラだゾ                                   | ムトウユージ   | ムトウユージ   | ムトウユージ   | 末吉裕一郎          | 6月10日  |
| 第736話    | 第10期⑧                                                                      | シロがうらやましいゾ                             | 翁妙子         | ささきひろゆき | ささきひろゆき | 木村陽子            | 6月17日  |
| 第736話    | 第10期⑧                                                                      | 先生たちのお買い物だゾ                           | 阪口和久       | 義野利幸       | ささきひろゆき | 原勝徳              | 6月17日  |
| 第736話    | 第10期⑧                                                                      | おとまりっていいゾ                               | ムトウユージ   | ムトウユージ   | ムトウユージ   | 末吉裕一郎          | 6月17日  |
| 第737話    | 第10期⑧                                                                      | 地デジになったゾ                                 | 翁妙子         | 横山広行       | 横山広行       | 高倉佳彦            | 6月24日  |
| 第737話    | 第10期⑧                                                                      | フツーの女子高生タイムだゾ                       | 中弘子         | 横山広行       | 横山広行       | 林静香              | 6月24日  |
| 第737話    | -                                                                            | みんなでえらぶゾ                                 | ムトウユージ   | ムトウユージ   | ムトウユージ   | 末吉裕一郎          | 6月24日  |
| 第738話    | 第3期⑳                                                                       | 赤ズキンと紫ズキンだゾ（1997年）〈再〉           | 阪口和久       | ささきひろゆき | ささきひろゆき | 大森孝敏            | 7月1日   |
| 第738話    | スペシャル⑭                                                                  | SHIN-MEN ニョキん家                              | きむらひでふみ | 湯浅政明       | 湯浅政明       | 湯浅政明            | 7月1日   |
| 第739話    | 第10期⑧                                                                      | ふしぎな指輪だゾ                                 | 翁妙子         | 貞光紳也       | 貞光紳也       | 樋口善法            | 7月8日   |
| 第739話    | 第10期⑧                                                                      | ウチではたらく父ちゃんだゾ                       | 中弘子         | 貞光紳也       | 貞光紳也       | 樋口善法            | 7月8日   |
| 第739話    | 第10期⑧                                                                      | しっかり仕事して!だゾ                            | ムトウユージ   | ムトウユージ   | ムトウユージ   | 木村陽子            | 7月8日   |
| 第740話    | 第10期⑧                                                                      | 王子様のクツだゾ                                 | 中弘子         | 平井峰太郎     | 平井峰太郎     | 針金屋英郎          | 7月15日  |
| 第740話    | 第10期⑧                                                                      | 車でランチだゾ                                   | 中弘子         | 平井峰太郎     | 平井峰太郎     | 大森孝敏            | 7月15日  |
| 第740話    | 第10期⑧                                                                      | 王子さま〜♡だゾ                                  | ムトウユージ   | ムトウユージ   | ムトウユージ   | 末吉裕一郎          | 7月15日  |
| 第741話    | 第10期⑨                                                                      | 風間くんの夏休みだゾ                             | うえのきみこ   | 義野利幸       | ささきひろゆき | 原勝徳              | 7月22日  |
| 第741話    | 第10期⑨                                                                      | ベビーカーにハマッたゾ                           | 静谷伊佐夫     | ささきひろゆき | ささきひろゆき | 木村陽子            | 7月22日  |
| 第742話    | 第10期⑨                                                                      | ガキ大将むさえだゾ                               | 翁妙子         | 横山広行       | 横山広行       | 高倉佳彦            | 8月5日   |
| 第742話    | 第10期⑨                                                                      | 田舎にとまるゾ                                   | うえのきみこ   | 横山広行       | 横山広行       | 間々田益男          | 8月5日   |
| 第743話    | 第10期⑨                                                                      | ネネちゃんのシールだゾ                           | うえのきみこ   | 貞光紳也       | 貞光紳也       | 樋口善法            | 8月12日  |
| 第743話    | 第10期⑨                                                                      | お宝を探すゾ                                     | 中弘子         | 貞光紳也       | 貞光紳也       | 樋口善法            | 8月12日  |
| 第744話    | 第10期⑨                                                                      | カスカベ忍者隊だゾ（天の巻）                     | 阪口和久       | 平井峰太郎     | 平井峰太郎     | 末吉裕一郎          | 8月19日  |
| 第744話    | 第10期⑨                                                                      | カスカベ忍者隊だゾ（地の巻）                     | 阪口和久       | 平井峰太郎     | 平井峰太郎     | 間々田益男          | 8月19日  |
| 第745話    | 第3期⑬                                                                       | オラはサラリーマンしんのすけだゾ（1996年）〈再〉 | 阪口和久       | 原恵一         | 横山広行       | 林静香              | 8月26日  |
| 第745話    | 第10期⑨                                                                      | こわ〜いDVDだゾ                                  | うえのきみこ   | 平井峰太郎     | 平井峰太郎     | 高倉佳彦            | 8月26日  |
| 第746話    | 第10期⑨                                                                      | 古着で遊んじゃうゾ                               | 翁妙子         | ささきひろゆき | ささきひろゆき | 木村陽子            | 9月2日   |
| 第746話    | 第10期⑩                                                                      | 父ちゃんのランチは大変だゾ                       | 静谷伊佐夫     | 横山広行       | 横山広行       | 林静香              | 9月2日   |
| 第747話    | 第10期⑩                                                                      | オラはプロ野球選手だゾ                           | 阪口和久       | 義野利幸       | 平井峰太郎     | 針金屋英郎          | 10月21日 |
| 第747話    | 第10期⑩                                                                      | ひまわりを激写だゾ                               | 中弘子         | 横山広行       | 横山広行       | 大森孝敏            | 10月21日 |
| 第748話    | 第10期⑩                                                                      | 鑑識しんちゃんだゾ                               | うえのきみこ   | ささきひろゆき | ささきひろゆき | 針金屋英郎          | 10月28日 |
| 第748話    | 第3期⑬                                                                       | 赤ちゃんが生まれたゾ（1996年）〈再〉             | 中弘子         | 義野利幸       | 本郷みつる     | 末吉裕一郎          | 10月28日 |
| 第749話    | 第10期⑩                                                                      | たいやき屋さんだゾ                               | 翁妙子         | 貞光紳也       | 貞光紳也       | 樋口善法            | 11月4日  |
| 第749話    | 第10期⑩                                                                      | 財布を落としたゾ                                 | 阪口和久       | 貞光紳也       | 貞光紳也       | 樋口善法            | 11月4日  |
| 第750話    | 第10期⑩                                                                      | オラの車が吠える時!だゾ                          | 翁妙子         | 義野利幸       | ささきひろゆき | 門脇孝一            | 11月11日 |
| 第750話    | スペシャル⑭                                                                  | SHIN-MEN リバースごにょごにょ大作戦! 前編        | きむらひでふみ | ムトウユージ   | ムトウユージ   | 末吉裕一郎          | 11月11日 |
| 第751話    | 第10期⑩                                                                      | 箱の中身は何でしょねだゾ                         | 川辺美奈子     | 貞光紳也       | 貞光紳也       | 樋口善法            | 11月18日 |
| 第751話    | スペシャル⑭                                                                  | SHIN-MEN リバースごにょごにょ大作戦! 後編        | きむらひでふみ | ムトウユージ   | ムトウユージ   | 末吉裕一郎          | 11月18日 |
| 第752話    | 第10期⑩                                                                      | 自由なあいちゃんだゾ                             | 翁妙子         | 貞光紳也       | 貞光紳也       | 樋口善法            | 11月25日 |
| 第752話    | 第10期⑩                                                                      | 銀河の危機をお救いするゾ                         | 阪口和久       | 平井峰太郎     | 平井峰太郎     | 高倉佳彦            | 11月25日 |
| 第753話    | 第10期⑪                                                                      | ちくわともやしだゾ                               | うえのきみこ   | ささきひろゆき | ささきひろゆき | 針金屋英郎          | 12月2日  |
| 第753話    | 第10期⑪                                                                      | こだわりのコーヒーショップだゾ                   | 阪口和久       | 義野利幸       | ささきひろゆき | 大森孝敏            | 12月2日  |
| 第754話    | 第10期⑪                                                                      | あいちゃんに初体験させるゾ                       | 翁妙子         | 義野利幸       | ささきひろゆき | 若松孝思            | 12月9日  |
| 第754話    | 第10期⑪                                                                      | 上尾先生、なんかヘンだゾ                         | 中弘子         | 横山広行       | 横山広行       | 間々田益男          | 12月9日  |
| 第755話    | 第10期⑪                                                                      | 玄関の大そうじだゾ                               | 中弘子         | 平井峰太郎     | 平井峰太郎     | 木村陽子            | 12月16日 |
| 第755話    | スペシャル⑭                                                                  | SHIN-MEN カレーでガッカリ～大作戦!               | きむらひでふみ | ムトウユージ   | ムトウユージ   | 末吉裕一郎          | 12月16日 |